# Brescia
Brescia (IPA: /ˈbr(e/ɛ)ʃːa/ , localmente [ˈbreːʃa], Brèsa o Bressa in dialetto bresciano, pronuncia /ˈbrɛsa/, localmente [ˈbrɛsɑ] o [ˈbrɛhɑ]) è un comune italiano di 200 593 abitanti, capoluogo dell'omonima provincia in Lombardia. Geograficamente si trova ai piedi delle Prealpi, a pochi chilometri dal lago di Garda e d'Iseo. È il secondo comune della regione per popolazione, dopo Milano, e rientra nei quindici comuni più popolosi d'Italia.
Antica città le cui origini risalgono a oltre 3 200 anni fa, Brescia possiede un cospicuo patrimonio artistico e architettonico: i suoi monumenti d'epoca romana e longobarda sono stati dichiarati dall'UNESCO Patrimonio dell'umanità. È stata insignita Capitale italiana della cultura 2023 insieme alla vicina Bergamo. Attiva nei settori della manifattura, dell'industria metalmeccanica, tessile, chimica e alimentare, è tra i principali centri economico-produttivi d'Italia ed è conosciuta per la celebre corsa d'auto d'epoca Mille Miglia e per la produzione del Franciacorta.
La città di Brescia è soprannominata "La Leonessa", originariamente per il valore e l'attaccamento dimostrato verso la Repubblica di Venezia: nel 1438, a tal proposito, lo stesso Senato veneziano proclamò la città di Brescia "Leonessa e degna sposa del Leone" conferendole il titolo di "Brixia fidelis Fidei et Iustitiae", titolo riportato sul fronte del palazzo della Loggia, sede del comune e da ultimo per la fiera insurrezione contro gli Austriaci del 1849 in seno al movimento risorgimentale passata alla storia come le Dieci giornate per cui venne insignita della Medaglia d’oro come città Benemerita del Risorgimento nazionale.

## Geografia fisica
Brescia sorge nell'alta Pianura Padana allo sbocco della Val Trompia, ai piedi del monte Maddalena e del colle Cidneo.
Il territorio – delimitato a nord dalle Prealpi Bresciane, ad est dalle Prealpi Gardesane e a ovest dai territori della Franciacorta – è in maggior parte pianeggiante; tuttavia tutto il versante sud del Monte Maddalena (compresa la cima) ricade nel territorio comunale, così che il comune di Brescia si trova ad avere un'escursione altimetrica di 770 metri.
Il centro storico è racchiuso nel perimetro della cinta muraria di epoca veneta, abbattuta tra la seconda metà dell'Ottocento e gli anni venti del Novecento, ed è sovrastato dal Cidneo sul quale è ben visibile il castello di Brescia. Il resto della città si espande geograficamente e visivamente su tutto il territorio circostante, racchiuso dalla cinta di monti prealpini, come il Monte Maddalena (ad est), ed il Monte Spina (a nord), anche se quest'ultimo non fa geograficamente parte del territorio cittadino, bensì dei comuni dell'hinterland Bovezzo, Lumezzane, Concesio e Nave.
Il rischio sismico di Brescia secondo l'ordinanza PCM 3.274 del 20/03/2003 è riconducibile alla zona 3, ovvero di bassa sismicità; tuttavia nei secoli passati non mancarono episodi di rilievo che coinvolsero la città, fra questi si ricorda il terremoto di Brescia del 25 dicembre 1222.

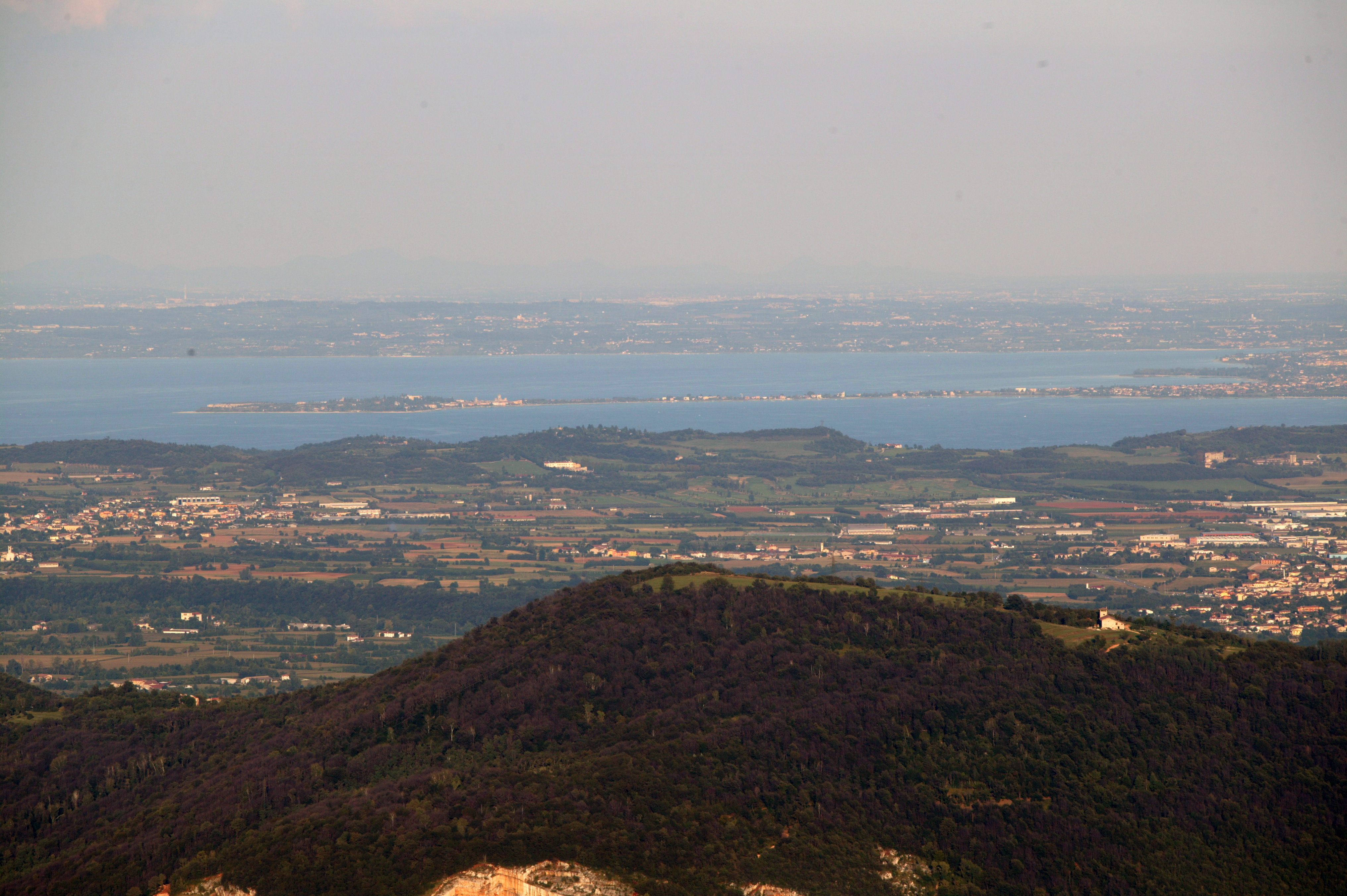
Il Lago di Garda visto dalla cima del Monte Maddalena, il punto più alto di Brescia

### Clima
Brescia gode di un clima sub-continentale umido, caratterizzato da una piovosità uniformemente distribuita in tutte le stagioni con estati molto calde ed un numero inferiore di giorni di freddo e nebbia rispetto alla vicina pianura padana. La presenza di piante tipicamente mediterranee (come l'olivo, il leccio, l'alloro, l'alaterno e il cappero), che crescono sulle colline che circondano la città, sono indicatori del fatto che il clima di Brescia è sub-mediterraneo, di transizione cioè tra il clima mediterraneo e quello sub-continentale della Val Padana.
Le precipitazioni si concentrano nei periodi compresi tra maggio ed agosto, con un leggero calo nei mesi di luglio e settembre, e un riacutizzarsi nel periodo compreso tra ottobre e novembre inoltrato.
L'inverno, compreso generalmente tra fine novembre e fine marzo, è caratterizzato da una percentuale di piovosità molto bassa.
| Brescia Centro (1961-1990) | Mesi | Mesi | Mesi | Mesi | Mesi  | Mesi | Mesi | Mesi  | Mesi | Mesi | Mesi | Mesi | Stagioni | Stagioni | Stagioni | Stagioni | Anno  |
| Brescia Centro (1961-1990) | Gen  | Feb  | Mar  | Apr  | Mag   | Giu  | Lug  | Ago   | Set  | Ott  | Nov  | Dic  | Inv      | Pri      | Est      | Aut      | Anno  |
| -------------------------- | ---- | ---- | ---- | ---- | ----- | ---- | ---- | ----- | ---- | ---- | ---- | ---- | -------- | -------- | -------- | -------- | ----- |
| T. max. media (°C)         | 5,0  | 8,5  | 14,2 | 18,6 | 23,1  | 27,8 | 30,3 | 29,4  | 25,1 | 18,5 | 11,6 | 6,8  | 6,8      | 18,6     | 29,2     | 18,4     | 18,2  |
| T. media (°C)              | 1,8  | 4,4  | 9,6  | 13,7 | 17,9  | 22,3 | 24,6 | 23,9  | 20,1 | 14,3 | 8,1  | 3,7  | 3,3      | 13,7     | 23,6     | 14,2     | 13,7  |
| T. min. media (°C)         | −1,5 | 0,3  | 4,9  | 8,8  | 12,7  | 16,7 | 19,0 | 18,4  | 15,1 | 10,0 | 4,5  | 0,6  | −0,2     | 8,8      | 18,0     | 9,9      | 9,1   |
| Precipitazioni (mm)        | 63,9 | 64,3 | 71,0 | 83,0 | 104,9 | 99,5 | 86,3 | 101,1 | 72,8 | 98,1 | 87,0 | 54,6 | 182,8    | 258,9    | 286,9    | 257,9    | 986,5 |
| Giorni di pioggia          | 7    | 6    | 7    | 9    | 10    | 9    | 6    | 7     | 6    | 7    | 8    | 6    | 19       | 26       | 22       | 21       | 88    |

### Idrografia
La zona ovest del territorio comunale è attraversata longitudinalmente dal fiume Mella, che nasce nella zona del Maniva: dopo aver attraversato la Val Trompia, giunge in città da nord. È un fiume non navigabile e presenta anche problemi di inquinamento.
Ci sono anche corsi d'acqua a carattere torrentizio, tra di essi il Garza nasce a metà strada tra i centri di Lumezzane e di Agnosine; dopo aver attraversato la valle omonima, raggiunge la città da nord-est e l'attraversa in tutta la sua lunghezza con un percorso misto scoperto e sotterraneo.
Il Naviglio di Brescia è invece un canale, derivante dal fiume Chiese, che attraversa la città nella zona est per poi lambire i comuni della bassa bresciana orientale.

### Orografia
Il monte Maddalena (già monte Denno) è un monte appartenente alle Prealpi Bresciane che si innalza a ridosso della città e più precisamente nella sua parte nord-orientale. Proprio per la vicinanza con la città è detta la montagna dei bresciani.
Alta 874 metri s.l.m., la Maddalena costituisce un vero polmone verde per la città. Altra altura rilevante è il colle Cidneo, sopra il quale si erge il castello di Brescia.

## Origini del nome
Il toponimo "Brescia" appare inizialmente su trattati veneti e nasce dalla probabile venetizzazione del lombardo "Brèsa" o "Brèssa", che a sua volta trae origine dal nome cenomane e poi romano della città, denominata da Augusto come "Colonia Civica Augusta Brixia". In età alto-medievale è attestata, accanto alla forma "Brixia", la variante "Brexia".
Il nome latino "Brixia" (e anche la variante greca "Βρηξία") è ben documentato in epoca classica (Catullo, Livio, Plinio il Vecchio ed altri). Viene fatto solitamente risalire al termine celtico brik/bric/brig (sommità, colle, altura, rocca, fortezza) o alla dea celtica Brig/Brigid moglie di Bres (da A.M. Ardovino) con vari riscontri in altre aree di influenza celtica (Bressa in Gallia, Brexa in Spagna, Bressanone, Bresso e Brianza in Italia). Anche nel dialetto locale il termine bréc significa sentiero ripido e sconnesso.

### La "Leonessa d'Italia"
Brescia la forte, Brescia la ferrea,

Brescia leonessa d'Italia

beverata nel sangue nemico.»
(Giosuè Carducci, Alla Vittoria, vv.37-40, 14 - 16 maggio 1877, Odi Barbare)
Niobe guerriera de le mie contrade,

Leonessa d'Italia,

Brescia grande e infelice.»
(Aleardo Aleardi, Canti Patrii, 1857)
Alla città fu dato l'appellativo "Leonessa d'Italia" da Aleardo Aleardi, nei suoi Canti Patrii. La fortuna dell'espressione si deve però a Giosuè Carducci, che volle rendere omaggio a Brescia per la valorosa resistenza contro gli occupanti austriaci durante l'insurrezione delle Dieci Giornate, nell'ode Alla Vittoria. Tra le rovine del tempio di Vespasiano in Brescia, contenuta nelle Odi barbare.

## Storia

Sviluppo del centro storico di Brescia

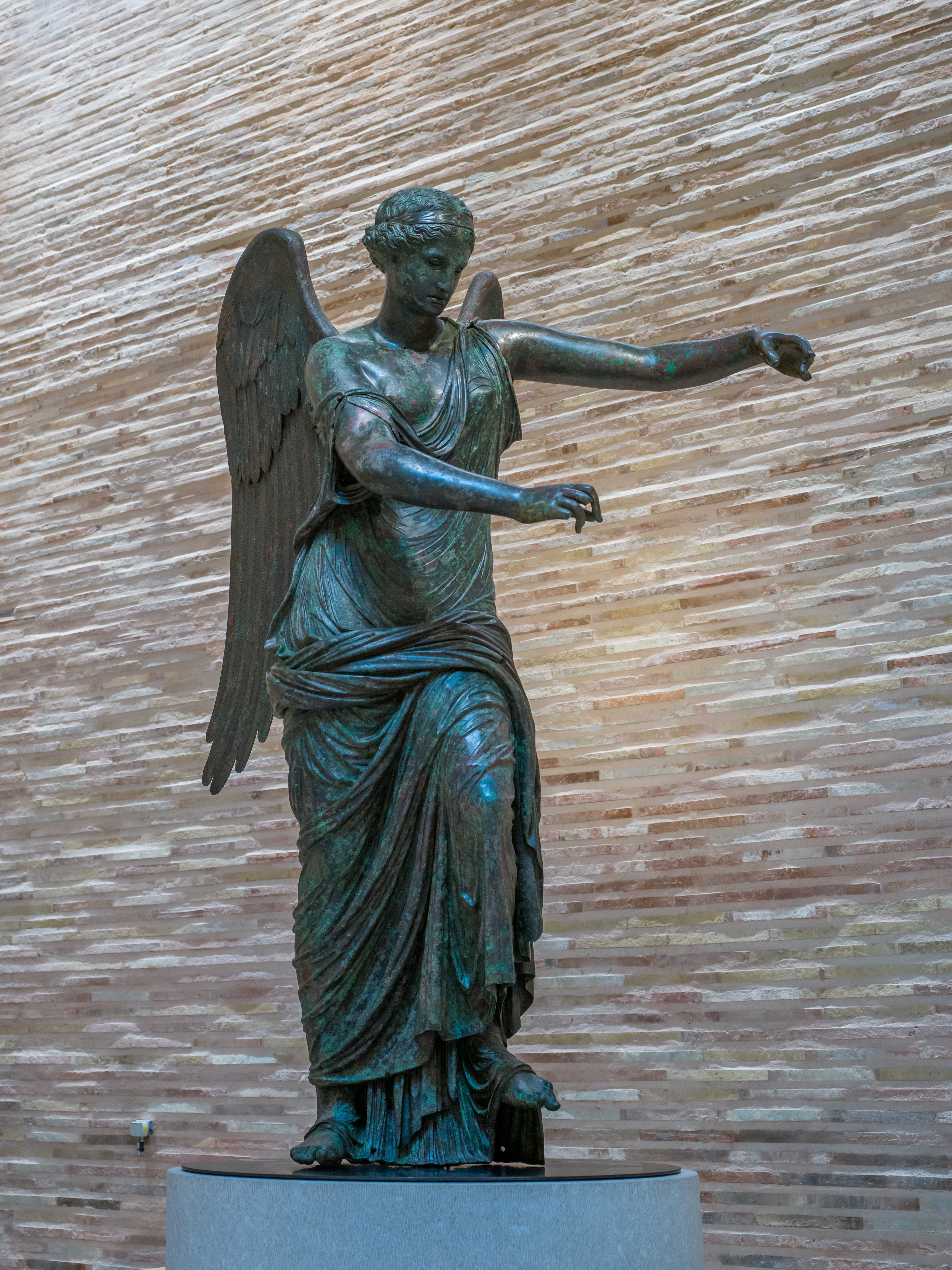
La Vittoria alata di Brescia (I secolo d.C.), uno dei simboli della Brescia romana

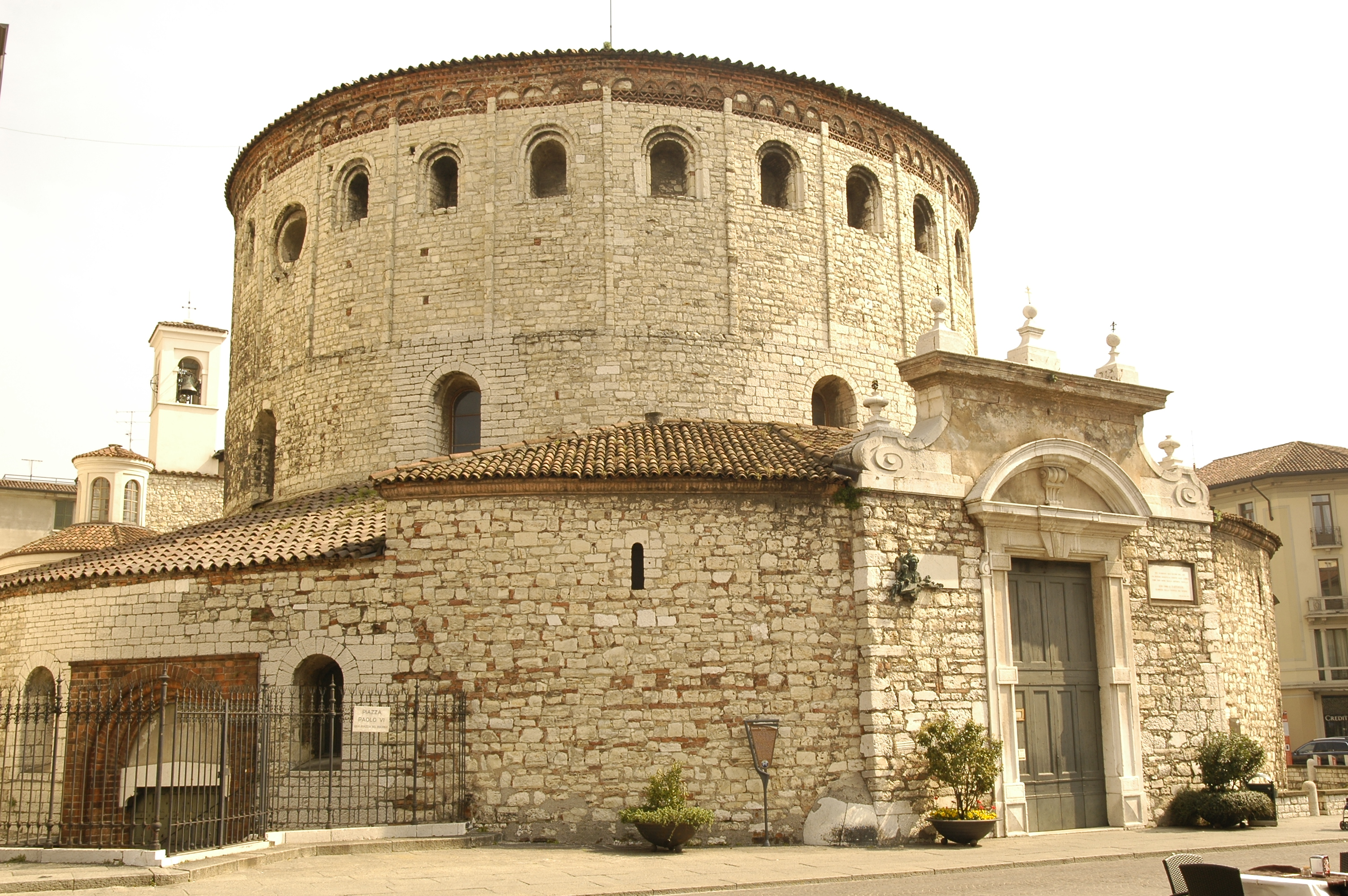
Il Duomo Vecchio, risalente al XI secolo

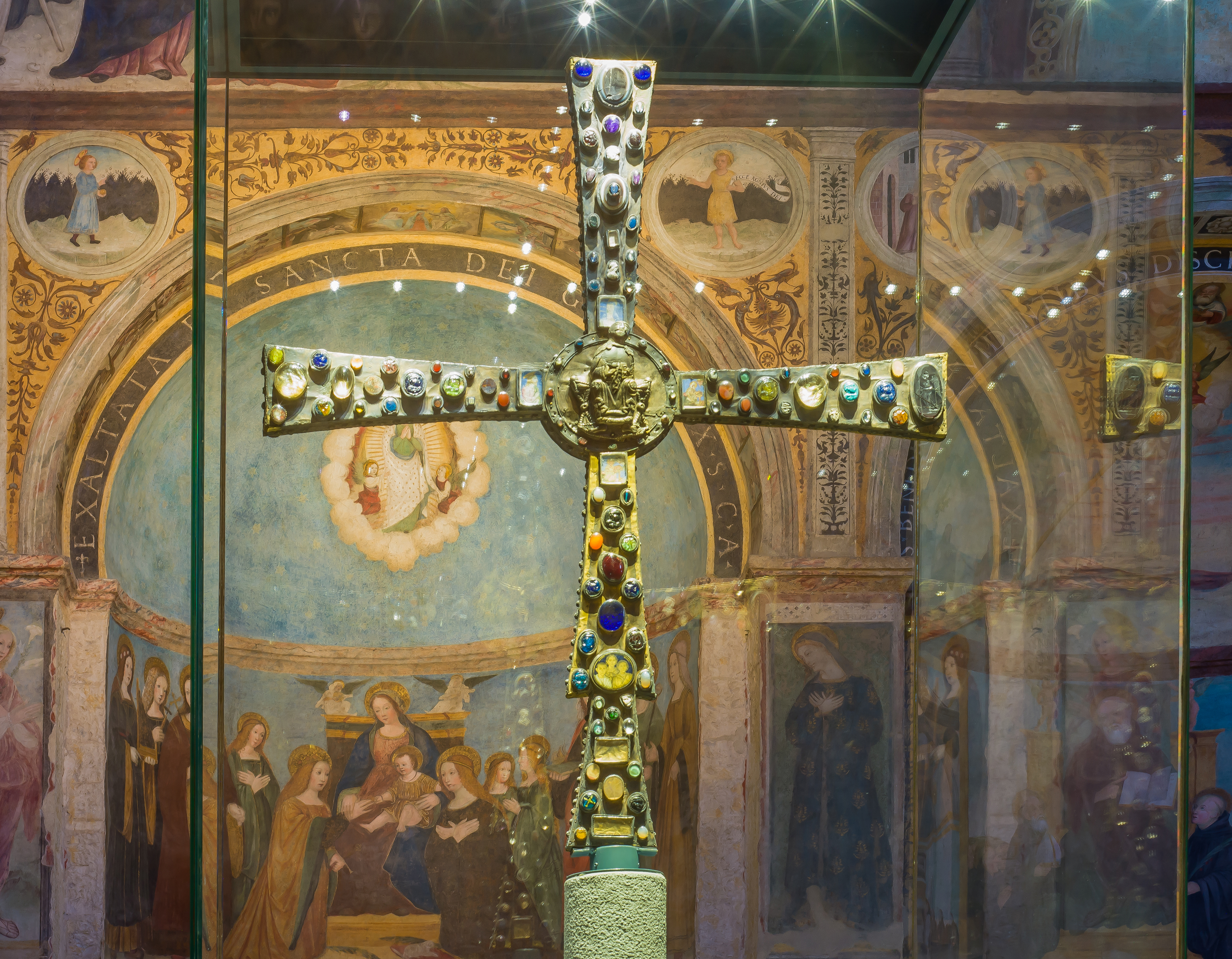
La Croce di Desiderio, simbolo della Brescia longobarda

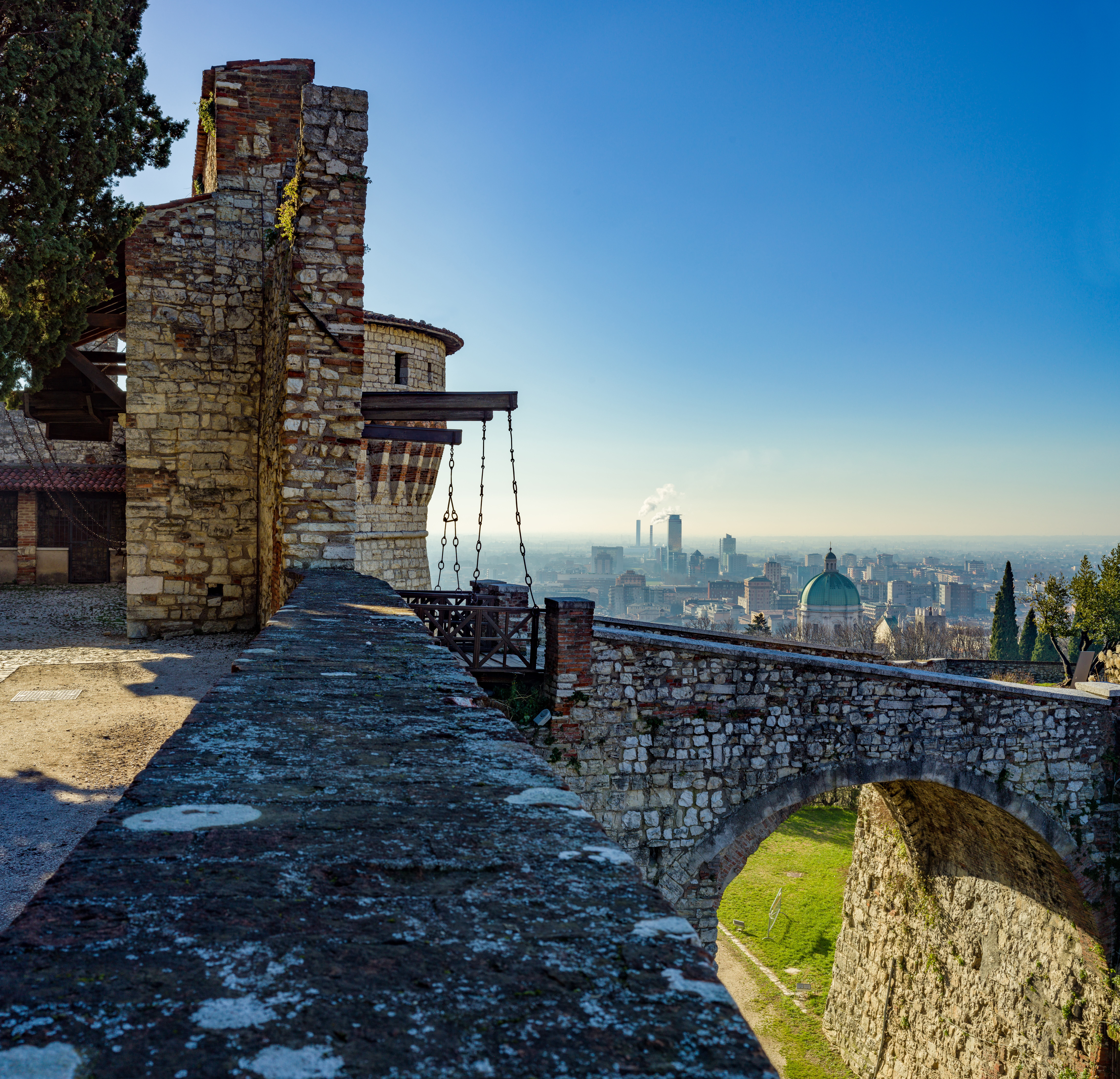
Il castello di Brescia, la cupola del Duomo nuovo e il Crystal Palace sullo sfondo, contrasto tra passato e presente della città

La rinascimentale Piazza della Loggia

Le origini di Brescia risalgono al 1200 a.C., quando una popolazione, probabilmente di Liguri, costruì un insediamento nei pressi del Colle Cidneo. Nel VII secolo a.C. si insediarono i Galli Cenomani, provenienti dall’attuale Francia, che fecero di Brescia la loro capitale. Successivamente, a cavallo tra III e II secolo a.C., a seguito di scontri tra Insubri, Cenomani e Romani, Brixia iniziò il percorso di annessione alla Repubblica romana, culminato nel 42 a.C. quando gli abitanti ottennero la piena cittadinanza romana. Dal 27 a.C. la Repubblica diventerà Impero e Brixia farà parte dell’Italia romana, disegnata dall’Imperatore Augusto come territorio metropolitano dell’Impero.
Verso e dopo la fine dell’Impero romano d'Occidente, dal 402 al 493 subì numerose invasioni barbariche, tra cui quelle dei Visigoti di Alarico, degli Unni di Attila, degli Eruli di Odoacre e passò poi sotto la dominazione della tribù germanica degli Ostrogoti di Teodorico; proprio sotto quest'ultimo la città acquisì un'importanza chiave nel regno ostrogoto. Dal 568 divenne un importante ducato del regno longobardo.
Proclamatosi comune autonomo già nel XII secolo, finì sotto la dominazione viscontea e poi si diede, con la dedizione del 20 novembre 1426, ai Domini di Terraferma della Repubblica di Venezia e ne rimarrà legata fino alla fine del 1797.
Nel febbraio 1512, durante le guerra della Lega di Cambrai, le truppe francesi comandate da Pierre Terrail de Bayard e Gaston de Foix-Nemours conquistarono e saccheggiarono la città:
tale drammatico evento portò alla draconiana decisione, da parte delle autorità veneziane, di demolire qualunque edificio nel raggio di un chilometro e mezzo dalla cinta muraria cittadina, in modo da poter proteggere con maggior efficacia la città da eventuali altri assedianti.
Francesco Duodo, capitano di Brescia, nella relazione datata 23 gennaio 1579, stima che la città di Brescia nel contagio passato (epidemia di peste) abbia perso ventimila anime.
Annessa al Regno Lombardo-Veneto, durante il Risorgimento fu teatro delle dieci giornate di Brescia, per poi arrivare all'annessione al Regno d'Italia nel 1860.
Nel 1932, tramite la demolizione del quartiere popolare delle Pescherie, su incarico del Duce Benito Mussolini viene realizzata in stile fascista piazza della Vittoria dall'architetto Marcello Piacentini, il quale vi realizza il primo grattacielo d'Italia, il Torrione che è tra i primissimi grattacieli in Europa.
Il 13 luglio 1944 il centro della città fu bombardato dagli anglo-americani che sganciarono 124 tonnellate di esplosivo, provocando la morte di più di trecento persone.
Durante la seconda guerra mondiale, con la creazione della Repubblica Sociale Italiana, denominata informalmente di Salò, Brescia divenne sede di alcuni ministeri.
Al referendum istituzionale del 1946 nel comune di Brescia il 62,6% votò a favore della Repubblica contro il 37,4% che optò per la monarchia.
La città ha vissuto la ricostruzione e il boom economico sotto la guida del sindaco democristiano Bruno Boni, ininterrottamente dal 1948 al 1975, con il quale la città si è dotata di numerose infrastrutture. Inoltre, nel 1972, Brescia è stata la prima città in Italia a dotarsi del teleriscaldamento.
Il 28 maggio 1974 si verificò l'attentato in Piazza Loggia, mentre era in corso una manifestazione contro il terrorismo neofascista indetta dai sindacati, causando la morte di otto persone e il ferimento di più di altre cento.

## Simboli

### Stemma

Gonfalone civico

Lo stemma di Brescia è contraddistinto dal leone azzurro su argento, a richiamo del leone cittadino, simbolo attribuitogli prima dell'epoca veneziana. La blasonatura dello stemma è stata emanata con un decreto ministeriale del 25 giugno 1925:
A differenza di quanto comunemente si crede, a causa dell'appellativo Leonessa d'Italia (attribuito alla città di Brescia da Giosuè Carducci), quello che figura sullo stemma di Brescia è un leone maschio.
Il gonfalone, invece, è formato da un drappo diviso verticalmente in due teli di colore bianco e azzurro, con al centro lo stemma comunale. Sul verso sono raffigurati i santi Faustino e Giovita, patroni della città.

#### Stemma del Regno d'Italia napoleonico

Stemma di Brescia voluto da Napoleone Bonaparte nel 1813

Lo stemma di Brescia introdotto da Napoleone Bonaparte prevedeva la sostituzione del leone azzurro con un leopardo rosso sebbene definito "illeonito" ovvero nella tipica posizione rampante del leone.
Lo stemma napoleonico durò ben poco poiché meno d'un anno dopo, con il ritorno degli austriaci, il Comune di Brescia chiese la reintroduzione del precedente stemma. Tale richiesta venne ascoltata e il 28 giugno 1816 il generale Saurau ripristinò, con un decreto in nome di Francesco I, lo stemma precedente con l'aggiunta della corona patriziale e dell'austriaca aquila bicipite. Soltanto nel 1859, con la cacciata degli austriaci, vennero abolite la corona patriziale e l'aquila bicipite, le quali lasciarono posto alla cinta merlata come in uso in diverse città italiane.
- Blasonatura dello stemma

(Da una lettera di Napoleone Bonaparte - Datata 9 luglio 1813.)

### Onorificenze
La città di Brescia è:
- tra le città decorate con la medaglia d'oro di "Benemerite del Risorgimento nazionale" per le azioni altamente patriottiche compiute dalla città nel periodo del Risorgimento, periodo compreso tra i moti insurrezionali del 1848 e la fine della prima guerra mondiale nel 1918;
- tra le città decorate al valor militare per la guerra di Liberazione, insignita della Medaglia d'argento al valor militare per i sacrifici delle sue popolazioni e per la sua attività nella lotta partigiana durante la seconda guerra mondiale;
- a seguito del coraggio mostrato dai bresciani durante le famose dieci giornate di Brescia, la città si meritò l'appellativo di Leonessa d'Italia (attribuitole da Aleardo Aleardi e Giosuè Carducci).

## Monumenti e luoghi d'interesse
Brescia è un esempio di città sviluppatasi continuativamente e ininterrottamente per circa tremila anni, caratterizzata dall'interazione tra i diversi stili architettonici susseguitisi nel corso dei secoli, tant'è che il noto critico d'arte Philippe Daverio ha affermato che a Brescia si può osservare “la più potente stratificazione storica del Nord Italia”. Il cospicuo patrimonio artistico e l'importante eredità archeologica che costituiscono il suo centro storico sono composti da diversi monumenti, che spaziano dall'età antica a quella contemporanea, alcuni dei quali sono d'importanza mondiale.

### Monumenti di Brescia Patrimonio Mondiale dell'Umanità
Il 25 giugno 2011, la riunione del 35º Comitato per il Patrimonio dell'Umanità, tenutasi a Parigi, ha iscritto nella lista dei beni patrimonio mondiale dell'UNESCO, facenti parte del sito “Longobardi in Italia: i luoghi del potere”, i seguenti monumenti di Brescia:
L'area monumentale del Foro romano: costituisce il complesso archeologico in cui sono compresi alcuni tra i maggiori e meglio conservati edifici pubblici di epoca romana esistenti nell'Italia settentrionale. È composto dai seguenti monumenti:
- Il Santuario repubblicano: situato sotto il tempio capitolino e costruito nel I secolo a.C., è l'edificio più antico del foro. È costituito da quattro aule rettangolari affiancate tra loro, all'interno delle quali si trovano i resti originali del pavimento a mosaico e degli affreschi parietali paragonabili, sia da un punto di vista stilistico che conservativo, a quelli riscontrabili a Pompei.[43] Dalla primavera del 2015 l'aula più occidentale è stata aperta alle visite del pubblico, mentre il resto dell'edificio è ancora sottoposto a lavori di restauro e scavo archeologico.
- Il capitolium: costruito nel 73 d.C., era il tempio più importante dell'antica Brixia, in cui veniva venerata la Triade Capitolina (Giove, Giunone e Minerva). È costituito da tre celle, una centrale, più grande, e le altre di minori dimensioni, che conservano gran parte dell'originario pavimento in marmi policromi.[43] Di fronte ad esse si trovano i resti dell'imponente porticato, con colonne aventi capitelli in ordine corinzio, culminante nel timpano, in cui compare una dedica all'imperatore Vespasiano. Sotterrato quasi interamente da uno smottamento del colle Cidneo, fu riportato alla luce attraverso diverse campagne archeologiche, cominciate nell'Ottocento. Dalla primavera del 2013, dopo nuovi lavori di scavo archeologico e di consolidamento strutturale, è stato riaperto al pubblico.
- Il teatro romano: si trova immediatamente a est del capitolium. Fu costruito in epoca flavia e rimaneggiato nel III secolo. Con i suoi 86 metri di larghezza, è uno dei teatri d'epoca romana più grandi d'Italia, e poteva contenere 15 000 spettatori. Fu pesantemente danneggiato da un terremoto avvenuto nel V secolo, che fece crollare il secondo e terzo ordine di gradinate. Inoltre, nei secoli successivi, i suoi resti furono inglobati in nuovi edifici ivi costruiti, demoliti a partire dall'Ottocento. Della struttura originaria si sono conservati i muri perimetrali a forma di semicerchio, il primo ordine di gradinate (che in gran parte si trovano ancora sotto terra), le due uscite laterali e i resti della cavea e della scena, oltre a numerosi frammenti di colonne e fregi. I lavori di scavo archeologico dovrebbero riprendere nei prossimi anni.

Il complesso monastico longobardo di San Salvatore-Santa Giulia: costituisce uno straordinario palinsesto architettonico, trasformato nel Museo di Santa Giulia, che contiene circa 11 000 opere d'arte e reperti archeologici. È composto da:
- La basilica di San Salvatore: cuore dell'antico monastero longobardo, fu edificata nel 753 per volere del duca di Brescia Desiderio, futuro re longobardo, e di sua moglie Ansa. Caratterizzata dal contemporaneo utilizzo di stilemi longobardi e motivi decorativi classici e bizantini, rappresenta uno dei maggiori esempi di architettura religiosa altomedioevale. La basilica si presenta a tre navate ed ha un transetto a tre absidi. Vi si trova anche una cripta, anch'essa a tre absidi. Ampliata nei secoli successivi, conserva al suo interno diverse opere d'arte, tra cui le Storie di sant'Obizio dipinte dal Romanino e le Storie della Vergine e dell'infanzia di Cristo di Paolo da Caylina il Giovane.
- La chiesa di Santa Maria in Solario: costruita verso la metà del XII secolo come sacello interno al monastero, è a base quadrata e si articola su due livelli interni. Il piano inferiore è coperto da quattro volte a crociera sorrette al centro da un'antica ara romana, mentre l'aula superiore è coperta da una cupola emisferica e presenta, scavate nella muratura est, tre piccole absidi. Conserva all'interno pregevoli affreschi di Floriano Ferramola, eseguiti all'inizio del Cinquecento, e due fra i più importanti pezzi del tesoro dell'antico monastero: la Lipsanoteca di Brescia (composta da un piccolo scrigno d'avorio, risalente al IV secolo) e la Croce di Desiderio (realizzata in argento e lamina d'oro, tempestata da 212 gemme preziose).[45]
- Il coro delle monache: compreso tra la basilica di San Salvatore e la chiesa di Santa Giulia, è stato costruito tra la fine del Quattrocento e l'inizio del Cinquecento come coro per San Salvatore. L'edificio si sviluppa su due livelli: il piano inferiore costituisce l'antico sagrato coperto previsto per accedere a San Salvatore. Il piano superiore è invece il coro vero e proprio, formato da un ambiente coperto da una volta a botte, collegato a est con San Salvatore tramite tre piccole finestre dotate di grata, a ovest con Santa Giulia tramite un arcone. L'interno del coro è interamente ricoperto da affreschi eseguiti dal Ferramola e dal Caylina, e vi sono esposti diversi monumenti funerari di età veneta, tra cui il Mausoleo Martinengo, uno dei massimi capolavori della scultura rinascimentale bresciana.
- la chiesa di Santa Giulia: è stata costruita tra il 1593 e il 1599. La facciata è in marmo di Botticino, decorata da un doppio ordine di lesene di ordine corinzio, divisi da un ricco fregio marmoreo e connessi ai fianchi da volute. All'interno, la chiesa presenta una spaziosa navata unica coperta con volta a botte costolonata. Nella chiesa non rimane alcun arredo sacro o decorazione. Gli affreschi che originariamente ricoprivano ogni superficie sono quasi tutti scomparsi e ne rimangono poche tracce sulle pareti delle cappelle laterali e sulla volta. Scomparsi anche tutti gli altari laterali. Benché annessa al monastero, non rientra nel percorso di visita del Museo di Santa Giulia ed è adibita a sala conferenze.

Fanno parte del sito UNESCO anche le Domus dell'Ortaglia (sono un gruppo di antiche domus romane, utilizzate tra il I e il IV secolo, chiamate in questo modo perché sono state rinvenute negli orti (ortaglia) del monastero di Santa Giulia), il cinquecentesco Palazzo Maggi Gambara, la seicentesca Casa Pallaveri e una porzione dell'antico decumano massimo (l'odierna Via dei Musei).

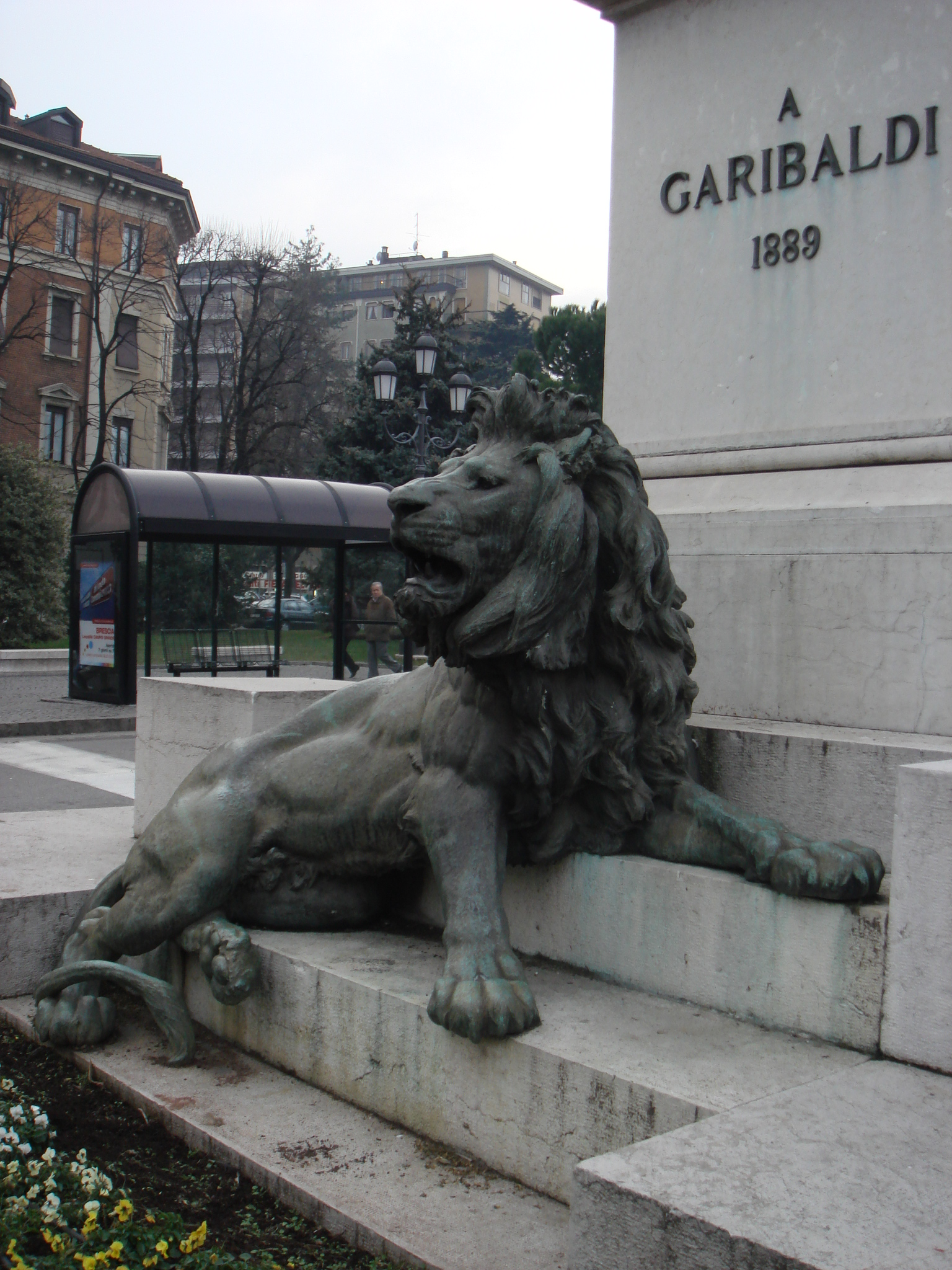
Il leone ai piedi del monumento dedicato a Giuseppe Garibaldi
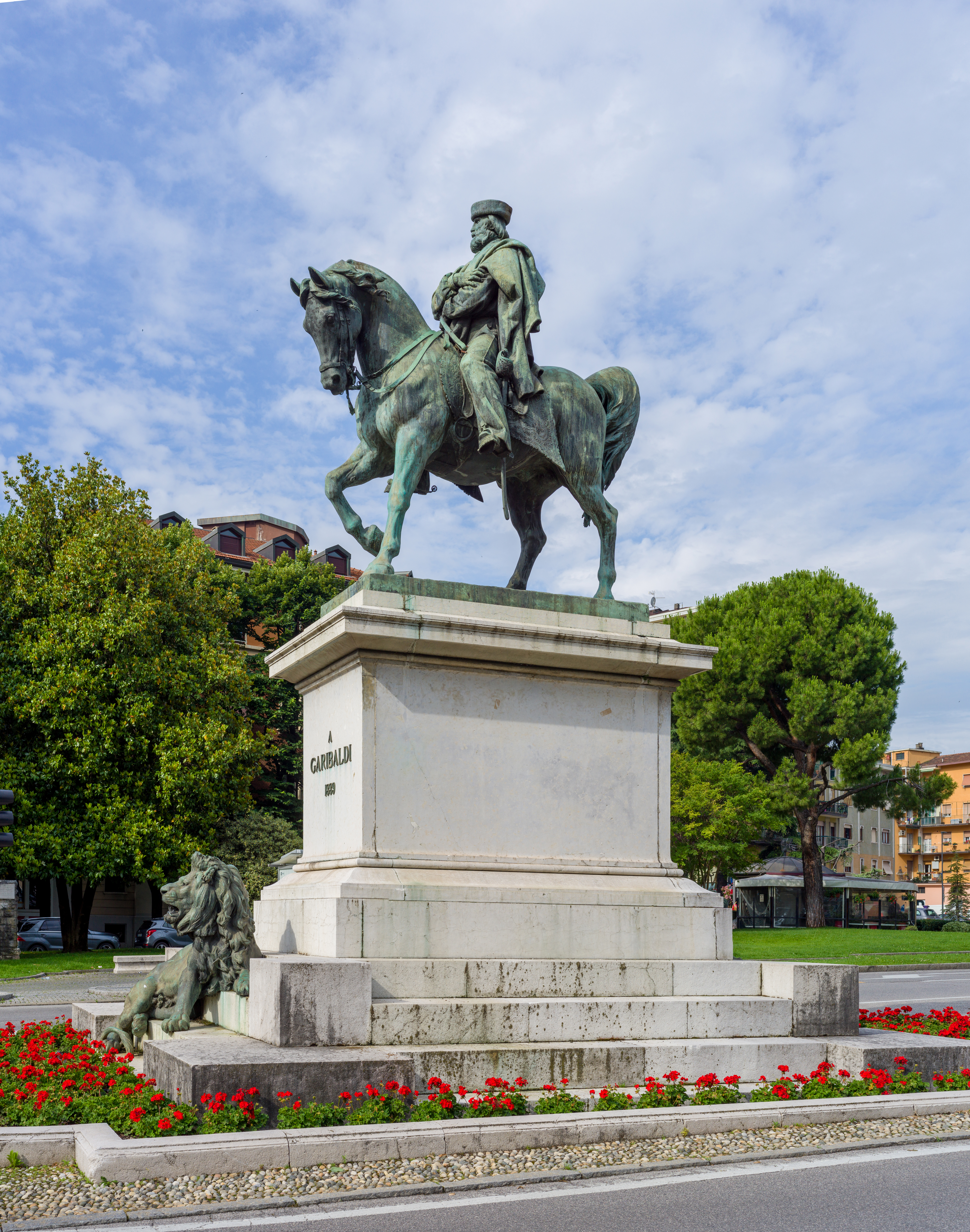
Monumento equestre a Giuseppe Garibaldi
Torre dell'orologio con i Macc de le Ure
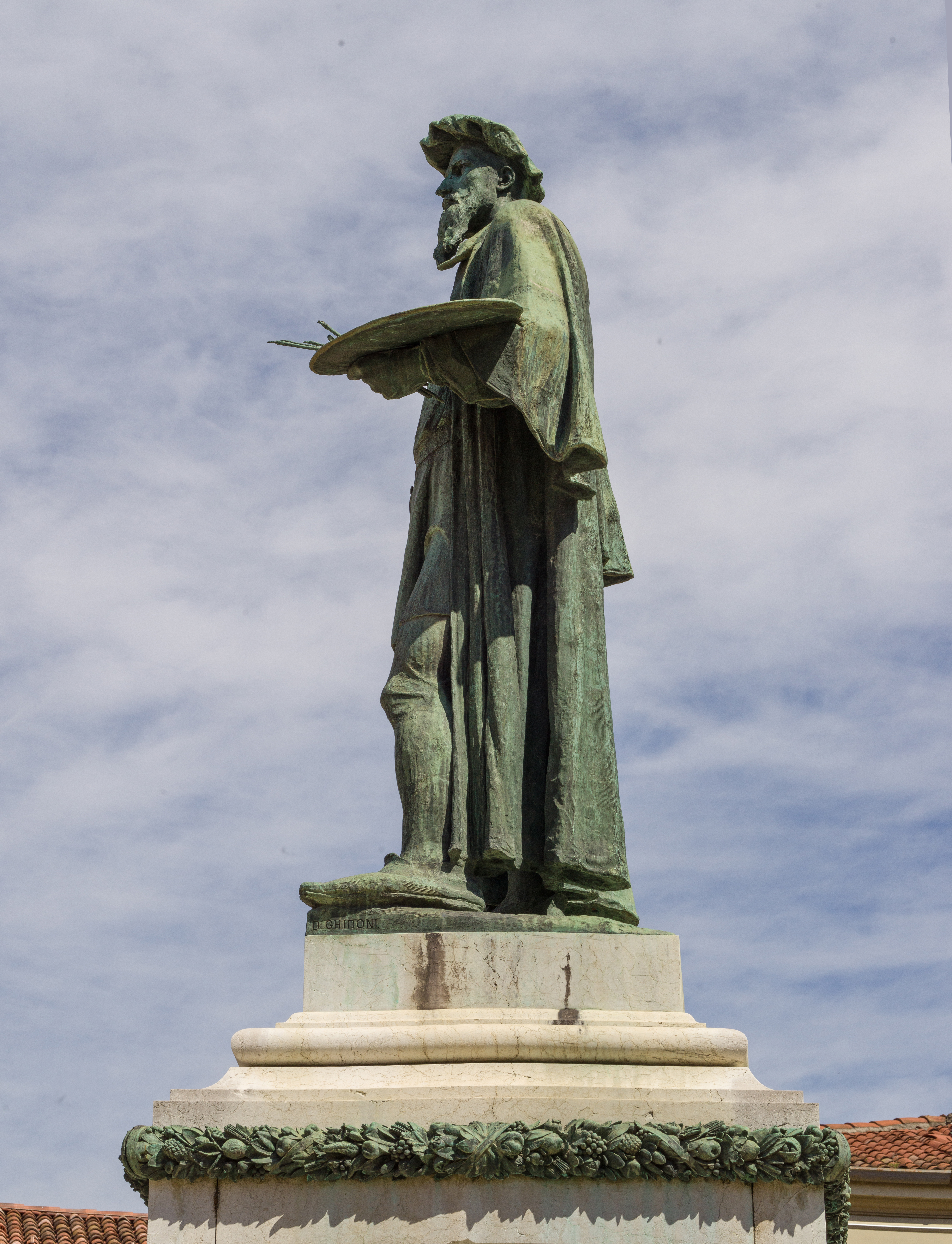
Monumento al Moretto
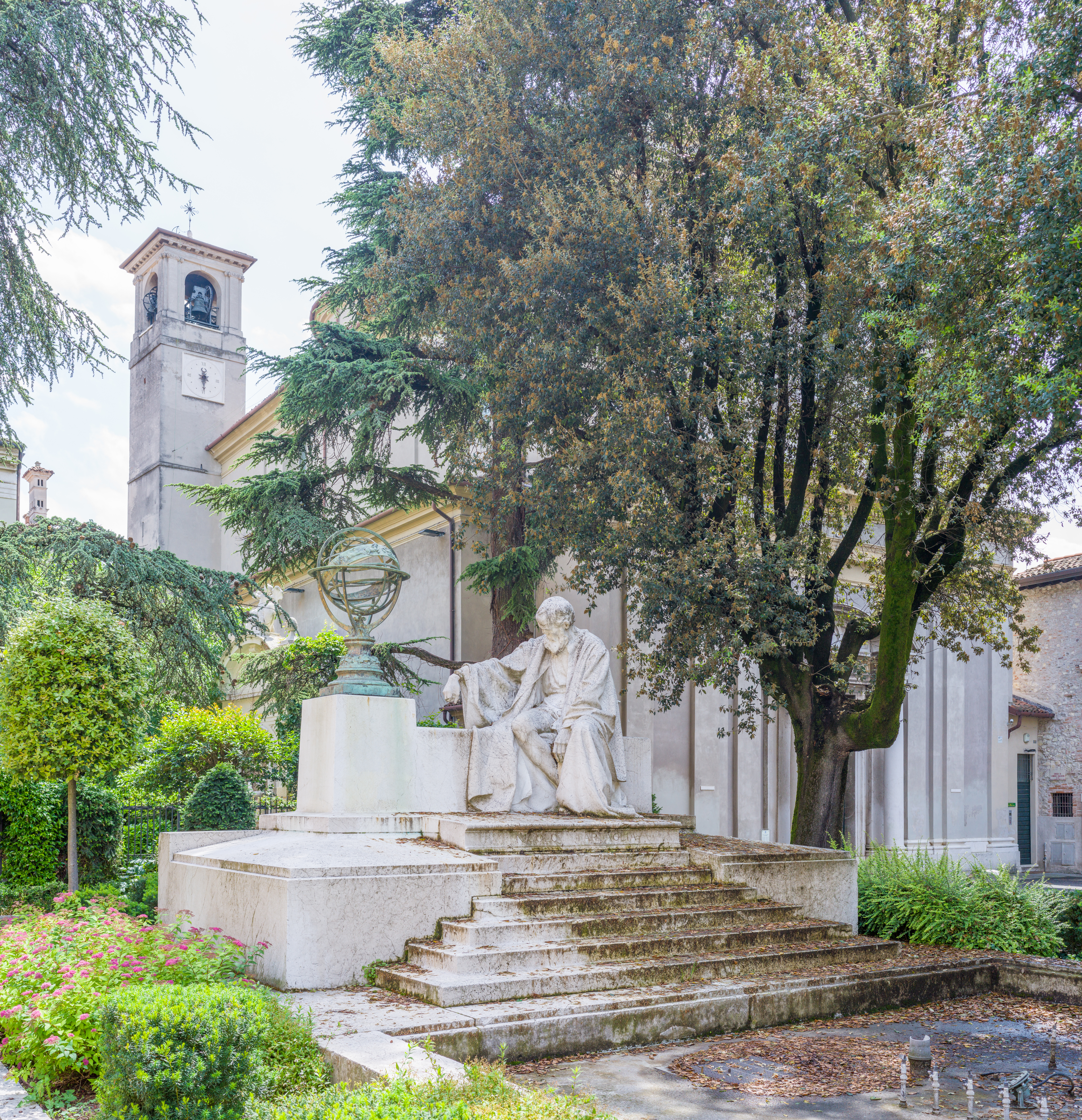
Monumento a Niccolò Tartaglia
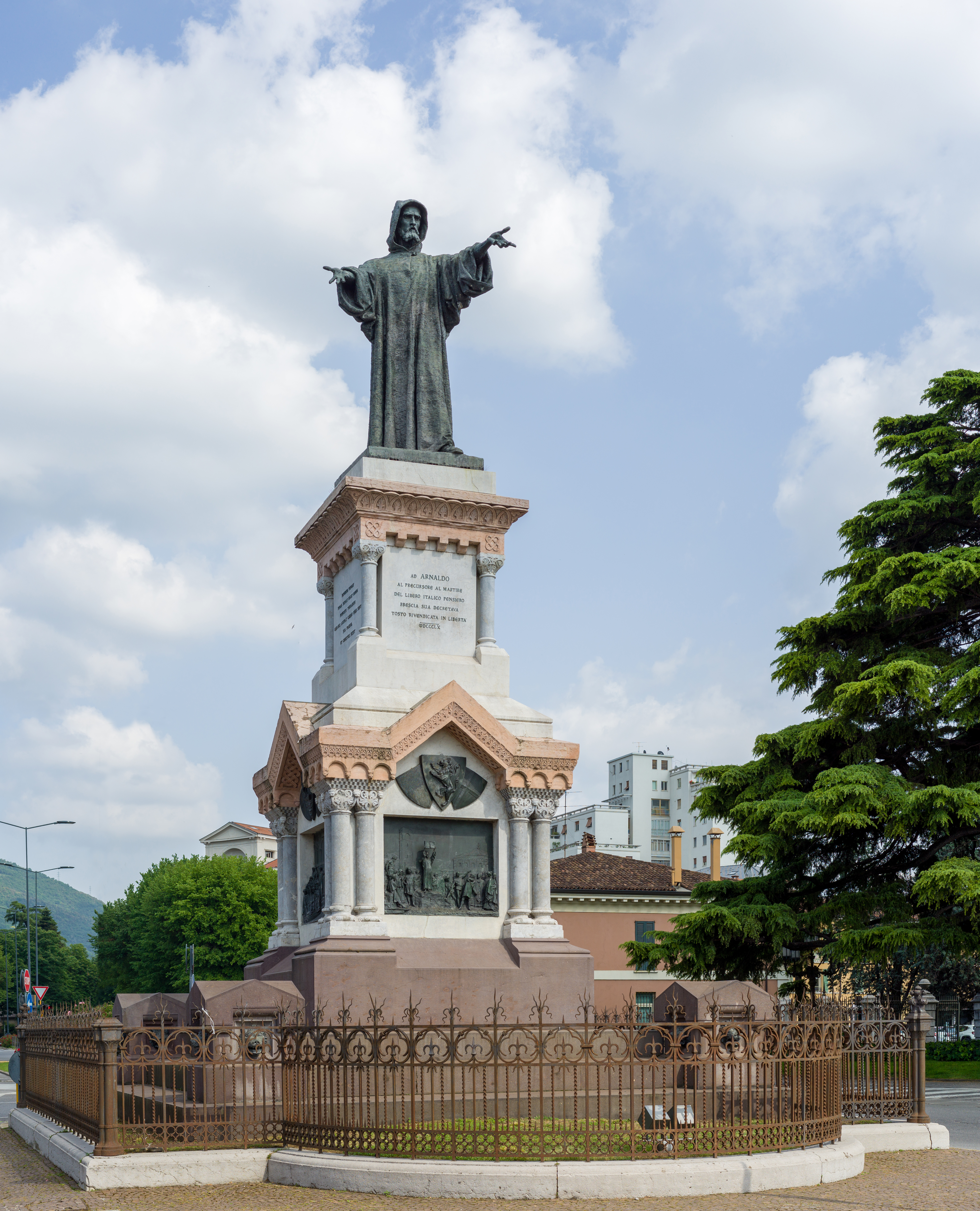
Monumento ad Arnaldo da Brescia
Monumento a Cesare Battisti
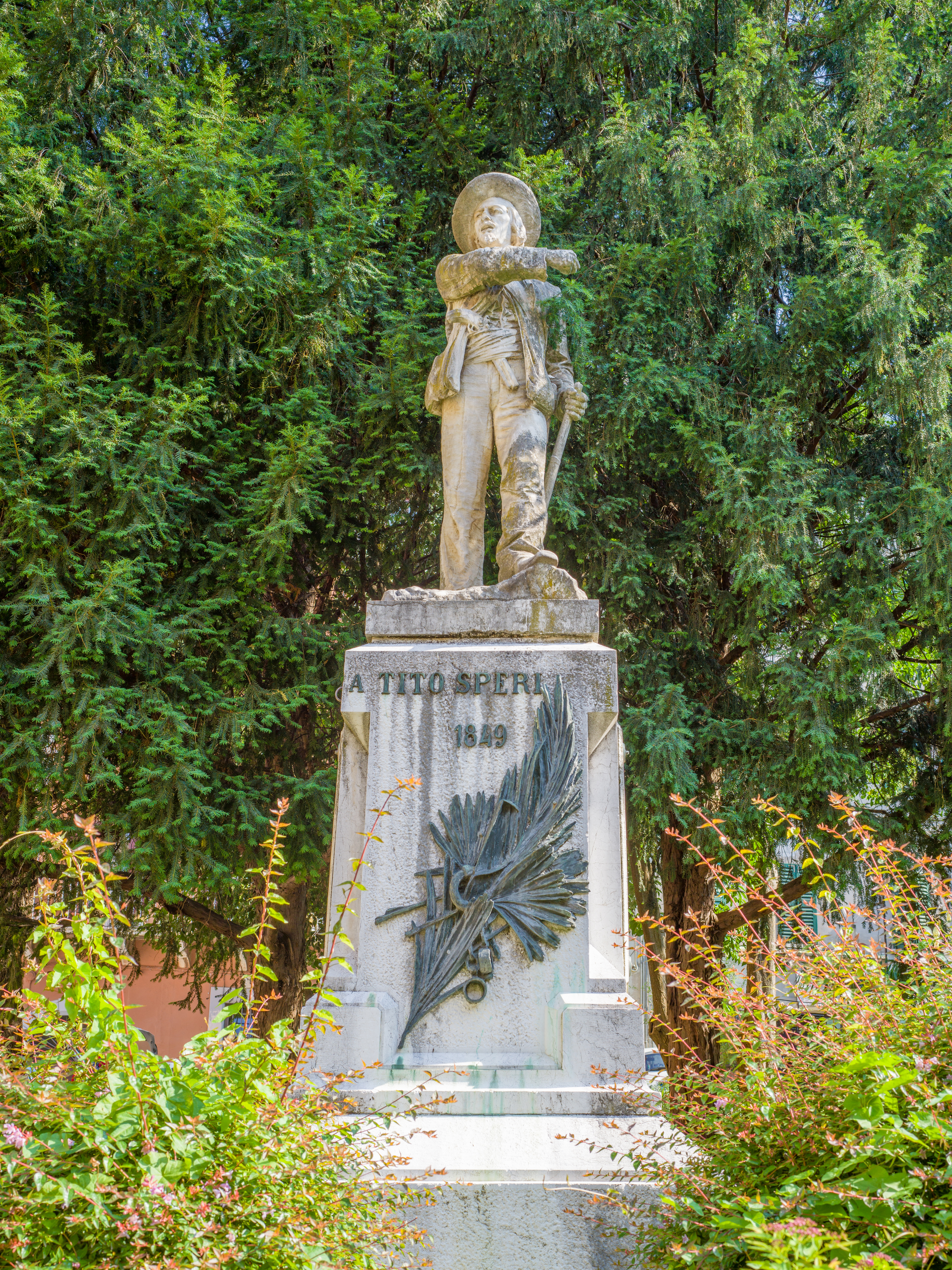
Monumento a Tito Speri
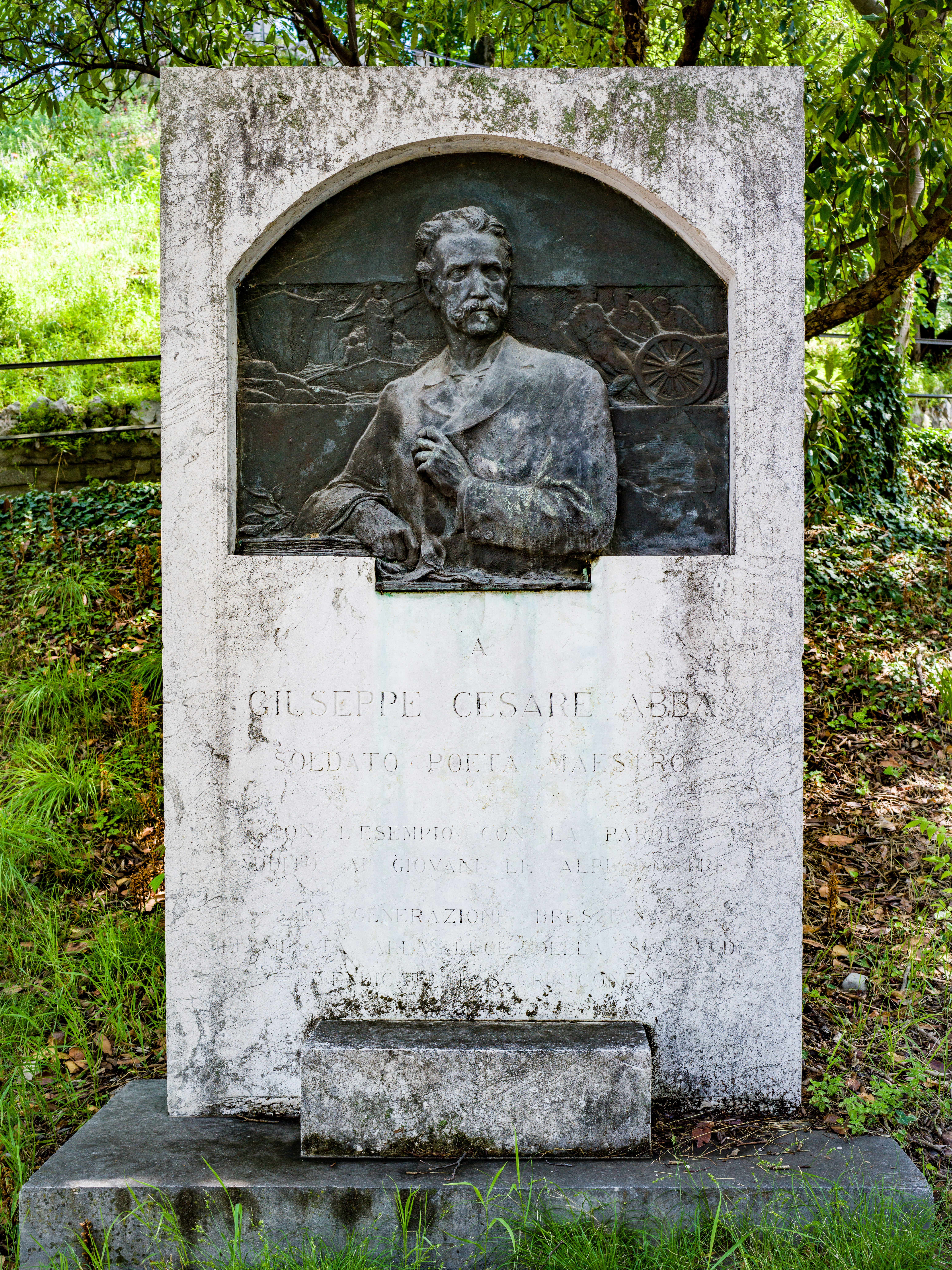
Monumento a Giuseppe Cesare Abba
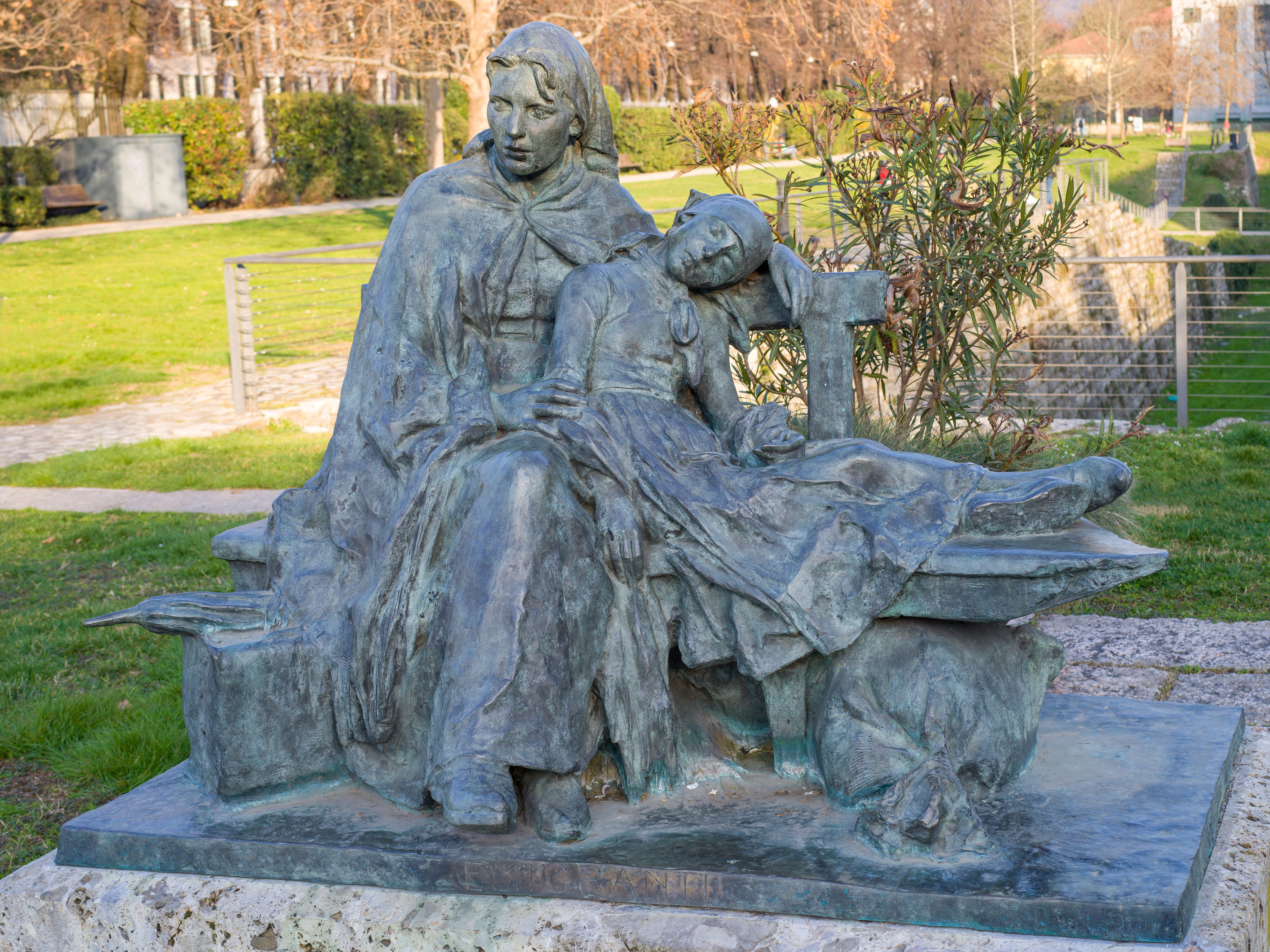
Gli Emigranti di Domenico Ghidoni nel Parco Torri Gemelle

### Architetture religiose
Brescia conserva nell'area del centro storico diverse decine di chiese appartenenti ad ogni periodo storico e artistico, dalle testimonianze longobarde alle opere del più estremo Settecento, fino ai prodotti dell'eclettismo ottocentesco. Il Duomo vecchio, la cattedrale invernale della città, è uno dei più importanti esempi di rotonda romanica in Italia, eretto nell'XI secolo e prezioso contenitore di svariate opere d'arte, come tele del Moretto e del Romanino, un sepolcro di Bonino da Campione, la cripta di San Filastrio, risalente all'VIII secolo e la grande arca sepolcrale di Berardo Maggi, risalente all'inizio del Trecento. Altro esempio di architettura romanica è la piccola chiesa di San Faustino in Riposo, dalla caratteristica forma esterna a cono.
Importanti testimonianze di architettura gotica sono invece la chiesa di San Francesco d'Assisi, dalla caratteristica facciata a capanna in pietra grezza con un ampio rosone, la chiesa di Santa Maria del Carmine, edificata nel Quattrocento con molte aggiunte successive, e la chiesa del Santissimo Corpo di Cristo, definita come la Cappella Sistina di Brescia per il ricco ciclo di affreschi rinascimentali che adorna il suo interno. La chiesa di Santa Maria dei Miracoli è invece il grande capolavoro della scultura rinascimentale bresciana, con la facciata di Giovanni Antonio Amadeo completamente lavorata a fine bassorilievo affiancata dalle sculture del Tamagnino. Di notevole interesse, dello stesso periodo storico, è la chiesa di San Giuseppe, il pantheon musicale bresciano con i sepolcri delle più grandi personalità nel campo, contenente uno dei organi antichi più grandi del mondo, opera degli Antegnati.
Massimi esponenti del barocco cittadino sono la chiesa dei Santi Faustino e Giovita (costruita dall'architetto Stefano Carra) dove trovano sepoltura i due patroni di Brescia; il Duomo nuovo, la cattedrale estiva, costruito in sostituzione dell'antica Basilica di San Pietro de Dom e la cui pala dell'altare maggiore è l'Assunta di Giacomo Zoboli e la chiesa di Santa Maria della Carità, con la sua caratteristica pianta ottagonale e la riproduzione della Santa Casa di Nazaret posta dietro l'altare maggiore. La chiesa patronale, in particolare, conserva il grande affresco dell'Apoteosi dei santi Faustino, Giovita, Benedetto e Scolastica di Giandomenico Tiepolo, più altre opere d'arte scultoree e pittoriche. Di particolare rilevanza artistica è anche la chiesa di San Giovanni Evangelista con la Cappella del Santissimo Sacramento, decorata per metà da tele del Moretto e per metà dal quelle del Romanino. Altro monumento barocco, che spicca in assoluto per la sua unitarietà formale e architettonica in quanto costruito ex-novo, è la chiesa di Santa Maria della Pace, progettata dall'architetto veneziano Giorgio Massari con opere pittoriche di Pompeo Batoni e Giacomo Zoboli.
Esempio di architettura neoclassica è la collegiata dei Santi Nazaro e Celso, che custodisce il prezioso Polittico Averoldi di Tiziano. Al di fuori degli edifici chiesastici si annovera infine il Cimitero Monumentale di Brescia, progettato da Rodolfo Vantini e costruito a più riprese durante l'Ottocento. Sempre del Vantini è la tomba Bonomini, chiamata popolarmente "tomba del cane", progettata su commissione del commerciante Angelo Bonomini, che emerge con il suo profilo neogotico sul pendio del monte Maddalena.
Il cimitero di Brescia, denominato Vantiniano (dal nome del suo progettista, l'architetto Rodolfo Vantini), è il primo cimitero monumentale costruito in Italia, al centro del quale si erge il Faro di Brescia (alto 60 metri, rivestito di marmo di Botticino) alla cui forma si è ispirato l'architetto tedesco Heinrich Strack per progettare la Colonna della Vittoria, uno dei simboli della città di Berlino. Nel 1866 le spoglie del noto pittore bresciano Francesco Filippini sono state trasferite, per volontà della cittadinanza di Brescia, dal Cimitero Monumentale di Milano al Cimitero Vantiniano.

La Basilica di San Salvatore
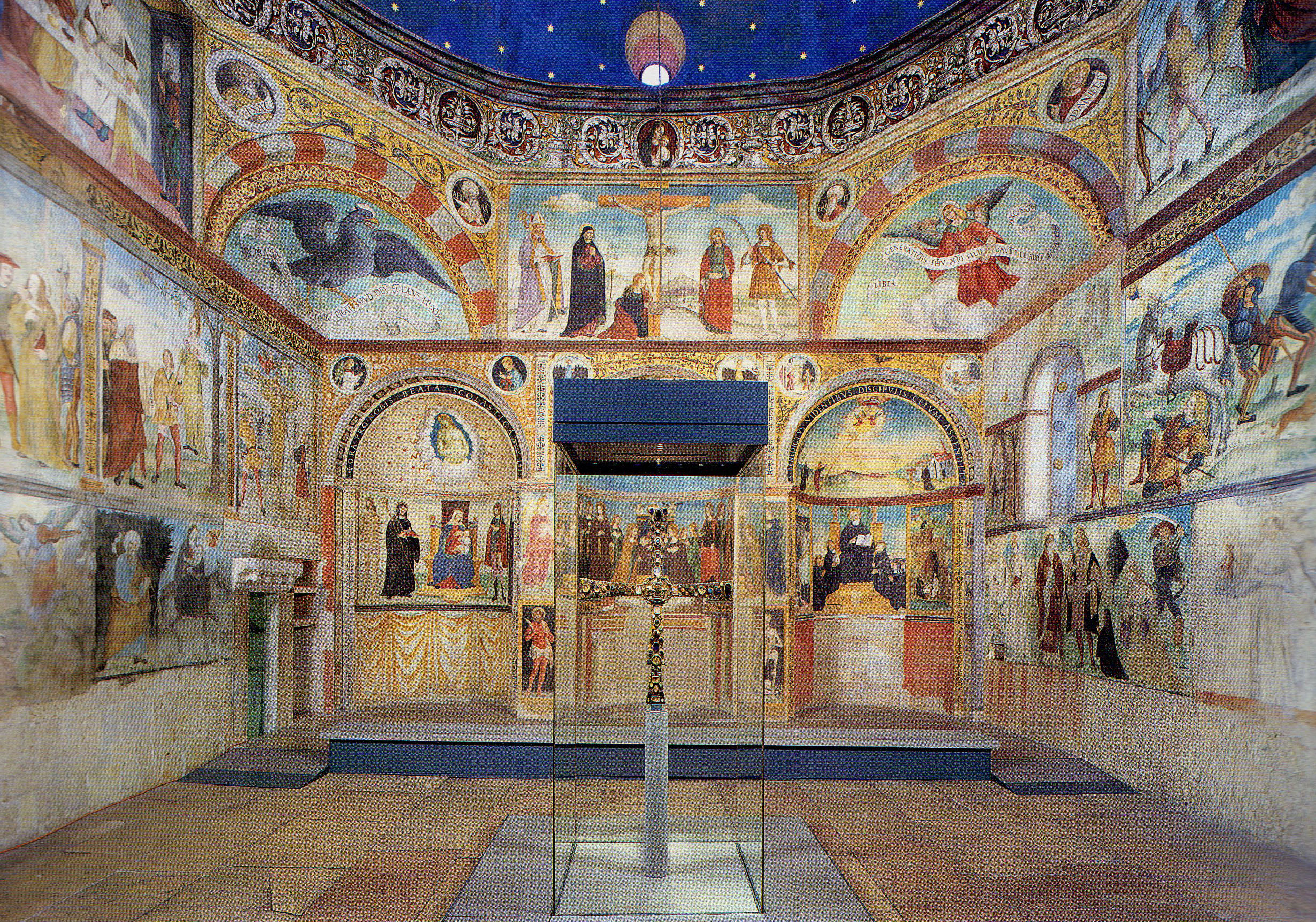
L'interno della chiesa di Santa Maria in Solario nel museo di Santa Giulia con la croce di Desiderio
Il coro delle monache nel monastero di Santa Giulia
Il Duomo vecchio
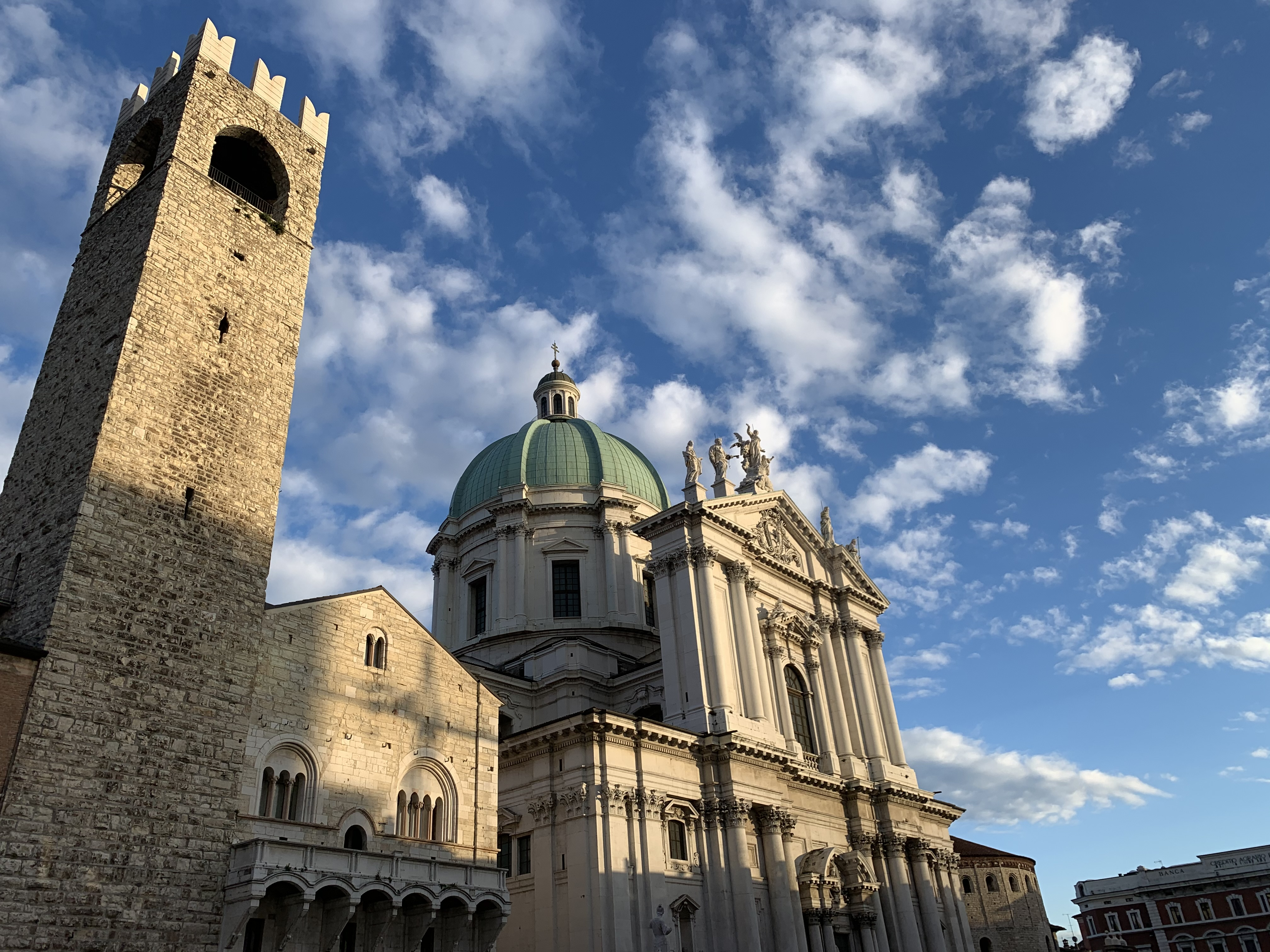
Il Duomo nuovo, il Broletto e la Torre del Pegol
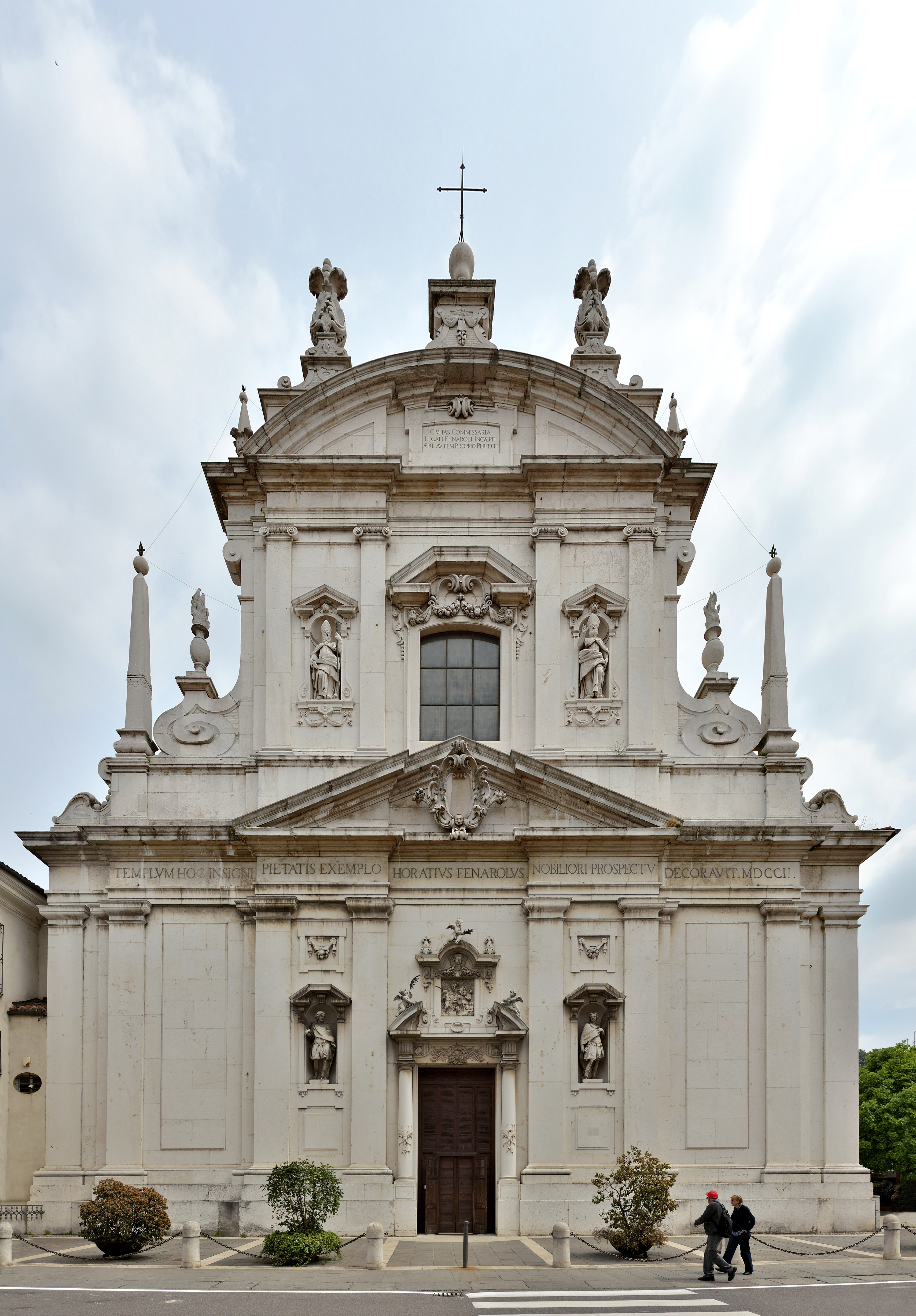
La Chiesa dei Santi Faustino e Giovita Patrono di Brescia
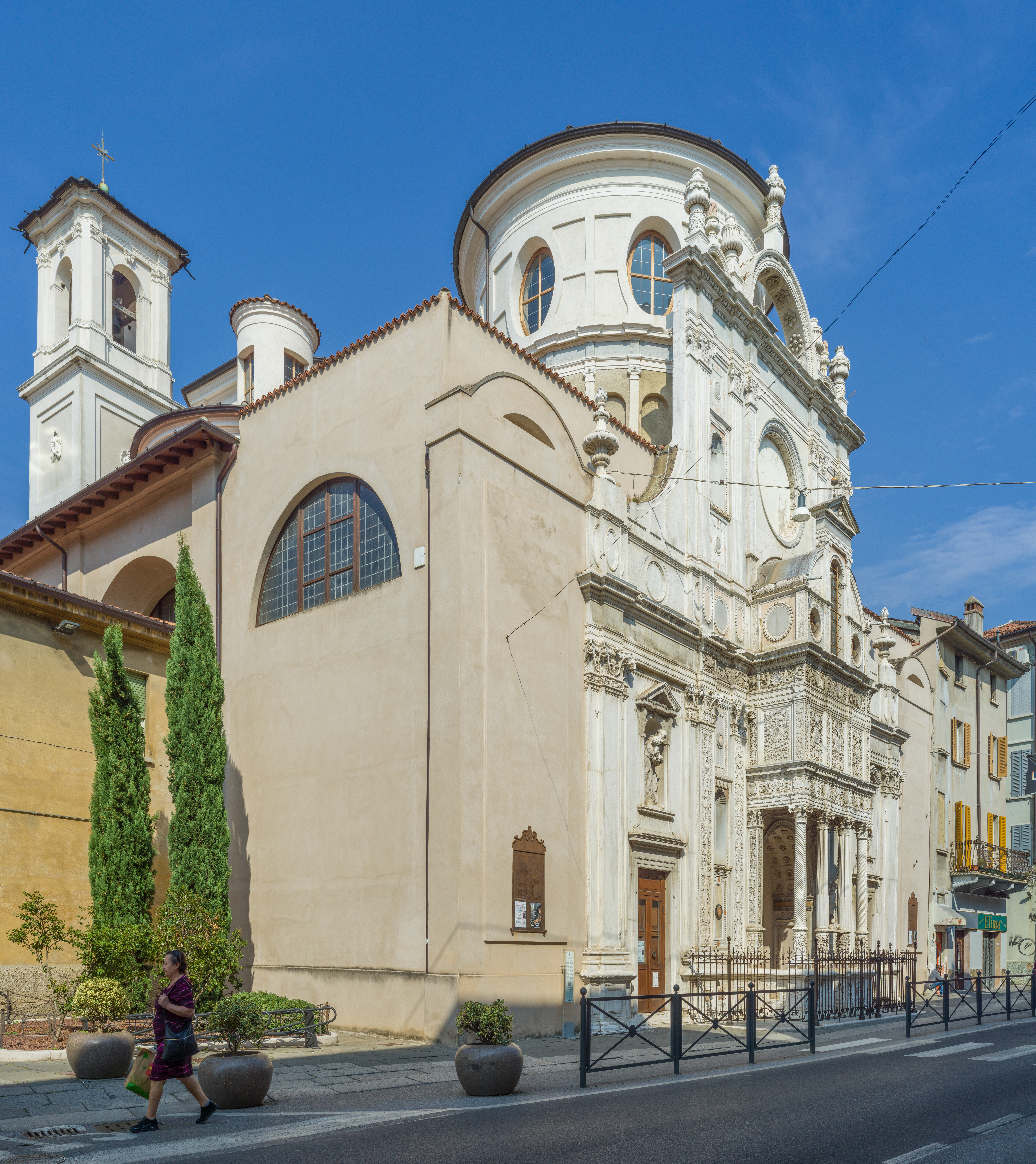
La Chiesa di Santa Maria dei Miracoli
Il Faro di Brescia nel cimitero detto "Vantiniano"

### Architetture civili
Fra le opere di architettura civile di Brescia spicca piazza della Loggia, il complesso architettonico più omogeneo della città e importante esempio di piazza rinascimentale chiusa. L'edificio principale che fa da sfondo monumentale al piazzale è palazzo della Loggia, noto più semplicemente come "la Loggia", sede della giunta comunale, costruito a partire dal 1492 sotto la direzione di Filippo Grassi e infine completato nel Cinquecento sotto la supervisione del Sansovino e di Palladio. Nel Settecentesco, inoltre, venne realizzato dall'architetto Luigi Vanvitelli quello che viene appunto chiamato "Salone Vanvitelliano". Sul fianco sud della piazza sono invece allineati i due Monti di Pietà, il primo - detto anche "vecchio" - quattrocentesco e il secondo - il "nuovo" - costruito alla fine del Cinquecento, le cui facciate rappresentano il primo museo lapidario italiano (infatti, un decreto del Consiglio speciale della città di Brescia del 1480, sanciva che le lapidi di epoca romana rinvenute nell'area in cui sarebbero sorti questi due palazzi dovessero essere conservate per uso pubblico: furono quindi murate lungo le pareti di questi edifici e utilizzate come ornamento), mentre al centro del lato est si eleva il grande orologio astronomico del 1540. In questa piazza, il 28 maggio 1974 si è consumata la strage di piazza della Loggia.
Centro di potere più antico è invece il Broletto, l'antico palazzo comunale situato in piazza del Duomo. Il nucleo originario dell'edificio risale al Duecento, in seguito ampliato a più riprese nel Trecento (ala ovest sulla piazza), nel Quattrocento (ali est e nord con rifacimento dell'ala ovest) e nel Seicento (porticato trasversale interno). Completa l'edificio la torre del popolo o del "Pégol", torre civica del XII secolo.
Nell'ambito dell'architettura civile privata si distinguono numerosissimi palazzi disposti lungo tutte le vie del centro storico, in particolare quelli appartenuti alla potente famiglia dei Martinengo, tra i quali figurano palazzo Martinengo e palazzo Maggi Gambara in piazza del Foro, palazzo Martinengo Colleoni di Malpaga in piazzetta Sant'Alessandro, palazzo Uggeri lungo via Musei e palazzo Cigola Fenaroli in via Carlo Cattaneo. O ancora, palazzo Martinengo Colleoni di Pianezza in corso Matteotti e palazzo Martinengo di Villagana in corso Martiri della Libertà. Degni di menzione sono anche palazzo Martinengo di Padernello Salvadego, ritenuta la dimora signorile più imponente della città, palazzo Martinengo della Motella e palazzo Martinengo delle Palle, oltre che palazzo Colleoni alla Pace, dimora quattrocentesca del condottiero bergamasco Bartolomeo Colleoni. Altro edificio civile di rilievo è il Teatro Grande, fondato nel 1664 e più volte ricostruito, in particolare nel Settecento e per tutto l'Ottocento. Il teatro è noto per ospitare l'importante Festival Pianistico Internazionale di Brescia e Bergamo.
Più recenti sono invece la stazione ferroviaria, costruita in stile neoromanico nel 1854, e piazza della Vittoria, realizzata nel 1932 su progetto dell'architetto Marcello Piacentini demolendo parte dell'antico centro storico medievale.

### Architetture militari
Il castello di Brescia si colloca al primo posto fra le antiche architetture militari di Brescia giunte fino a noi: costruito nel trecento dai Visconti su un sito precedente, sulla cima del colle Cidneo, viene ampliato una prima volta nel Quattrocento e completato poi nel Cinquecento. Cessata ogni funzione strategica alla metà dell'Ottocento, il castello è un grandissimo parco pubblico che offre interessanti passeggiate fra le antiche strutture di difesa e un ampio panorama sull'intera città. Gli interni della fortezza ospitano invece due musei.
In città, invece, importante superstite è la torre della Pallata all'estremità est di corso Garibaldi, costruita nel Duecento e rimaneggiata nel Quattrocento. Ai suoi piedi è posta una grande fontana barocca, opera di Pietro Maria Bagnadore.
Si ricordano anche resti di porte cittadine dell'antica cinta muraria medievale, come porta Bruciata o anche porta Paganora, oltre che l'unico residuo dei tre chilometri di mura difensive di epoca romana, porta Sant'Eusebio: risalente al I secolo d.C., se ne possono ammirare i resti lungo le pendici del colle Cidneo, vicino alla chiesa di San Pietro in Oliveto.

Il Palazzo della Loggia
Piazza della Vittoria, con sulla sinistra il Torrione INA, primo grattacielo costruito in Italia[57]
La Piazza del Mercato
Porta Bruciata, già parte delle antiche mura romane di Brescia
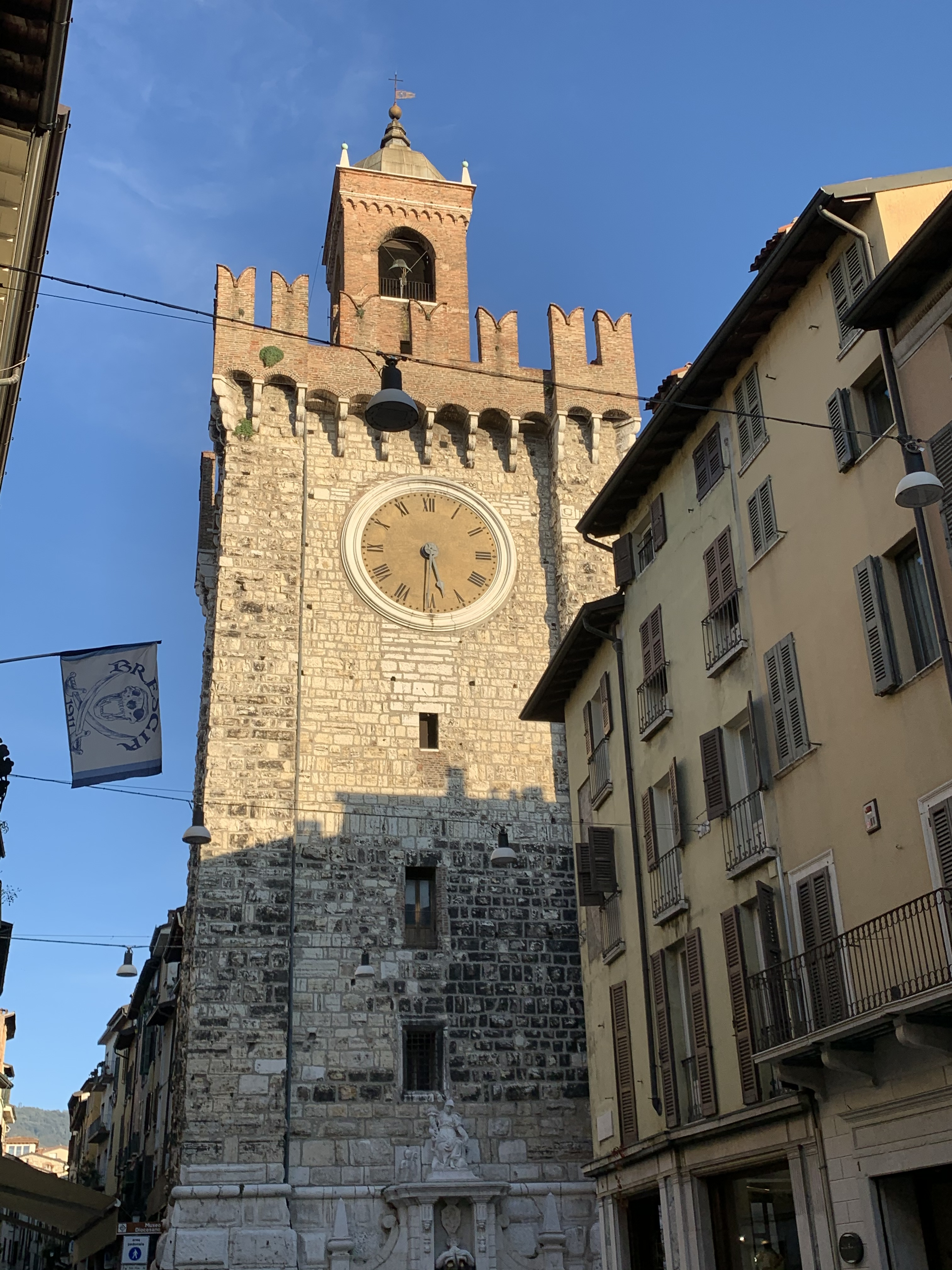
La Torre della Pallata
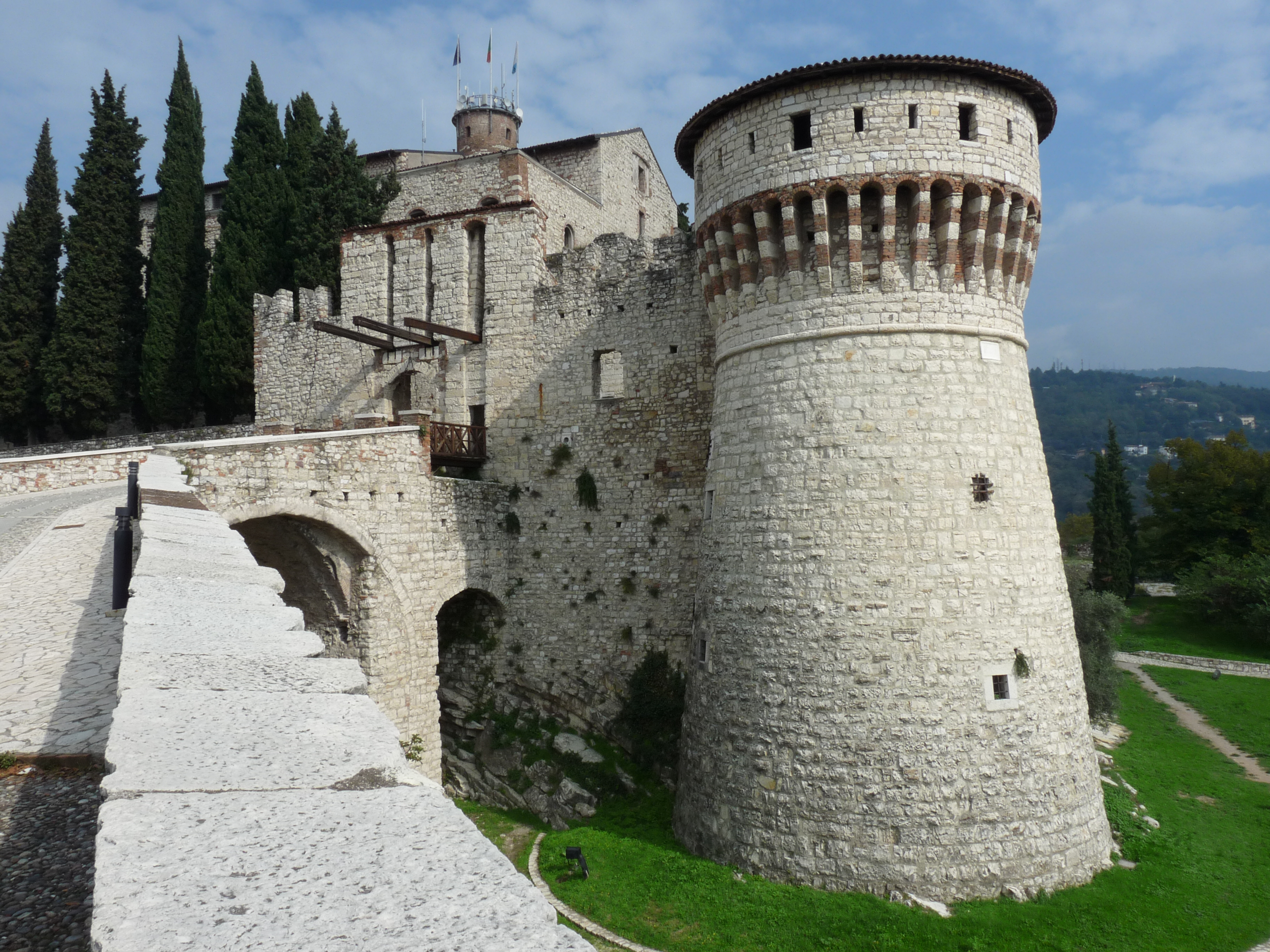
Il castello di Brescia

### Siti archeologici
Come già detto, piazza del Foro di Brescia è il più rilevante complesso di resti di edifici pubblici d'epoca romana di tutta l'Italia settentrionale, con le imponenti rovine del Capitolium e l'adiacente teatro romano. Ci sono pervenuti anche numerosi resti del colonnato perimetrale dell'antica piazza romana, visibili all'aperto nella stessa piazza e nei sotterranei del vicino palazzo Martinengo Cesaresco Novarino (dove si trovano anche le rimanenze delle antiche terme romane e del primitivo insediamento abitativo, risalente alla prima età del ferro, da cui si è sviluppata l'odierna città), mentre in piazzetta Labus, ancora più a sud, emergono i resti della basilica civile, i cui elementi architettonici di età flavia sono ancora ben visibili nelle facciate delle antiche case costruite sulle rovine stesse.

### Aree naturali
Secondo dati del 2008, la città di Brescia può vantare 26334910 m² di verde pubblico e aree protette (di cui 4224610 m² di verde attrezzato, parchi pubblici e storici), che corrispondono a 139,68 m² di verde per abitante. Se a ciò si sommano anche le aree agricole e boscose e il verde di arredo urbano, la superficie totale sale a 72548560 m², pari a circa l'80% della superficie comunale.
Nel 2008 Brescia ha vinto il primo premio La città per il verde, assegnato in occasione della manifestazione Flormart-Miflor, svoltasi a Padova.
Le principali aree verdi di Brescia sono:
- Parco dell'Acqua ASM Gianni Panella, situato ai piedi delle mura medioevali;[60]
- Parco delle colline: con 4 000 ha di superficie (di cui oltre 2 100 ha sono compresi entro i confini comunali), è l'area verde più estesa di Brescia. È un parco naturale istituito per preservare il Monte Maddalena e i Ronchi, le colline che si trovano immediatamente a nord-est del centro storico;[61]
- Parco Tarello: è il secondo parco più grande della città (100 000 m2) ed uno dei più recenti. Si trova a Brescia Due, la zona moderna della città, ed è circondato dai grattacieli del centro direzionale. Progetto dello studio Global di Lisbona;[62][63]
- Parco del castello: può essere considerato il parco più antico di Brescia ed è il terzo per superficie (96235 m²). Si estende lungo i versanti del Colle Cidneo, regalando suggestivi scorci sul centro storico;[64]
- Parco Ducos: è uno dei parchi storici di Brescia e con i suoi 55540 m² di estensione costituisce un importante polmone verde per la zona est della città. Al suo interno si trova un laghetto dove vivono tartarughe e uccelli acquatici.[65]
- Parco delle cave: inaugurato nell'aprile del 2018 e situato a sud-est della città, tra i quartieri di San Polo e di Buffalora, caratterizzato da bacini artificiali, recupera quelle che un tempo furono aree di escavazione e che ora sono state riconvertite in aree verdi aperte al pubblico.[66][67]

## Società

### Evoluzione demografica
Abitanti censiti

### Etnie e minoranze straniere
Brescia è una delle città con il più alto tasso di immigrazione in Lombardia.
Dalle prime ondate migratorie degli anni ottanta provenienti principalmente dai paesi africani, si è passati ad un'immigrazione più diversificata; infatti sono quasi  150 i paesi di provenienza dei cittadini stranieri residenti sul territorio cittadino.
Al 31 dicembre 2023 gli stranieri residenti nel comune erano 29 478, ovvero il 14,87% della popolazione. Di seguito sono riportati i gruppi più consistenti:
- Romania 4705
- Pakistan 3678
- Ucraina 3189
- India 2720
- Egitto 2682
- Cina 2431
- Albania 1955
- Moldavia 1948
- Bangladesh 1859
- Sri Lanka 1859

### Religione

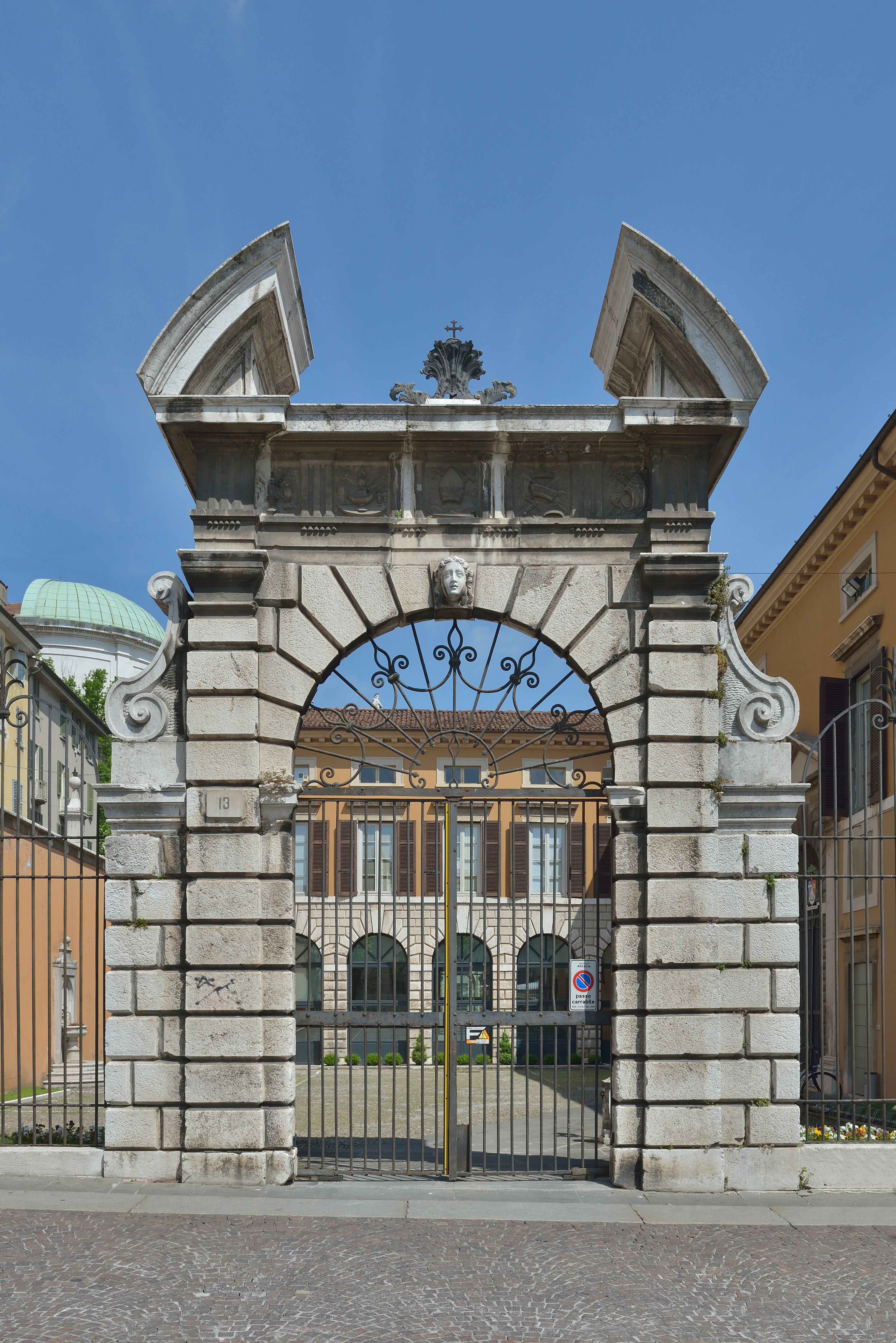
Portale del Vescovado di Brescia

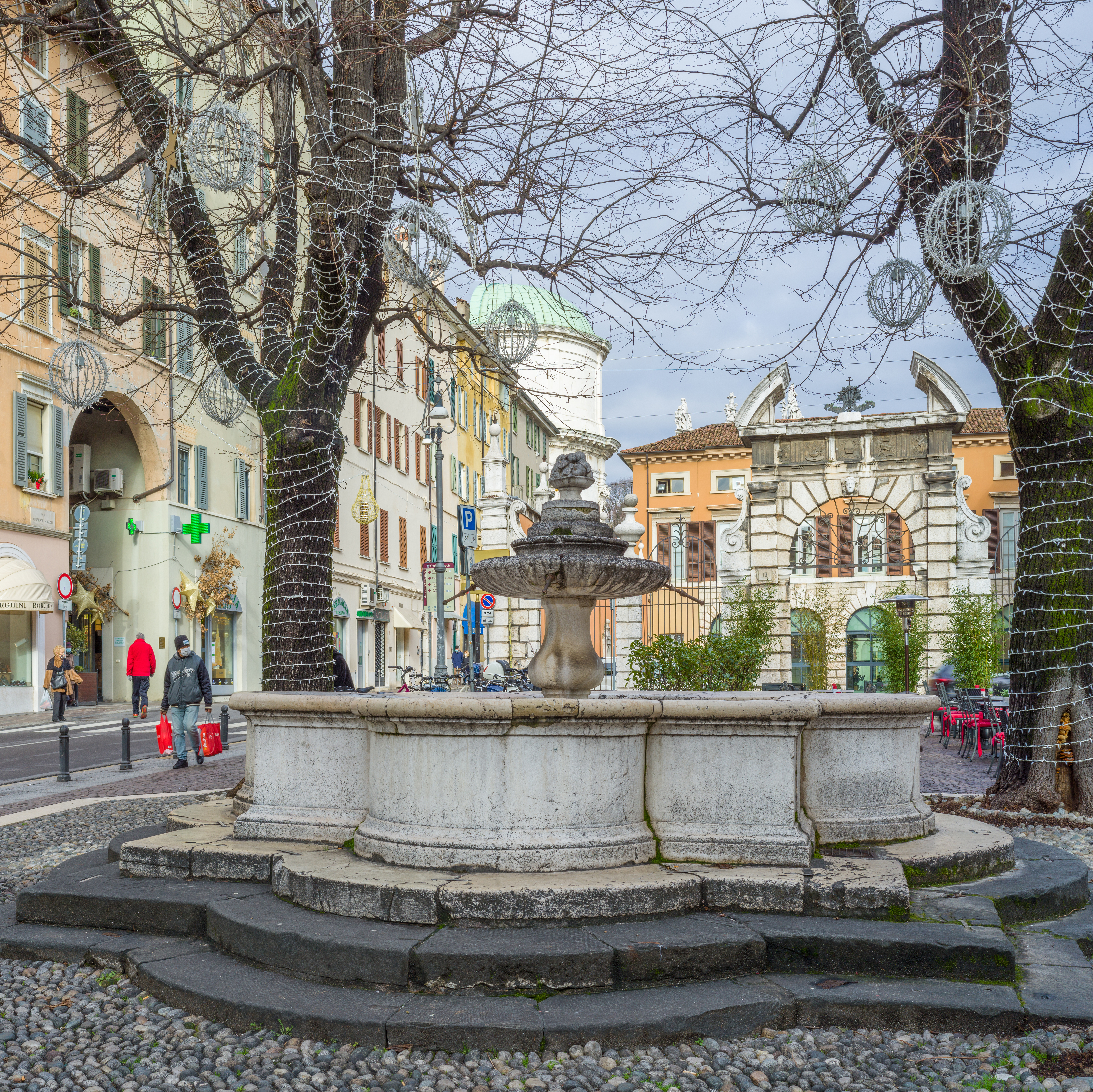
Piazza del Vescovado

La religione cattolica legata al Vescovo della Diocesi di Brescia è largamente maggioritaria in città. Sono attivi, inoltre, i cristiani ortodossi con due chiese cittadine, i cristiani protestanti con una chiesa evangelica valdese, i musulmani con un centro culturale nella periferia sud e i Testimoni di Geova con nove Sale del Regno di lingua italiana.
I patroni della città sono i Santi Faustino e Giovita, mentre Santa Maria Assunta, Sant'Angela Merici e San Siro ne sono compatroni.

### Lingue e dialetti
Nel Bresciano la lingua lombarda, nella sua omonima varietà locale, è largamente utilizzata accanto all'italiano, in un contesto di dilalia; è più diffusa nelle aree rurali, dove per molti è ancora lingua d'uso.
Con gli altri dialetti lombardi, appartiene alla famiglia gallo-italica, caratterizzata da fenomeni di transizione tra il sistema delle lingue gallo-romanze (come il francese) e quello delle lingue italo-romanze (tra cui lo stesso italiano); è derivante dal latino volgare parlato dalla popolazione gallo-romana, su cui si sono innestati prestiti longobardi e, nella storia moderna, fenomeni linguistici propri dell'italiano (per via della sempre più diffusa diglossia) e neologismi da altre lingue europee moderne, frutto delle alterne dominazioni (cui più recentemente si sono aggiunti prestiti dall'inglese, per esempio: fóbal da football).
L'affinità del bresciano agli altri dialetti lombardi deriva dall'influenza politica e linguistica della città di Milano in epoca medievale; all'interno del sistema lombardo è classificato tra i dialetti orientali, per via di diversi fenomeni linguistici che lo accomunano al bergamasco, al cremasco, all'alto mantovano e, solo in parte, al cremonese (talvolta di transizione verso il veneto, per via della lunga dominazione veneziana in epoca moderna).
Il primo manoscritto riconducibile al dialetto bresciano è stato trovato a Bovegno in Val Trompia, ed è risalente circa al 1300.

### Tradizioni e folclore
A Brescia vivono diverse tradizioni popolari legate a figure di santi e a sculture e luoghi particolari della città.

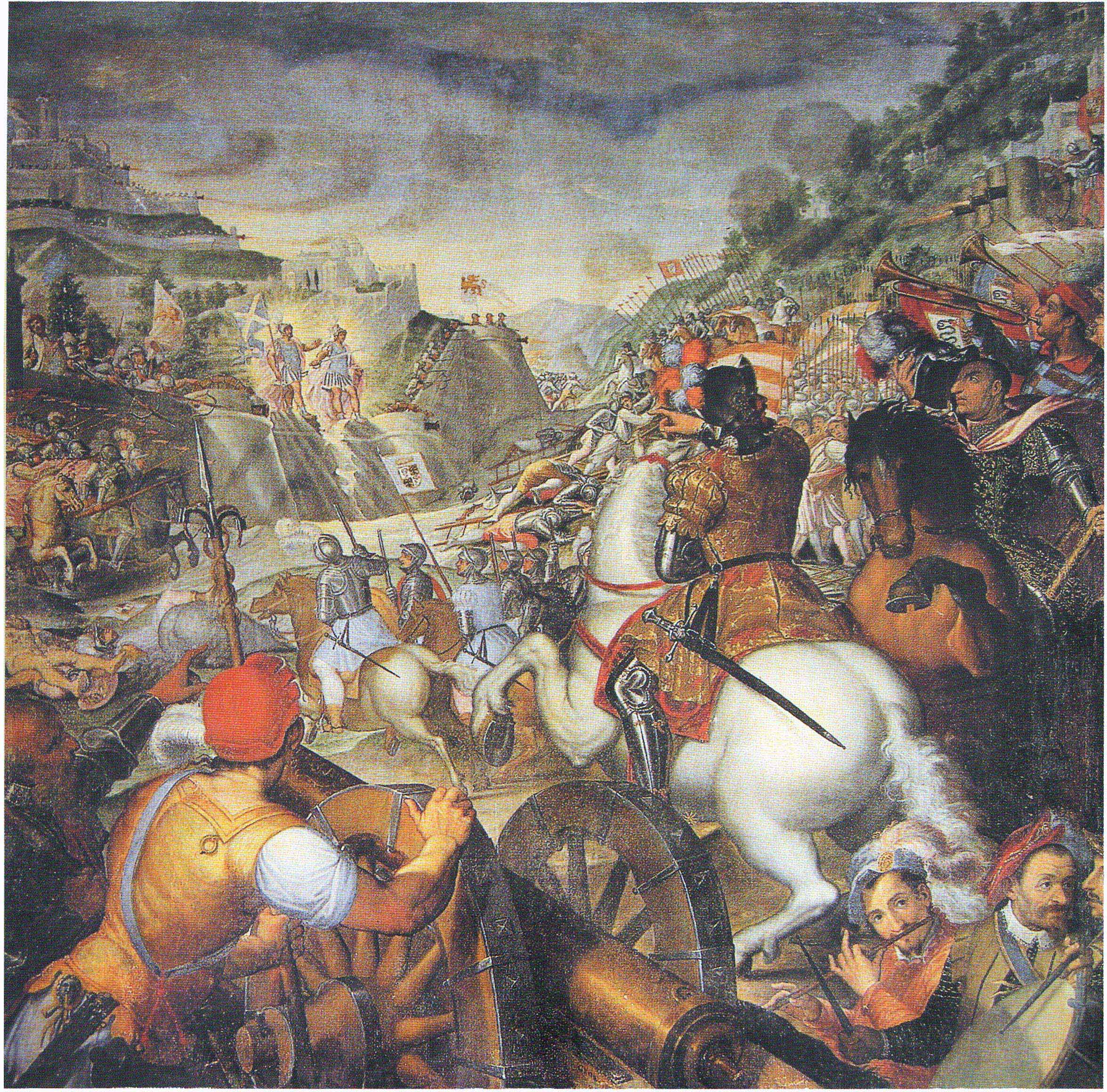
Grazio Cossali, Apparizione dei santi Faustino e Giovita in difesa di Brescia, 1603, chiesa dei Santi Faustino e Giovita

#### I Santi Faustino e Giovita difensori di Brescia
I Santi Faustino e Giovita sono diventati patroni di Brescia a seguito di un evento straordinario. Secondo la tradizione, il 13 dicembre 1438, durante un feroce assedio dei milanesi capitanati da Nicolò Piccinino, i due santi (martiri bresciani al tempo dell'imperatore Adriano: II secolo) apparvero sulle mura della città, nei pressi degli spalti del Roverotto (nella zona a sud-est del castello, dove ora sorge un cippo marmoreo) e respinsero le palle delle cannonate a mani nude, aiutando così i bresciani a sconfiggere gli assalitori che, impauriti dalla vista dei santi, abbandonarono la città.

#### Santa Lucia portatrice di doni
A Brescia, come in altre città dell'Italia settentrionale, i doni natalizi sono portati da Santa Lucia la notte tra il 12 e il 13 dicembre. Tradizionalmente, i bambini scrivono una lettera alla santa, elencando i regali che vorrebbero ricevere e dichiarando di meritarseli, essendo stati bravi e obbedienti durante l'anno. Per ringraziarla è uso lasciare del cibo per lei e per il suo asinello che trasporta i doni. Il mattino seguente, al loro risveglio, i bambini troveranno i doni richiesti accompagnati o da caramelle e dolciumi di vario tipo, se si saranno comportati bene, oppure da carbone, se si saranno comportati male.

#### Leggenda di Forca di Cane
Via Cremona viene anche ricordata con l'antico nome di "Forca di Cane", per ricordare un episodio risalente al Medioevo e riguardante un indegno prete con tre suoi complici. Durante le lotte tra i valvassori e i seguaci del vescovo Arimanno, approfittando della confusione di quei tempi un prete indegno, con l'aiuto di tre accoliti desiderosi di facili guadagni, aveva fondato un movimento pseudo-religioso. Sotto questa parvenza di cristianità, si nascondeva in realtà una setta avente l'unico scopo d'irretire facili prede, a cui venivano offerte riunioni notturne, orge e baldorie. Questa organizzazione ebbe fortuna per ben cinque anni, ma un giorno duecento adepti furono arrestati e impiccati, mentre il prete e i tre accoliti vennero attanagliati e arsi vivi.

#### La Madonna delle Brine
Nella chiesa di Santa Maria del Carmine è conservata un'antica icona, portata a Brescia dalla Terra Santa nel 1437 dal Vicario generale dell'ordine dei Carmelitani Fra Cristoforo Martinoni o Martignoni, detta della Madonna delle Brine. È chiamata in questo modo perché in passato si riteneva che, esponendola per tre giorni l'anno compresi tra fine aprile e inizio maggio, i raccolti sarebbero stati protetti dalle gelate (brine) tardive e da altre intemperie.

#### Le statue parlanti
Le statue parlanti di Brescia sono una serie di statue su cui i bresciani, fino alla fine del XIX secolo, affiggevano messaggi anonimi, contenenti per lo più critiche contro i governanti.
Queste statue sono:
- la Lodoiga: è una statua scolpita da Giovanni Battista Bonometti o Cesare Federico da Bagno o altri nella seconda metà del Cinquecento. Di origine molto controversa e storia altrettanto dibattuta, era posta originariamente davanti all'ultimo pilone sinistro della facciata del Palazzo della Loggia fino al 1877, quando fu rimossa e portata in nuova sede. Dopo varie vicissitudini e trasferimenti, nel novembre del 2011 è stata definitivamente ricollocata sotto il porticato della Loggia. Questo portico, per sua natura cardine fra l'interno e l'esterno, fra le cariche pubbliche e il popolo, rappresentò il luogo dove maggiormente si esplicavano i rapporti fra i due, e trovò la sua voce nella Lodoiga, che fu assunta come statua parlante della città, cui i bresciani erano abituati ad affiggere poesie e prose satiriche o scherzose. Accanto alla statua, poi, era posta la "pietra del bando", dove salivano i banditori o gli oratori per parlare alla folla. Non sempre era possibile commentare ad alta voce i bandi o il comportamento degli amministratori: interveniva quindi la Lodoiga attraverso biglietti e fogli incollati anonimamente sul pilone adiacente o sul muro interno.
- i "Macc dèle ure" ("matti delle ore" in dialetto bresciano): popolarmente chiamati Tone e Batista, sono due figure meccaniche poste in cima alla Torre dell'Orologio di piazza della Loggia, che battono la campana allo scoccar delle ore. Tradizionalmente sono sempre stati considerati come patteggianti il governo cittadino, tant'è che, verso la fine del Settecento, divennero protagonisti di una serie di pubblicazioni riguardanti "dibattiti" fra queste due statue e la Lodoiga, sempre invece dalla parte del popolo.[81]
- il Mostasù dèle Cosére (letteralmente "faccione delle Cossere" in dialetto bresciano): è un antico rilievo situato nel centro storico di Brescia, murato all'angolo tra corso Goffredo Mameli e contrada delle Cossere, dalla quale trae il nome. Nel corso dei secoli, similmente alla Lodoiga, il mostasù diventa una statua parlante, raccogliendo malumori, proteste e lagnanze dei cittadini verso i governatori. La sua localizzazione, al centro del quartiere popolare e affacciato su una delle sue principali vie, contribuisce a fissare il mostasù nell'immaginario popolare.[82]

#### Il bue d'oro

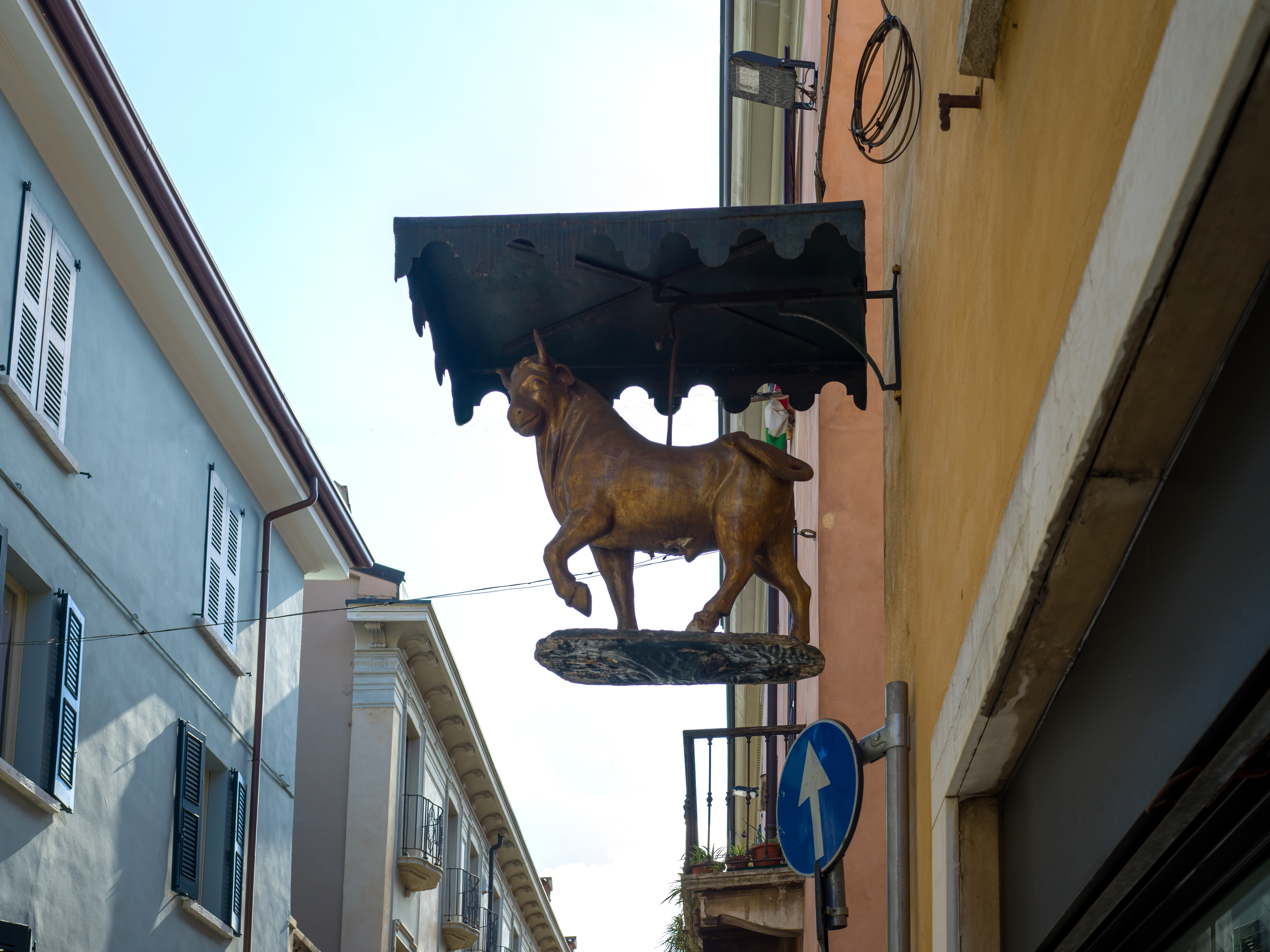
Il bue d'oro

In corrispondenza dell'angolo tra Via Trieste e Via Agostino Gallo esiste una statua lignea, ricoperta da una pittura dorata, raffigurante un bue d'oro. Secondo la tradizione popolare, questa statua starebbe a indicare il luogo in cui sarebbe sepolto un bue d'oro zecchino venerato dagli antichi abitanti di Brescia, che lo avrebbero nascosto in quel punto per evitare che fosse distrutto dai barbari.

#### La tomba del cane

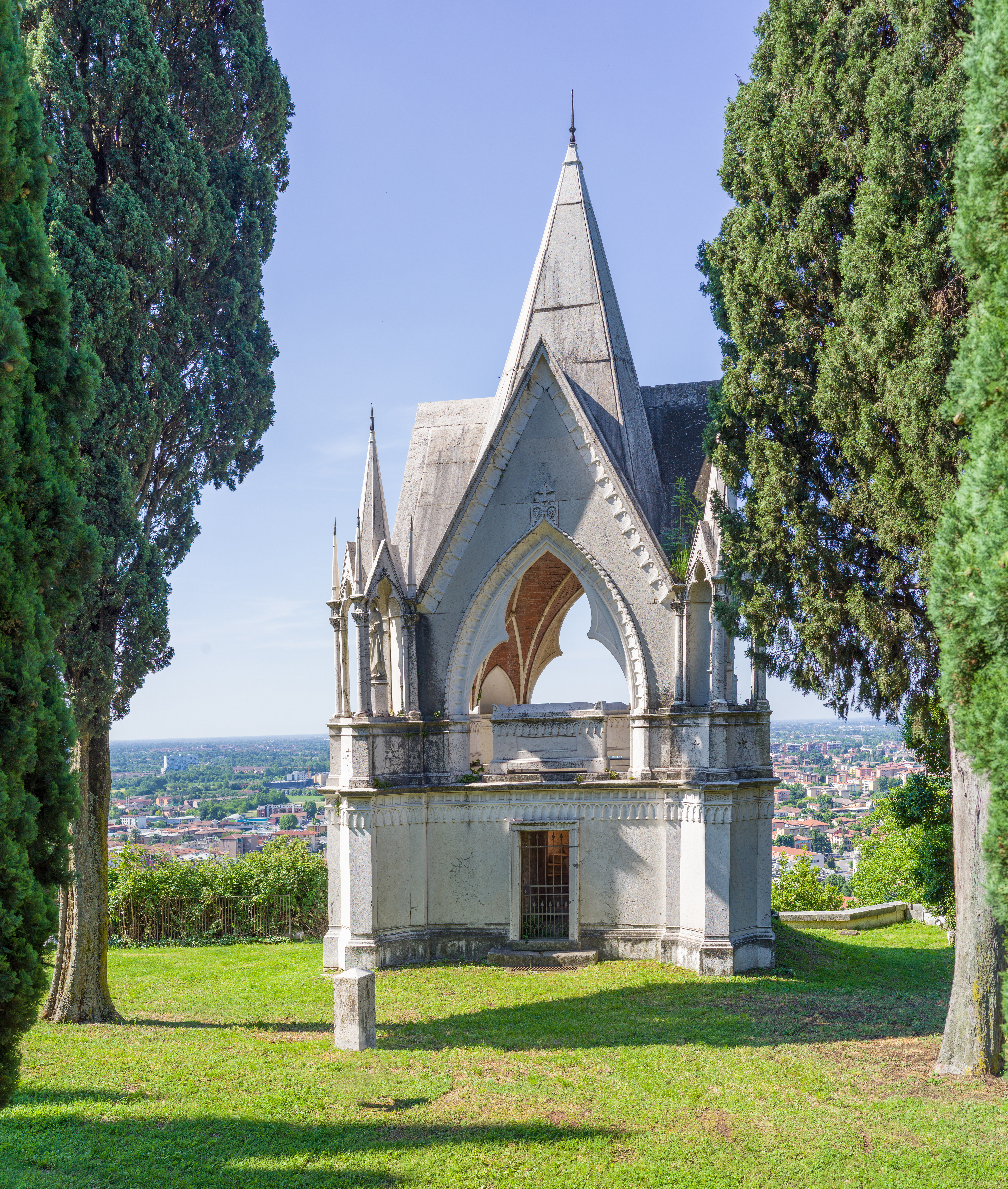
La tomba del cane

La tomba Bonomini, nota dai bresciani come tomba del cane, è un tempietto neogotico a pianta quadrata situato sui colli Ronchi, immediatamente a nord-est del centro storico cittadino, lungo via Panoramica, al primo tornante dopo l'imbocco da via Filippo Turati. Costruita nel 1860 su progetto di Rodolfo Vantini per ospitare le spoglie di Angelo Bonomini e del socio Giuseppe Simoni, benefattori degli Spedali Civili di Brescia, alla fine non accolse mai le due salme a causa di nuove ordinanze comunali riguardanti le norme sul seppellimento, che lo vincolavano ai cimiteri pubblici. La tradizione popolare vuole quindi che vi sia stato deposto solo un cane, da cui la denominazione abituale.

### Istituzioni, enti e associazioni
Brescia è sede di Corte d'appello dall'epoca napoleonica ed è la sede competente per i processi spostati da Milano. Tutto il comparto giudiziario (tribunali, procura, corte d'appello) dal maggio 2009 ha traslocato nel nuovo Palazzo di Giustizia, realizzato in prossimità della stazione ferroviaria su progetto dell'architetto Gino Valle.

### Strutture ospedaliere

#### Gli Spedali Civili
Tra le infrastrutture più importanti in città annoveriamo gli Spedali Civili, con più di 2 254 posti letto ordinari, e con quasi 6 000 dipendenti, fra i quali si contano alte specializzazioni. Gli Spedali Civili si collocano al primo posto in Italia per personale impiegato e si candidano ad essere tra i più grandi ospedali italiani.

#### Altre strutture
A Brescia ci sono altre strutture ospedaliere, quali:
- l'istituto ospedaliero Fondazione Poliambulanza;
- l'Istituto clinico Città di Brescia[91][92] e l'Istituto clinico Sant'Anna[93][94] entrambi parte del Gruppo ospedaliero San Donato;
- la Casa di cura San Camillo;[95][96]
- la Casa di cura Domus Salutis;[97][98]
- l'IRCCS Fatebenefratelli - San Giovanni di Dio.[99][100]

### Incidenza di tumori
La mortalità per tumore a Brescia mostra tassi superiori al dato nazionale. Nel 2011, la mortalità per tumore si registrava in 9,6 morti ogni 10 000 contro 9,1 in Italia.
Le patologie del sistema circolatorio e cancro provocano i due terzi dei decessi totali. L'incidenza delle neoplasie a Brescia è tra le più elevate in Lombardia. Negli ultimi cinque anni, si registra una mortalità più elevata in parte della Franciacorta e della bassa pianura, così come nella fascia alta corrispondente alle valli. I tumori sono la seconda causa di morte, e le neoplasie più rilevanti sono il tumore al seno, al colon retto, al fegato, del tessuto linfatico ed ematopoietico, alle vie respiratorie: i tassi sono, in questo caso, più elevati di quelli italiani, e sono in diminuzione tra i maschi e in aumento tra le femmine.
Nel 2019 si registrano circa 7000-7500 nuovi casi di tumori maligni all'anno.

### Inquinamento
Brescia è considerata una delle città più inquinate d'Europa e d'Italia, registrando un record di mortalità per particolato fine e ozono, nonché la settima città in Europa per costi sanitari dell'inquinamento dell'aria.

#### Rifiuti
Brescia è stata ribattezzata la Terra dei Fuochi del Nord, immondezzaio- e discarica d'Italia. La zona provinciale da Montichiari a Calcinato è stata soprannominata pattumiera d'Europa. Solo in questa zona converge infatti il 76% dei rifiuti lombardi.

#### Inquinamento dell'aria
Il rapporto Mal'Aria di Legambiente del 2021 registra Brescia come una tra le 60 città italiane più critiche su 96 che risultano non in linea con i limiti per la tutela della salute umana dell'OMS.
Brescia, insieme a Bergamo, ha il tasso di mortalità da PM 2.5 più alto in Europa, secondo uno studio pubblicato da The Lancet nel 19 gennaio 2021.
Uno studio dell'Università degli Studi di Brescia, pubblicato nel gennaio 2021 sulla rivista Environmental Research, associa significativamente l'inquinamento per polveri sottili all'eccesso di mortalità per Covid-19 che ha duramente colpito, tra le altre città lombarde, Brescia.

#### Inquinamento del suolo

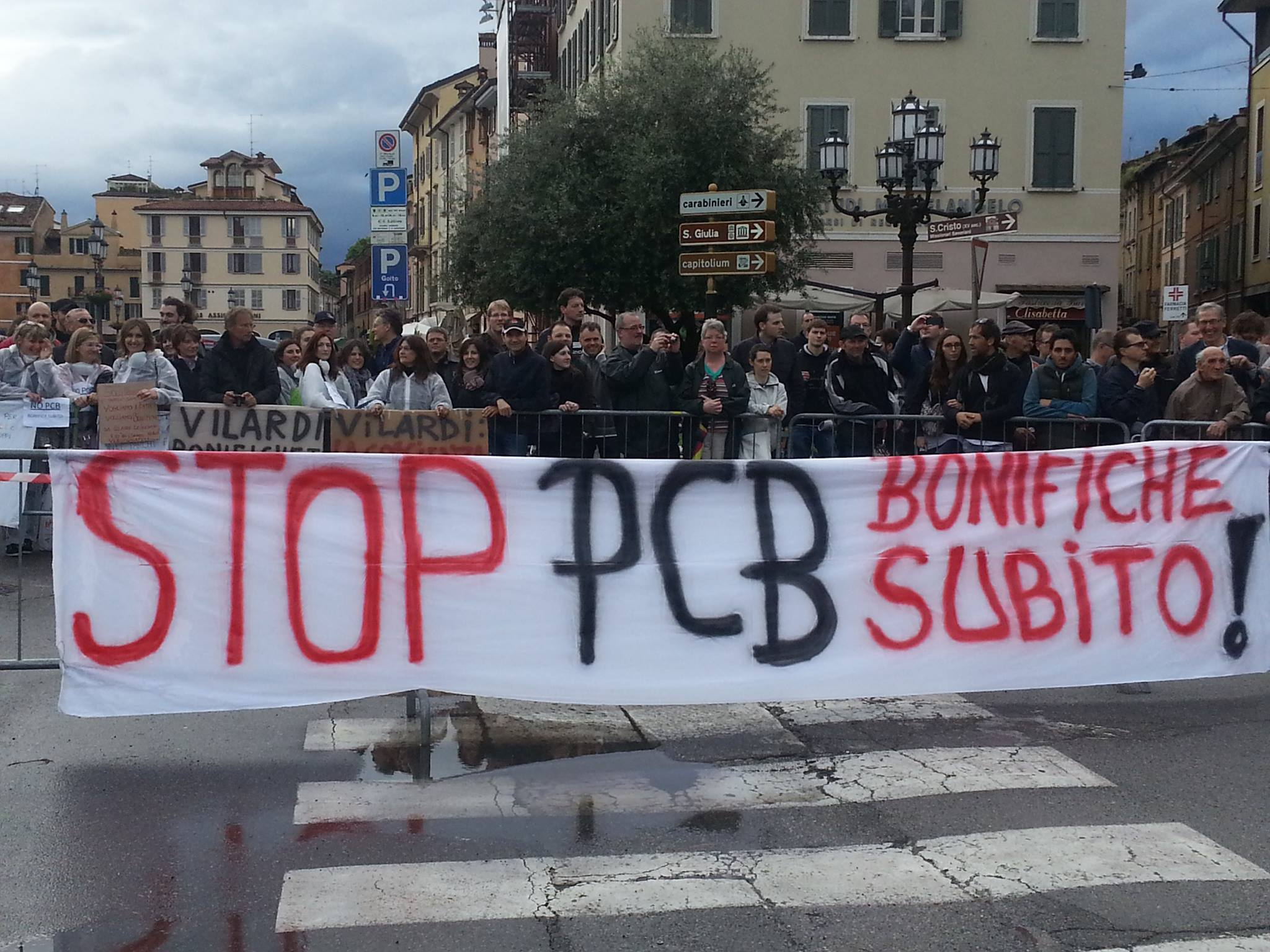
Una manifestazione di protesta contro l'inquinamento da PCB

##### Il SIN Brescia - Caffaro
Brescia è tristemente nota per essere, dopo Anniston negli USA, la seconda città al mondo per gravità della contaminazione da policlorobifenili (PCB), inquinamento che interessa le acque e il suolo della periferia ovest della città, in prossimità dello stabilimento Caffaro. L'area della bonifica è stata dichiarata un sito di interesse nazionale.
Il sito include 262 ettari contaminati da PCB, PCDD-PCDF, arsenico, mercurio, derivanti principalmente dalle attività dell'ormai chiuso stabilimento chimico, collocato nel comune di Brescia. Il perimetro del sito include inoltre tre discariche, due nel comune di Castegnato e una nel comune di Passirano, utilizzate precedentemente per lo smaltimento di rifiuti della Caffaro. La contaminazione di PCB, diossine e furani ha raggiunto valori nel terreno migliaia di volte superiori ai limiti di legge. La contaminazione ha interessato le matrici alimentari prodotte nelle aree contaminate, e i soggetti che si sono alimentati con tali prodotti hanno livelli di PCB notevolmente più alti dei valori di riferimento.
Si stima che per la bonifica completa dell'area occorrano circa 1,5 miliardi di euro.
Le condizioni del sito sono estremamente critiche: se la falda acquifera sottostante venisse contaminata, le conseguenze sarebbero disastrose.
L'11 gennaio 2021 sono emersi valori di concentrazione di cromo esavalente dieci/quindici volte maggiori di quelli rilevati nella serie storica di dati ad oggi disponibili.

#### Inquinamento dell'acqua
ARPA Lombardia ha rilevato, nel corso degli anni, contaminazioni delle acque sotterranee di grave criticità, a causa di inquinanti quali cromo esavalente, nitrati, idrocarburi alifatici clorurati (tetracloroetilene, tricloroetilene, tetracloruro di carbonio, triclorometano), atrazina, desetil, arsenico, glifosato, terbutilazina, e altri. La contaminazione dagli inquinanti sopracitati vede, tra le cause, il trattamento superficiale dei metalli (nel capoluogo e in Valle Trompia). I nitrati sono utilizzati nella zona Lonato-Montichiari-Calvisano; i fitofarmaci in pianura, nel capoluogo e nelle valli (bentazone a Sellero e Gardone Valtrompia); l'inquinamento da ammonio, arsenico, ferro e manganese è localizzato nella bassa pianura.
I risultati delle indagini di ARPA Lombardia individuano, come possibili attività potenzialmente inquinanti da cromo esavalente, la Concerie Italiane dell'Arsenale, Conceria Gobbi Amleto, Zincatura Botter, Balti Imed Cromatura, Ideal Standard/Ideal Clima.

#### Inquinamento da materiali radioattivi
A Brescia si contano numerose discariche di materiali e rifiuti radioattivi, tra cui scorie d'acciaieria contaminate da Cesio-137, che rischiano di contaminare a loro volta le falde acquifere sottostanti.

## Cultura

### Cucina
Brescia e la sua provincia rappresentano una terra ricca di sapori dalla gastronomia particolarissima, giocata fra due poli: la cucina contadina dell'entroterra e delle valli e quella di pesce dei laghi d'Iseo e Garda. I celebratissimi casoncelli bresciani, il risotto alla pitocca, le belle schidionate di quaglie e piccioni per polenta, i volatili domestici (pollo, gallina, cappone) con saporiti ripieni e la specialità del piccione farcito alla bresciana, la persicata, sono specialità della gastronomia del Medioevo e del Rinascimento tramandatisi quasi senza aggiornamenti e fatti propri, negli ultimi decenni dalla ristorazione anche agrituristica, a rappresentare gli aspetti più raffinati del gusto tradizionale, in abbinamento con i grandi vini D.O.C.G. della Franciacorta e D.O.C. di Lugana, del Garda Classico, di San Martino della Battaglia, di Cellatica, di Botticino e di Capriano del Colle. Il piatto principale è lo spiedo bresciano. L'anima popolare della cucina bresciana offre però le sue prove migliori nei piatti di polenta, tipicamente quella taragna (in Valsabbia detta Tiragna) e di riso e nei semplici cibi in cui si avverte ancora il profumo dell'aia e del camino. Dalla ormai dimenticata polenta e saracca a quella con le cotiche, da quella con il baccalà a quella con il sugo di maiale; e, ancora, polenta con gli uccellini, con i funghi, con le verdure, con il coniglio in sguazzetto. E poi il riso alla campagnola con le verdure, il risotto con gli spinaci selvatici, gli strangolapreti, i bigoli con le sardelle e la pastissada de caval di chiara origine veneta, le frittate rustiche di verdure o salumi. Per non dimenticare gli altri grandi protagonisti della gastronomia bresciana i salumi e i formaggi. Il più noto fra tutti è il Bagòss, dal gusto robusto e dall'aroma tipico con cui si designa il più diffuso prodotto della zona. Una menzione speciale va all'aperitivo bresciano per antonomasia: il pirlo.
Nel 2015 Brescia e la sua provincia sono state inserite dall'IGCAT (International Institute of Gastronomy, Culture, Arts and Tourism) nel progetto gastronomico Lombardia Orientale Regione Europea della Gastronomia 2017, insieme alle città e alle province di Bergamo, Cremona e Mantova.

### Eventi

Facciata del Palazzo Martinengo, sede di alcune mostre

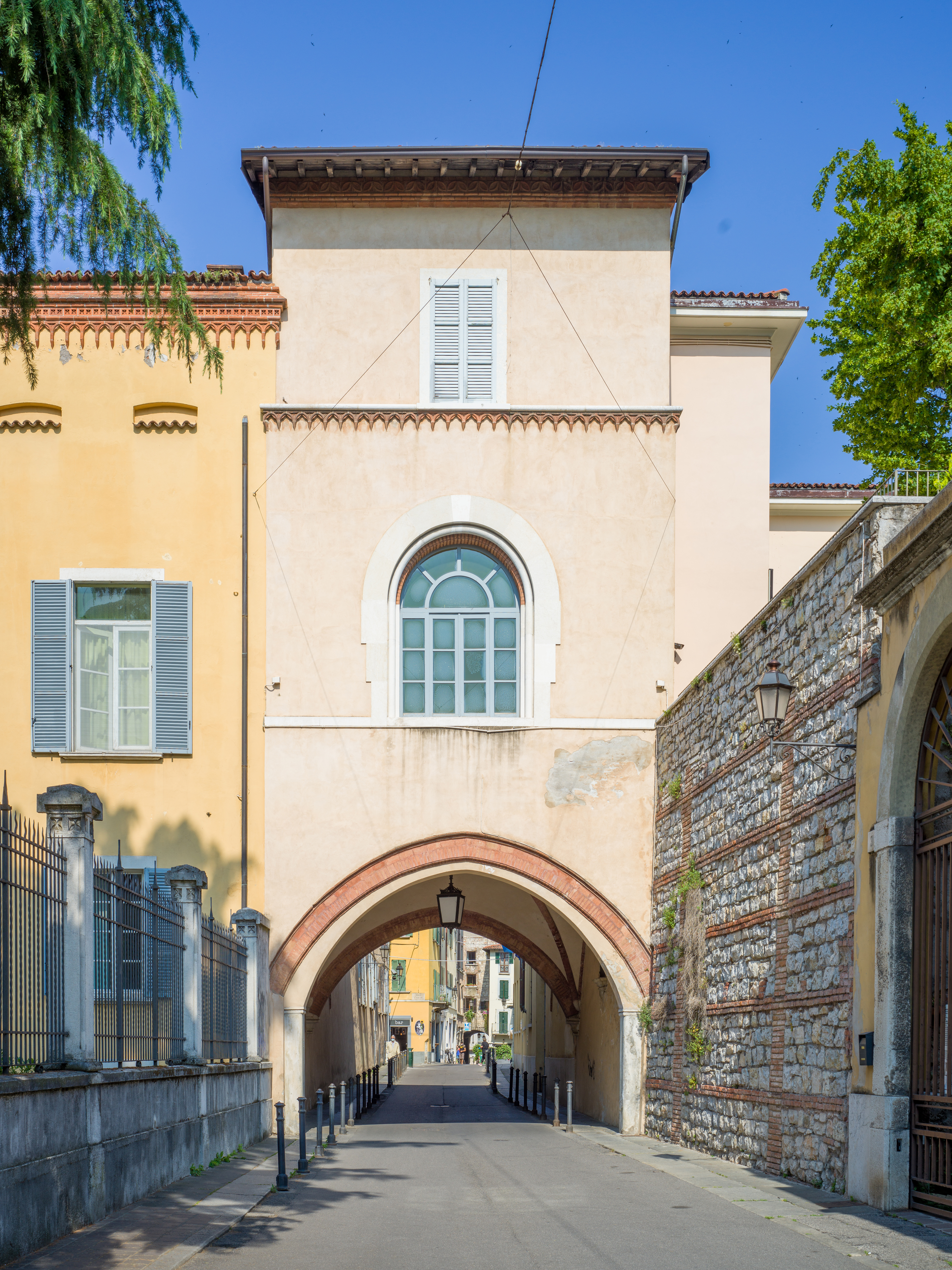
Via dei Musei, così chiamata in quanto lungo questa via si trovano alcuni dei principali musei e spazi espositivi della città: il Palazzo Martinengo, il Parco archeologico del Foro Romano e il Museo di Santa Giulia

Negli ultimi anni Brescia ha conosciuto una spinta culturale: il centro di tale opera è certamente il rinnovato museo di Santa Giulia, conosciuto come il “museo della città”. All'interno del complesso, oltre ai reperti dell'età del Bronzo, alle domus dell'Ortaglia, e ad altri reperti di inestimabile valore storico ed artistico, in questi ultimi anni sono state tenute mostre e rappresentazioni quali: Il futuro dei longobardi nel 2000, che ha fatto parte di un progetto internazionale, dedicato a Carlo Magno ed alla costruzione dell'Europa, cui hanno partecipato anche le città di Paderborn, Barcellona, Spalato e York, "Vincenzo Foppa – Un protagonista del Rinascimento" nel 2002, una sorta di indagine scientifica sull'attività pittorica di Foppa uno dei protagonisti indiscussi del Rinascimento.
A partire dal 2004 a Brescia si è aperto il ciclo "Brescia, lo splendore dell'arte", curato da Linea d'ombra, una società di organizzazione di eventi espositivi guidata da Marco Goldin, che è durato fino al 2008.
Il ciclo si è aperto con la mostra "Monet, la Senna, le ninfee" che si svolse a cavallo tra l'anno 2004 e il 2005, contenente circa 130 dipinti di Claude Monet, divisi tra dipinti di gioventù, e quelli riguardanti la Senna, l'acqua, la natura e le ninfee, provenienti da vari musei mondiali, che ha fatto contare oltre 400 000 visitatori.
La mostra successiva fu dedicata a "Gauguin – Van Gogh. L'avventura del colore nuovo" tenutasi tra il 2005 e il 2006, che portarono a Brescia circa 540 000 spettatori, contenente circa 150 dipinti di Paul Gauguin e Vincent van Gogh, che venne poi seguita a cavallo tra il 2005 e il 2006 da un'esposizione su "Millet", contenente sessanta capolavori dal Museum of Fine Arts di Boston del celebre pittore francese Jean-François Millet.
Il biennio successivo, ovvero il 2006-2007, vengono presentate due mostre in contemporanea, la prima dedicata a "Turner e gli impressionisti", che racconta la grande storia del paesaggio moderno in Europa secondo i dipinti dell'impressionista William Turner e altri come Vincent van Gogh, Claude Monet, John Constable, Alfred Sisley, la seconda dedicata a Mondrian, che raccoglie circa 80 opere del pittore olandese.
La mostra "America! Pittura dal nuovo mondo" tenutasi dal 2007 al 2008, raccoglie le opere principali della pittura statunitense del XIX secolo, comprendendo opere di artisti americani quali Thomas Cole, Albert Bierstadt e Frederic Edwin Church, mentre nel 2008-2009 l'esposizione "Van Gogh – I disegni", composta da ottantacinque opere disegnate dall'artista olandese, concluse l'avventura di Marco Goldin a Brescia. Infatti la giunta comunale di Adriano Paroli, insediatasi nell'aprile 2008, affidò le nuove politiche culturali a Giorgio Cortenova, per ventisette anni responsabile della Galleria d'arte Moderna di Verona.
Altre mostre, quali "Impressionisti francesi, italiani, europei", e nel 2003 "Andy Warhol: un mito americano", sono state organizzate nel Palazzo Martinengo.
Eventi di dimensioni inferiori sono la storica Mille Miglia, corsa rievocativa a tappe, che ogni anno tra aprile e maggio richiama nel territorio cittadino un grandissimo numero di appassionati da tutto il mondo, tra piloti e semplici curiosi e la fiera internazionale delle armi sportive e da caccia che si svolge presso la nuova struttura espositiva di Brescia nei primi giorni di aprile.
In ambito musicali gli eventi maggiori sono il Festival Pianistico Internazionale "Arturo Benedetti Michelangeli", festival pianistico dedicato ad Arturo Benedetti Michelangeli che nel 2009 è giunto alla sua 46ª edizione, che si svolge al Teatro Grande tra i mesi di aprile e giugno, Le Dieci Giornate di Brescia, festival di musica classica che si svolge nei principali luoghi artistico-culturali cittadini a settembre, e Le Settimane Musicali Bresciane, rassegna culturale con particolare sensibilità alla musica classica dalla cadenza variabile.
Il comune organizza tra i vari eventi due feste molto sentite ed apprezzate dalla cittadinanza. La prima verso inizio settembre è la Festa del gemellaggio, istituito con le città di Darmstadt (Germania) Logroño (Spagna), curato dall'Assessorato al Turismo Comune di Brescia, e la Fiera di Santa Lucia, in dicembre, formata da bancarelle di artigianato locale e italiano organizzate ad ogni ricorrenza del giorno festivo della santa che, secondo tradizione, porta doni ai bambini bresciani nella giornata del 13 dicembre.

L'iniziativa, dopo quattro anni di esistenza, è stata soppressa.
Dal 4 dicembre 2009 al 27 giugno 2010 il museo di Santa Giulia ha ospitato una mostra riguardante la civiltà precolombiana degli Inca che ha totalizzato oltre 273 000 visitatori, piazzandosi al secondo posto tra le mostre più visitate in Italia nel corso della stagione, dopo quella dedicata al Caravaggio a Roma.
Dall'11 febbraio al 12 giugno 2011, sempre presso il museo di Santa Giulia, hanno avuto luogo in contemporanea due mostre: Matisse. La seduzione di Michelangelo ed Ercole il fondatore.
In occasione dell'Expo 2015, la città di Brescia ha organizzato diversi eventi culturali.
Dal 24 gennaio al 14 giugno 2015 il Palazzo Martinengo ha ospitato la mostra Il cibo nell'arte. Capolavori dei grandi maestri dal Seicento a Warhol in cui sono state esposte un centinaio di opere di diversi autori, tra i quali Vincenzo Campi, Ambrogio Figino, Magritte, de Chirico e Andy Warhol.
Dal 9 maggio 2015 al 17 gennaio 2016 il museo di Santa Giulia ospita una grande mostra organizzata dal Ministero dei beni e delle attività culturali e del turismo dal titolo Brixia. Roma e le genti del Po, in cui sono esposti reperti archeologici provenienti da alcuni dei più importanti musei italiani.
Dal 20 novembre 2015 al 15 febbraio 2016, sempre il museo di Santa Giulia organizza la mostra March Chagall. Opere russe 1907-1924, in cui sono esposte 33 opere inedite del celebre pittore russo, in "dialogo" con dipinti realizzati dal Premio Nobel Dario Fo.
Brescia, insieme a Bergamo, è stata proclamata "Capitale italiana della cultura 2023".

### Istruzione

#### Biblioteche

La facciata della Biblioteca civica Queriniana

Al Sistema bibliotecario urbano appartengono la storica Queriniana, fondata dal Cardinal Querini negli anni quaranta del XVIII secolo, le biblioteche decentrate e le biblioteche specialistiche del Museo delle Scienze Naturali e dell'Istituto Pasquali Agazzi.
Ci sono inoltre le seguenti biblioteche:
- della Fondazione Luigi Micheletti;
- della Scuola per Operatori Sociali IAL-Cisl;
- della Fondazione Civiltà Bresciana;
- della Fondazione Calzari Trebeschi;
- della Fondazione Berardelli;
- del Centro Studi e Documentazioni della Domus Salutis.

Nel luglio 2020 Brescia ha ottenuto il riconoscimento di "Città che legge" 2020-2021.

#### Musei
- Museo di Santa Giulia
- Museo Diocesano di Brescia
- Museo del Risorgimento di Brescia
- Pinacoteca Tosio Martinengo
- Capitolium
- Museo delle Armi Luigi Marzoli
- Museo dell'industria e del lavoro

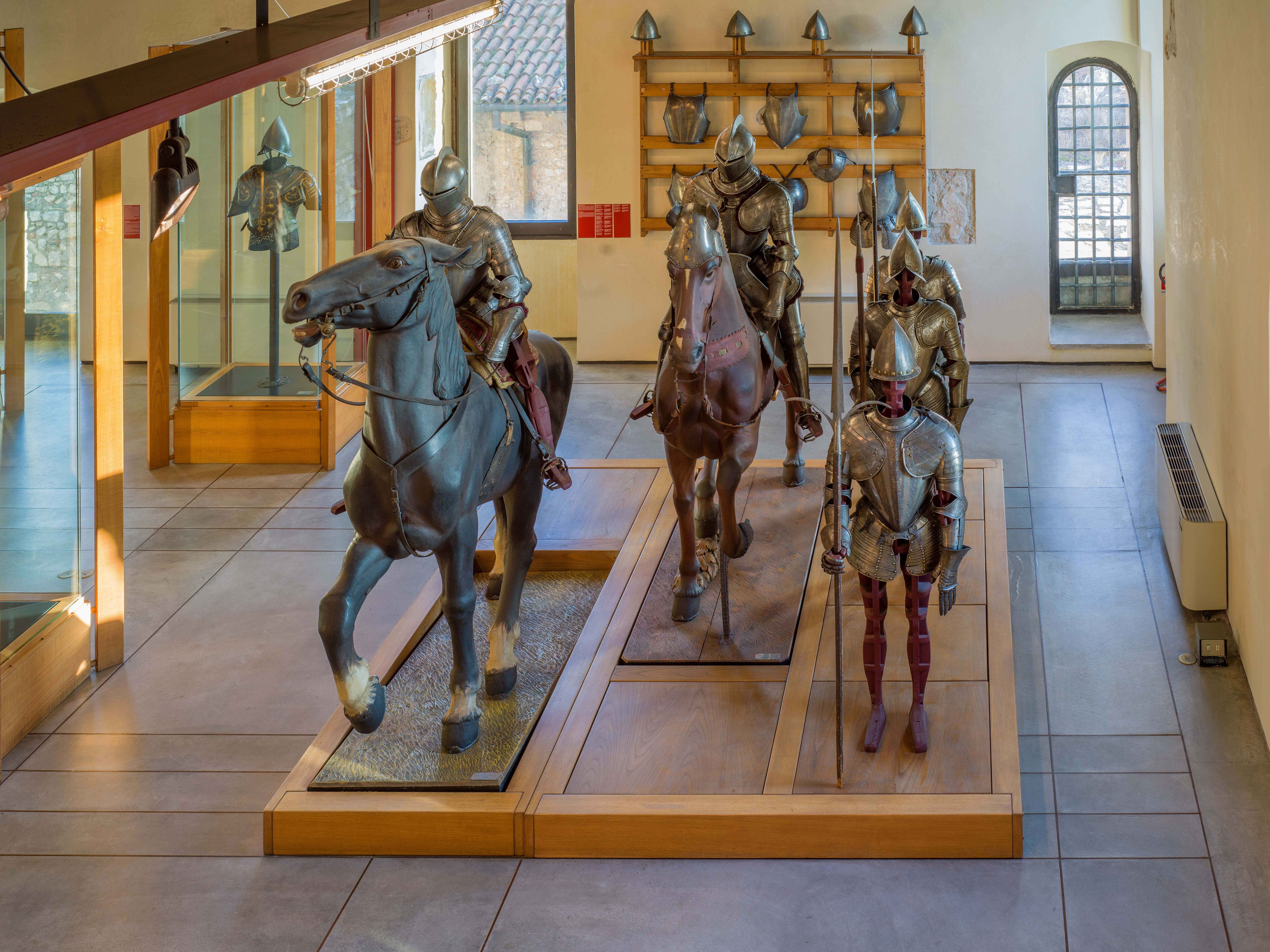
Armature di cavalieri, Museo delle Armi Luigi Marzoli

- Museo chitarristico degli strumenti musicali e della liuteria bresciana
- Museo della Mille Miglia
- Museo Nazionale della Fotografia di Brescia
- Museo di Fotografia Ken Damy
- Ma.Co.f. - Centro della Fotografia Italiana
- Museo civico di scienze naturali
- Museo dei Beatles
- Museo Breda meccanica bresciana[146]
- Museo Martino Dolci
- Museo Strumenti Musicali e della Liuteria Bresciana
- Musil - Museo del Ferro "Lodovico Giordani"
- Collezione Paolo VI a Concesio, periferia nord di Brescia

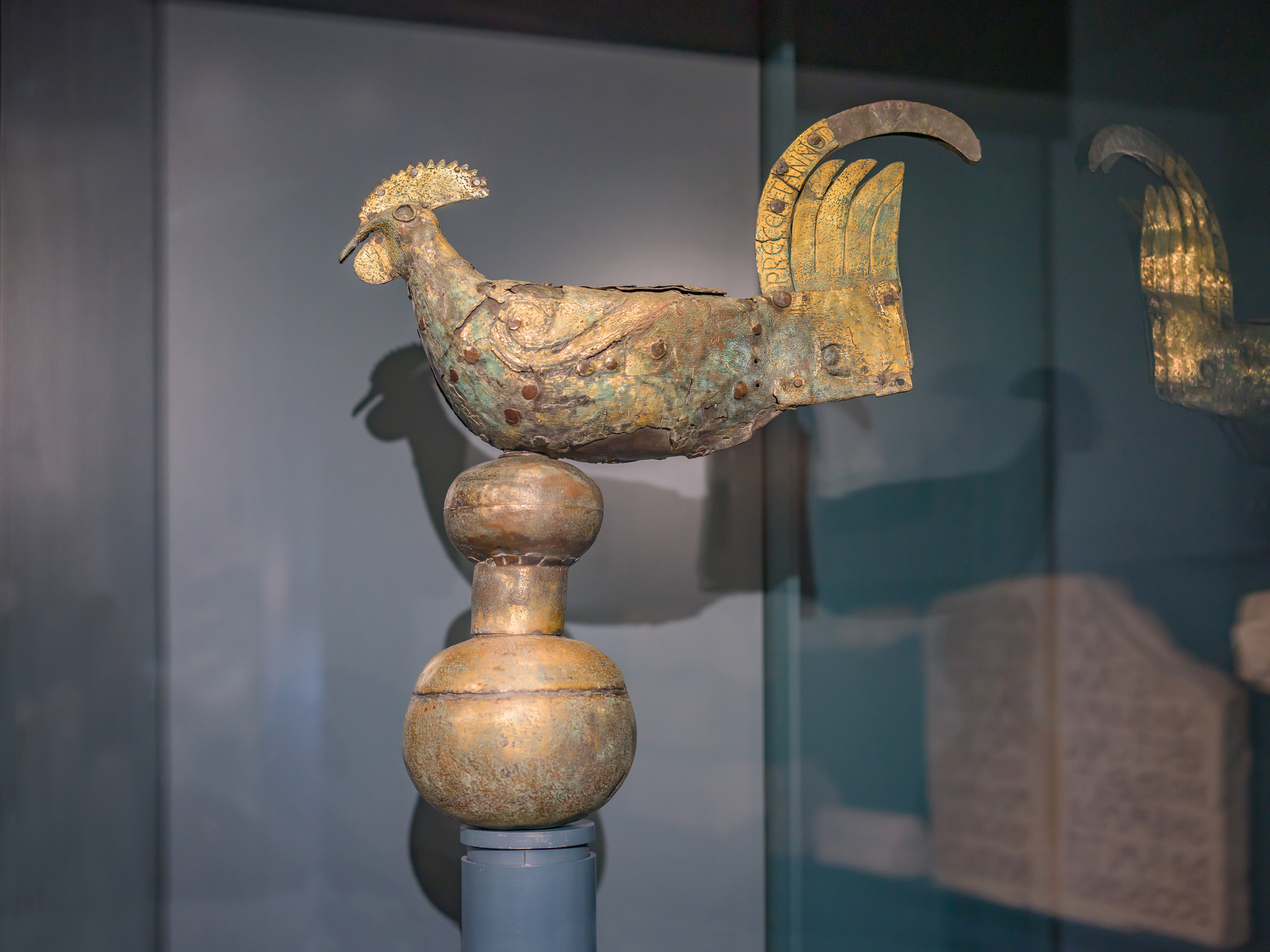
Il Gallo di Ramperto (conservato all'interno del Museo di Santa Giulia), con un'età di quasi 1200 anni, è considerato il più antico galletto segnavento esistente al mondo.

#### Osservatorio astronomico
- Specola Cidnea

#### Scuole

La facciata del conservatorio Luca Marenzio di Brescia

Il Liceo Classico Arnaldo

A Brescia sono attive numerose scuole, tra scuole dell'infanzia, primarie e secondarie di primo e di secondo grado, per poter far fronte alla grande domanda cittadina e provinciale.
Si contano sul territorio cittadino cinquantotto scuole dell'infanzia, quarantanove scuole primarie, diciotto secondarie di primo grado e circa una trentina di scuole secondarie di secondo grado, tra strutture pubbliche, private e paritarie.
Tra queste ultime è di notevole importanza cittadina il liceo classico Arnaldo, situato in pieno centro storico, all'interno dello storico palazzo Poncarali Oldofredi. Tra gli studenti più illustri dell'Arnaldo figurano Tito Speri, Camillo Golgi, Giuseppe Zanardelli, Mino Martinazzoli, Vittorio Sereni, Paolo Corsini, Emilio Del Bono, Omar Pedrini e Enrico Ghedi. Oltre a docenti quali Francesco Bonatelli, Cesare Arici, Rodolfo Vantini, Augusto Monti e Giuseppe Tonna. Un altro liceo di grande importanza è il liceo linguistico, musicale e delle scienze umane Veronica Gambara, istituto storico, situato nel centro della città. Brescia ospita anche tre licei scientifici, tra i quali si annovera il liceo scientifico Annibale Calini, istituto storico organizzatore di importanti manifestazioni culturali, come i Dies Fasti (nati nel 2001), caleidoscopico festival della cultura della durata di due giorni e il Booktrailer Film Festival (nato nel 2006), il primo concorso nazionale di booktrailer riservato agli studenti di scuole secondarie superiori, finalizzato a promuovere l'amore per la lettura. Gli altri licei scientifici sono il Nicolò Copernico e il Leonardo, questi ultimi nati entrambi da una costola del primo e situati nella periferia meridionale della città.
Ulteriori istituti importanti sono l'istituto tecnico delle costruzioni, ambiente e territorio Nicolò Tartaglia, di recente accorpato con il liceo artistico statale Maffeo Olivieri, polo di studio per tutti gli studenti di Brescia e provincia per l'architettura e la decorazione pittorica, che con la nuova intestazione raccoglie e aggiorna la missione educativa del precedente istituto per geometri; l'istituto tecnico agrario Pastori, che, con i suoi ottantacinque ettari di terreni, serre e stalle, contribuisce all'attività agricola di Brescia e l'istituto tecnico industriale Benedetto Castelli, che, con i suoi 2000 studenti, è considerato l'istituto più grande sul territorio urbano, polo scolastico per tutti gli studenti cittadini e della provincia, e "vivaio" per l'industria bresciana.

#### Università

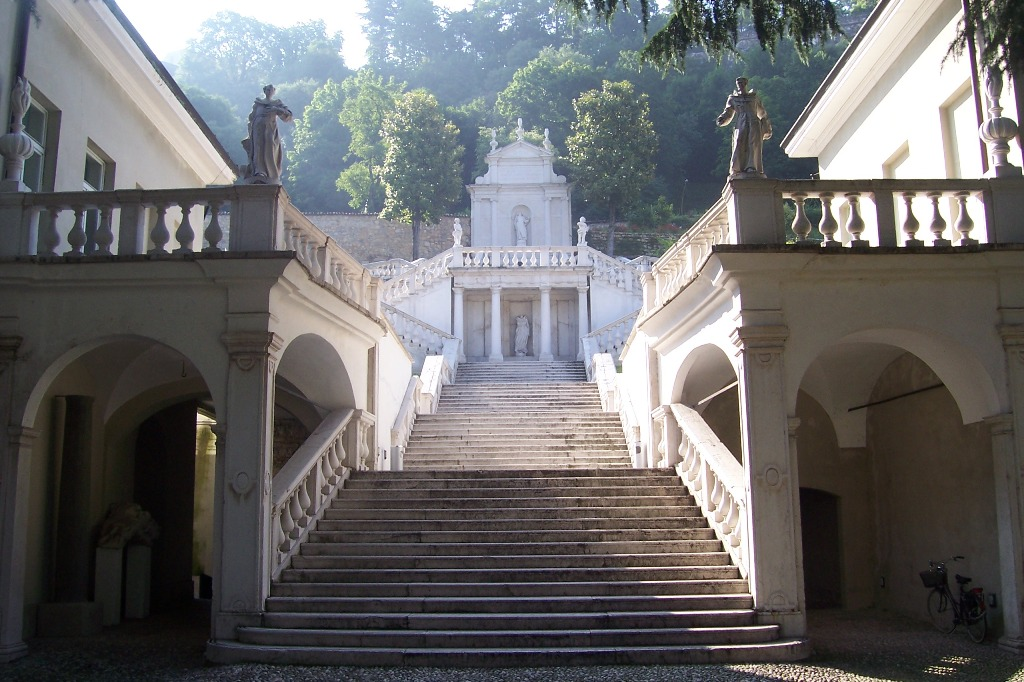
Sede di Economia e management dell'Università statale di Brescia

Brescia gode di una buona copertura didattica sia come numero di facoltà, che per il numero di corsi di laurea proposti e un bacino di circa 25.000 studenti universitari.
La maggiore per numero di iscritti è l'Università degli Studi di Brescia che si compone di otto dipartimenti dislocati sul territorio cittadino: Economia e management; Giurisprudenza; Ingegneria civile, architettura, territorio, ambiente e matematica; Ingegneria dell'informazione; Ingegneria meccanica e industriale; Medicina molecolare e traslazionale; Scienze cliniche e sperimentali; Specialità medico-chirurgiche, scienze radiologiche e sanità pubblica.
C'è anche l'Università Cattolica del Sacro Cuore, che è sede distaccata di Milano, consta di una struttura principale situata nel centro storico della città e una seconda nel quartiere di Mompiano. Accoglie sei facoltà, di cui cinque afferenti alla sede di Milano: Lettere e filosofia, Sociologia, Psicologia, Scienze della formazione, Scienze linguistiche e letterature straniere; e una afferente alla sede di Brescia: Scienze matematiche, fisiche e naturali.
A Brescia vi sono due accademie di belle arti attive: la Libera Accademia di Belle Arti (LABA) e l'Accademia di belle arti Santa Giulia.
Esiste altresì un conservatorio intitolato a Luca Marenzio.
Inoltre vi è l'istituto tecnico superiore Machina Lonati, che propone un'offerta formativa post-secondaria parallela ai percorsi universitari.

### Media

#### Cinema: la città come scenario

Il magnifico cornuto

Brescia ha una storia di cinema amatoriale e indipendente molto ricca, grazie anche alla presenza di molte aziende in grado di finanziare queste produzioni locali. La città è stata utilizzata come set per cortometraggi, mediometraggi e pubblicità. In alcuni casi il paesaggio cittadino è divenuto coprotagonista delle storie narrate, in particolare nei primi anni settanta, quando, per volontà del regista e produttore Roberto Infascelli, divenne il set di due notissimi poliziotteschi, filone che si interruppe a causa dei fatti conseguenti la strage di Piazza della Loggia nel 1974. Più frequente è il ricorso alle location offerte dalla vasta provincia Brescia, in particolare l'arco alpino e il Lago di Garda. La prima volta di Brescia al cinema è nel filmato Brescia alle due del pom. sul Corso del Teatro, proiettato in città il 31 agosto 1899 al Teatro Guillaume (rinominato in seguito Teatro Sociale) in cui si vedono persone a passeggio sul corso di fronte al Teatro Grande.
Usando come ambientazione prevalente la città di Brescia sono stati girati:
- Brescia alle due del pom. sul Corso del Teatro: realizzato dal cineoperatore ambulante Antonio Vassallo nel 1889.[157][158]
- Il magnifico cornuto: film commedia in bianco e nero del 1964; diretto da Antonio Pietrangeli con Ugo Tognazzi, Claudia Cardinale e Gian Maria Volonté.
- La polizia sta a guardare: film poliziottesco del 1972; diretto da Roberto Infascelli con Enrico Maria Salerno, Lee J. Cobb, musiche di Stelvio Cipriani.
- La polizia chiede aiuto: film poliziottesco del 1974; diretto da Massimo Dallamano, prodotto da Roberto Infascelli con Giovanna Ralli, Claudio Cassinelli, Mario Adorf, Franco Fabrizi, musiche di Stelvio Cipriani.
- Uova di garofano: film drammatico del 1991; diretto da Silvano Agosti con Lou Castel.
- Brescia uccide: film indipendente del 2004, ispirato ai poliziotteschi degli anni settanta e ottanta, diretto da Matteo Saradini.
- Quando sei nato non puoi più nasconderti: film drammatico del 2005; diretto da Marco Tullio Giordana con Alessio Boni e Matteo Gadola nei panni del piccolo Sandro.
- Il Gallo di Ramperto: mediometraggio del 2010; diretto da Silvia Cascio e Vittorio Bedogna, musiche di Carlo Poddighe.
- La città del futuro: cortometraggio del 2013; diretto da Silvia Cascio, musiche di Carlo Poddighe.
- Un qualunque posto fuori o dentro di te, Radio Edit: videoclip del 2018, frutto di una riedizione del brano di Gatto Panceri; diretto da Fabio Arrighini e Mauro Cartapani.[161][162]
- Dieci: videoclip del singolo di Annalisa del 2021; diretto da Giacomo Triglia.

Alcuni scorci della città di Brescia compaiono anche in:
- Un certo giorno (1967) di Ermanno Olmi in cui il piazzale antistante la stazione ferroviaria di Brescia è luogo di incontro di amanti.
- Allonsanfàn (1973) dei fratelli Taviani con Marcello Mastroianni si vedono la scalinata del Broletto e il Ridotto del Teatro Grande in festa.
- Quella Trabant venuta dall'Est (1991) di Peter Timm.
- Sentirsidire (2011) del bresciano Giuseppe Lazzari, con un incipit panoramico che ci porta a guardare dall'alto Brescia Due, altre scene sono nel Parco Ducos e in piazzetta Vescovado.[163]
- Rosso Mille Miglia (2015) del regista bresciano Claudio Uberti.[164]
- A_Mors (2018) del regista bresciano Mauro Cartapani.[165][166]
- Una nuova Rosalba in città (2019): videoclip dell'omonimo brano di Arisa; diretto da Gaetano Morbioli.[167][168][169]
- Il cattivo poeta (2020) di Gianluca Jodice in cui si vedono Piazza della Vittoria e alcuni vicoli del centro.
- Ferrari (2023) di Michael Mann.[170]

#### Radio
- Radio Bresciasette
- Radio Classica bresciana (RCB), che si caratterizza per la programmazione giornaliera di solo musica classica;
- Radio Onda d'urto
- Radio Vera
- Radio Voce.

#### Stampa
Nel 1927 venne fondata la rivista mensile "Brescia", che nel 1935 mutò intestazione in "Arengo"; tra i fondatori Bruno Torquati.
Il quotidiano cittadino più letto nel territorio della provincia di Brescia è il Giornale di Brescia, grazie ad una diffusione di 33 652 copie.
Nato il 27 aprile 1945, dopo la seconda guerra mondiale, è edito dall'Editoriale Bresciana S.p.A., costituita due anni dopo la fondazione del giornale, nel 1947.
È stato primo organo di stampa del Comitato di Liberazione Nazionale, e secondo la descrizione fornita dalla direzione, l'obiettivo del quotidiano è quello di perseguire intenti di difesa dei valori della libertà e democrazia, favorire il progresso civile, culturale ed economico, ispirandosi a valori di tipo cristiano-cattolico.
Il Giornale si è sempre mosso nell'area del liberalismo cattolico, con un orientamento politico moderato.
Bresciaoggi, è il secondo quotidiano edito in città, e fa parte del Gruppo Athesis (che tra gli altri controlla i quotidiani L'Arena e Il Giornale di Vicenza), tramite la sub-holding Edizioni Brescia S.p.A. Il quotidiano si propone come organo di informazione e di opinione indipendente e libero, con l'obiettivo primario di riportare i principali avvenimenti di Brescia e Provincia. Il giornale si è distinto sin dalla sua nascita per le ampie e originali inchieste sui temi di maggiore attualità, consolidando lo stretto legame tre la realtà economica, culturale, sociale e storica di Brescia e della sua provincia.
Il Brescia è stato (dal 2006 al 2010) il terzo quotidiano, per ordine di importanza, della provincia di Brescia. È stato fondato dal Gruppo E-Polis di Cagliari. Particolarità de Il Brescia, come del resto dei quotidiani targati E Polis era la formula free pay: gran parte dei giornali stampati venivano diffusi gratis attraverso le reti distributive commerciali (esercizi commerciali e ipermercati) mentre una minima parte era in vendita in edicola. In seguito a una crisi economica le pubblicazioni di tutte le testate locali del gruppo sono state sospese nel luglio 2010. La società ha dichiarato fallimento nel gennaio 2011.
Dall'ottobre 2011 il Corriere della Sera ha inaugurato il Corriere della Sera Brescia con uscite dal martedì alla domenica in tutta la provincia.
Altri quotidiani da segnalare – dopo la chiusura delle edizioni bresciane dei giornali a diffusione free pay, ovvero City, InCittà, Leggo, Metro – sono quelli disponibili in versione on-line, tra cui: BresciaToday (edito da Citynews), Bsnews (fondato nel 2007), Qui Brescia (da non confondere con il cartaceo), Brescia2.it, PrimaBrescia.it, Vallesabbianews.
A Brescia è edito altresì il settimanale La Voce del Popolo.
Inoltre nella città hanno sede diverse case editrici, tra cui Editrice La Scuola, la Morcelliana e la Queriniana.

#### Televisione
- Brescia Telenord;
- È Live Brescia.TV, che sostituisce Brescia Punto TV;
- Retebrescia (RTB International);
- Telemarket;
- Teletutto.

Teletutto, Brescia Telenord, Radio Bresciasette e Radio Classica Bresciana appartengono allo stesso gruppo: l'Editoriale Bresciana.

### Teatro

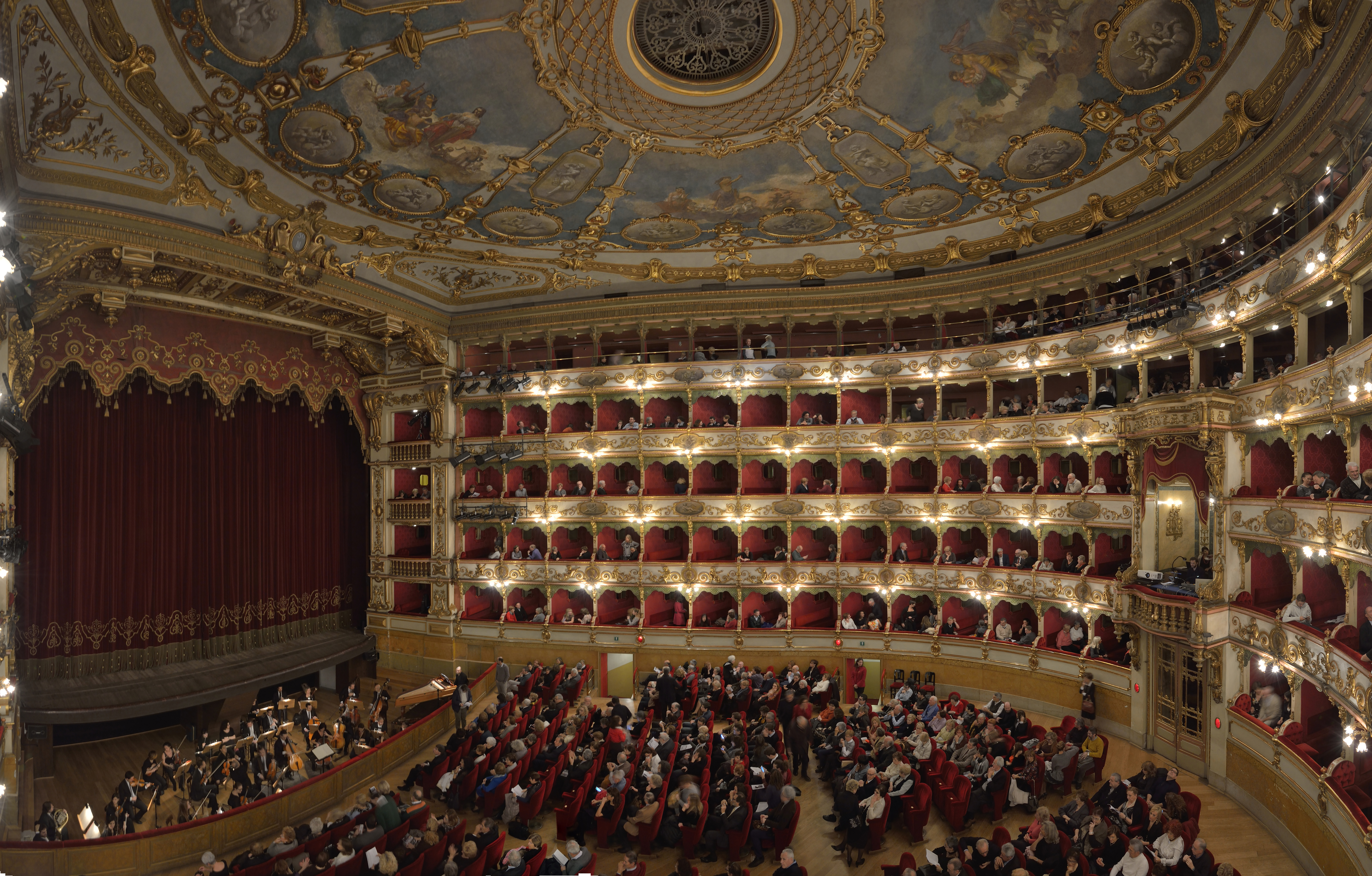
Il Teatro Grande

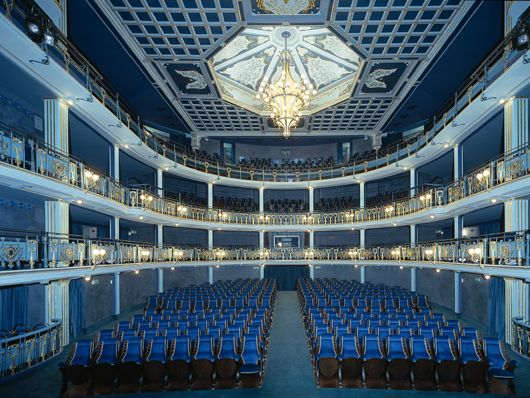
Il Teatro Sociale

I principali teatri della città sono:
- Teatro Grande
- Teatro Stabile di Brescia
- Teatro Chiesa di Santa Chiara
- Teatro Sociale
- Teatro Clerici

## Geografia antropica

### Urbanistica

Il centrale Corso Zanardelli

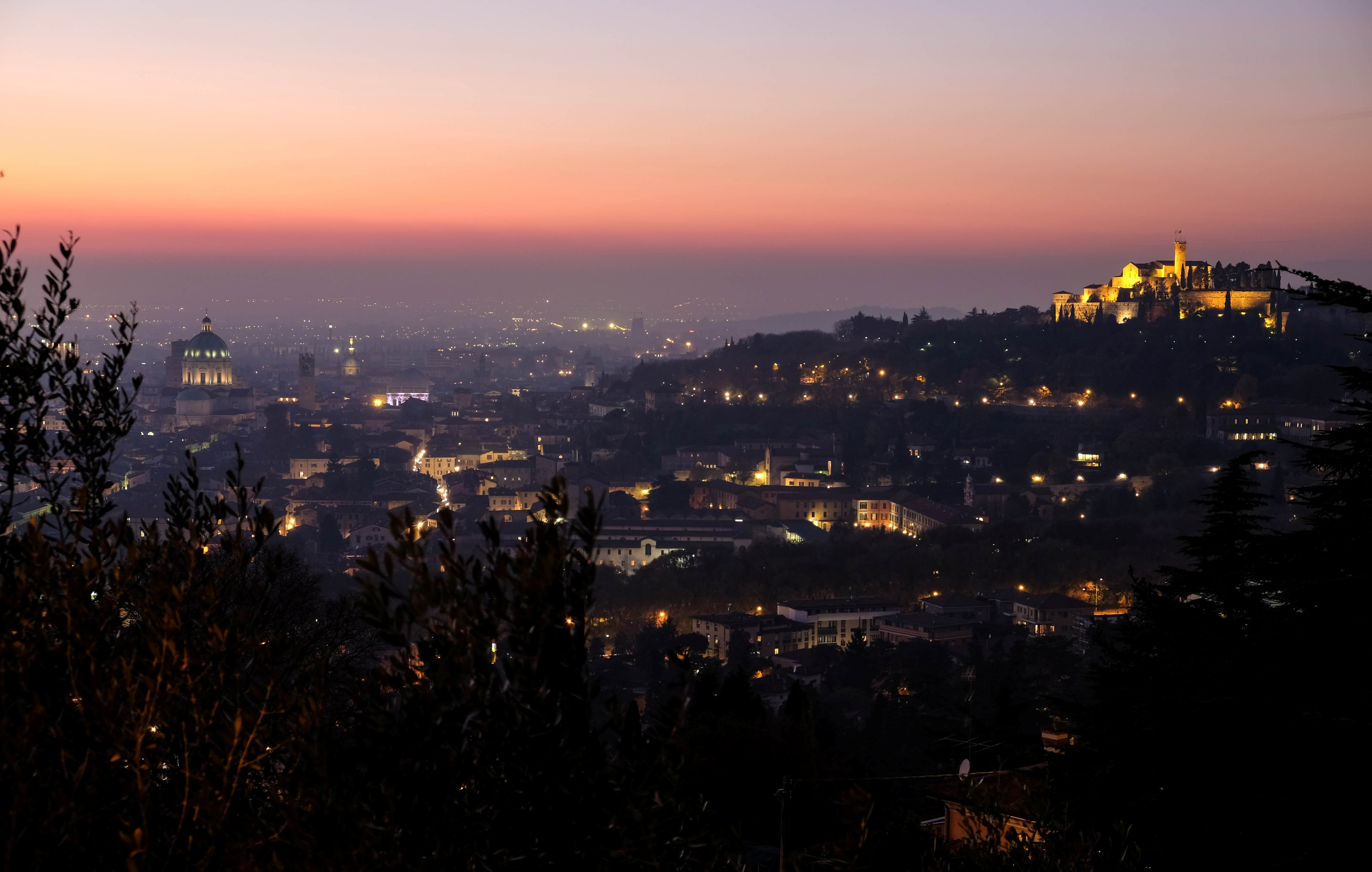
Vista del centro storico al tramonto

Recentemente è stato completato il quartiere di Sanpolino, costituito da edifici costruiti in edilizia residenziale convenzionata ed il Borgo Wührer – particolare idea di quartiere interamente vietato alle auto, dato che dispone di un parcheggio sotterraneo di due piani – destinato ad abitazioni, ad uffici e ad attività commerciali e che è stato ricavato sul terreno dell'antica fabbrica di birra Wührer.
Sono in atto in città altre grandi trasformazioni urbanistiche da nord a sud. Tra esse, c'è il Comparto Milano, riqualificazione della zona industriale costruita un tempo a ridosso del centro storico, che presenterà l'apertura di nuovi musei ed alberghi. All'interno del comparto è stato realizzato il centro commerciale Freccia Rossa, inaugurato il 22 aprile 2008 e ora in ampliamento, considerato il primo vero centro commerciale sul suolo cittadino, affiancato a partire dal 2013 dal grattacielo Skyline 18. Tuttavia, il Centro commerciale Frecciarossa ha chiuso nel 2023 ed è ora in grave stato di degrado.
La nascita di Borgo San Nazzaro, progetto di riqualificazione dell'antico comparto cittadino dei Magazzini Generali posto nei pressi del quartiere Don Bosco, firmato da Daniel Libeskind, che, teoricamente, avrebbe previsto la nascita di un polo abitativo all'avanguardia, avrebbe dovuto comprendere anche un grattacielo. Libeskind oltretutto era tra i progettisti della "Eb tower", la sede del gruppo Editoriale Bresciana che sarebbe dovuta sorgere in via Solferino, al posto della sede del Giornale di Brescia. Il progetto, tuttavia, è stato sospeso.
Nei progetti di riqualificazione delle zone industriali è compresa anche la Torre Fuksas, una torre di quattordici piani a tre blocchi che prende il nome dal suo progettista, Massimiliano Fuksas, e che fa parte del complesso denominato 28 Duca d'Aosta.
A questi progetti in via di sviluppo, o di ultimazione, si aggiungono anche le migliorie al Comparto Fiera, denominato Brixia Expo, e la realizzazione delle Tre Torri, visibili dalla tangenziale, e situate in via Labirinto.
Sono in atto inoltre progetti per la riqualificazione di alcune delle cinque caserme della città, il "Progetto Carmine", che prevede l'ammodernamento dello storico quartiere popolare del centro storico, e il "Progetto Da Marte a Martina", tavoli di progettazione partecipata per la riqualificazione delle aree militari dismesse come Campo Marte e la Polveriera di Mompiano.

#### Grattacieli di Brescia

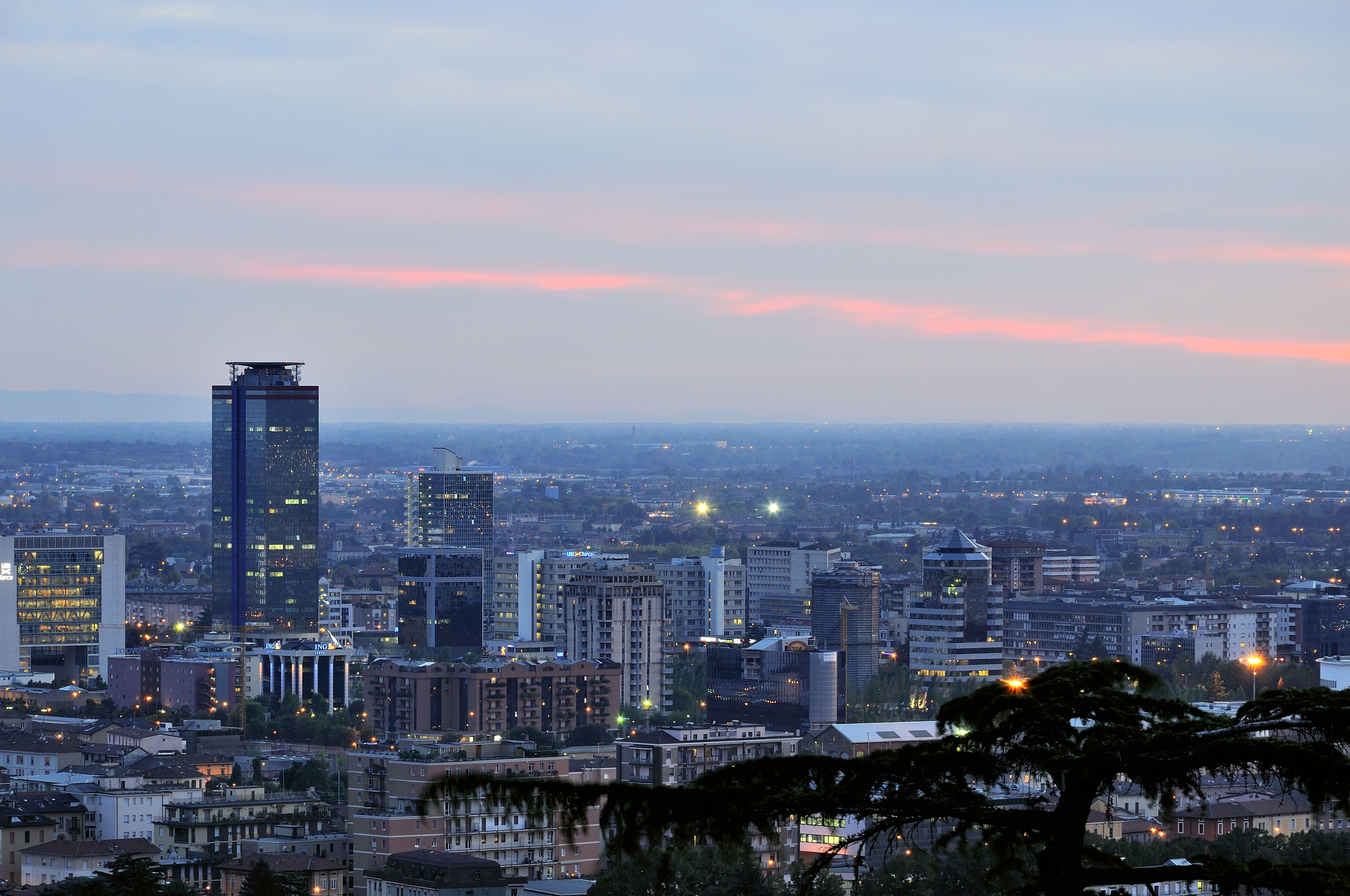
Il Crystal Palace e gli edifici di Bresciadue

Brescia presenta nella propria area comunale edifici di elevata altezza, tra cui ricordiamo:
1. Crystal Palace, costruito nel 1990, alto 110 m
2. CAP Tower, costruito nel 1993, alto 82 m
3. Skyline 18, costruito nel 2013, alto 80 m
4. Tre Torri, costruite tra il 2004 e il 2006, alte 75 m
5. Futura, costruita nel 2010, alta 70 m
6. Torre Cimabue, costruita nel 1985, alta 63 m
7. Torre Tintoretto, costruita nel 1985, alta 63 m (demolita nel 2022)
8. Torre Fuksas, costruita nel 2011, alta 60 m
9. Torre Kennedy, costruita nel 2002, alta 57 m
10. Torrione INA, costruito nel 1932, alto 57 m. Progettato da Marcello Piacentini, è il primo grattacielo costruito in Italia.[57]

## Economia
L'economia cittadina si divide tra industria, commercio, artigianato, servizi, agricoltura e turismo.
Come gran parte dell'economia del nord Italia, il complesso bresciano è costituito soprattutto da piccole-medie imprese, con la presenza di grandi industrie, che vanno dal settore alimentare a quello metalmeccanico.

### Agricoltura

Il vigneto Pusterla visto dal castello

La viticoltura è considerata il comparto agricolo più importante del sistema agroalimentare bresciano.
Il territorio comunale di Brescia rientra nella zona di produzione di diversi vini: una tipologia a denominazione di origine controllata e garantita, ovvero il Franciacorta, tre vini DOC (Botticino, Cellatica e Curtefranca) e un vino IGT (Ronchi di Brescia).
Inoltre, nel centro storico della città, lungo il versante settentrionale del Colle Cidneo, si estende il vigneto urbano più grande d'Europa, chiamato Vigneto Pusterla, caratterizzato dalla coltivazione dell'Invernenga, vitigno autoctono a bacca bianca presente a Brescia fin dall'epoca romana.
Proprio a Brescia sorge uno dei più stimati istituti del nord Italia: l'Istituto tecnico agrario statale Pastori che indirizza numerosi studenti all'attività agricola con il diploma di Perito agrario.

### Industria
La Confindustria locale, l'Associazione Industriale Bresciana (AIB), è stata la prima associazione industriale fondata in Italia il 14 aprile 1897.
Secondo lo studio sulle province UE a maggiore vocazione produttiva commissionato da Fondazione Edison e Confindustria nell'anno 2016, Brescia risulta essere la prima provincia Europea per valore aggiunto dall'industria, un valore corrispondente a più di 10 miliardi di euro. A Brescia, sempre secondo questo studio, più del 30% degli occupati risulta essere concentrato nel settore industriale.
Importante è la produzione di mezzi di trasporto, una su tutte l'OM, che ha sede sul territorio cittadino e produce i camion Iveco.
Degna di nota è la fabbrica di birra più antica d'Italia, la Wührer.

### Servizi
Negli ultimi quaranta anni è aumentata l'importanza dei settori bancario, commerciale e della comunicazione. Tra le aziende cittadine più quotate vi è il gruppo A2A (frutto della fusione tra ASM Brescia, AEM Milano ed AMSA) e la Centrale del latte di Brescia, controllata dall'amministrazione cittadina.
Vi sono anche le filiali di banche ed attività finanziarie. Negli ultimi anni, a seguito del processo di aggregazione bancaria, la città ha perso la sede delle sue due principali banche: Bipop-Carire, parte del gruppo Unicredit, e Banca Lombarda, quest'ultima fusasi con la bergamasca Banche Popolari Unite per formare il gruppo UBI Banca, quarto gruppo bancario d'Italia, con numerose sedi di divisione nella città (fonte dati Il Sole 24 ore, Banca d'Italia), gruppo bancario che è poi stato fuso in Intesa SanPaolo. Il gruppo bancario più grande è attualmente Banca Valsabbina. Tra i finanzieri più importanti vanno ricordati Giovanni Bazoli (presidente di Intesa SanPaolo), ed Emilio Gnutti, Romain Zaleski e Giuseppe Camadini.
Settore sempre in via di sviluppo è quello della ristorazione, che a Brescia presenta 917 bar e 719 ristoranti, che garantiscono un servizio turistico di tipo eno-gastronomico di tutto rispetto.

#### Termovalorizzatore

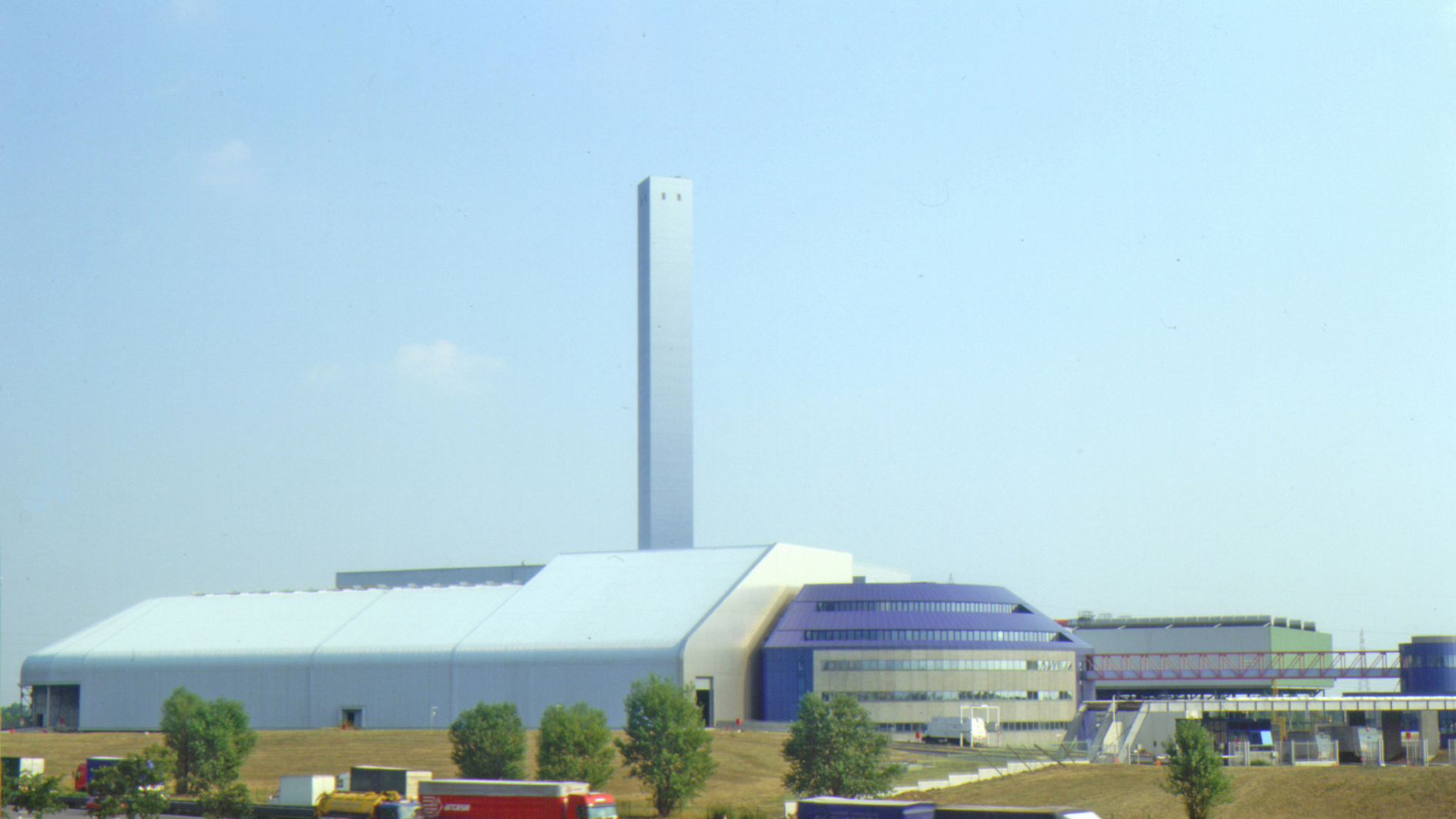
Termovalorizzatore di Brescia

A sud della città è in funzione il più grande inceneritore d'Europa, realizzato e gestito dalla società A2A, che ha coniato per questa macchina il nome termovalorizzatore. Esso è composto da tre unità di combustione, due alimentate con rifiuti e una con le cosiddette «biomasse», un termine il cui uso è però contestato dagli ambientalisti. Grazie alla rete del teleriscaldamento è possibile produrre non solo energia elettrica ma anche recuperare energia termica in quantità rilevanti, convogliando il calore prodotto nella rete del teleriscaldamento, fino alle abitazioni dei singoli utenti.
La città, infatti, è stata la prima in Italia a dotarsi, nel 1972, della rete di teleriscaldamento.

### Turismo

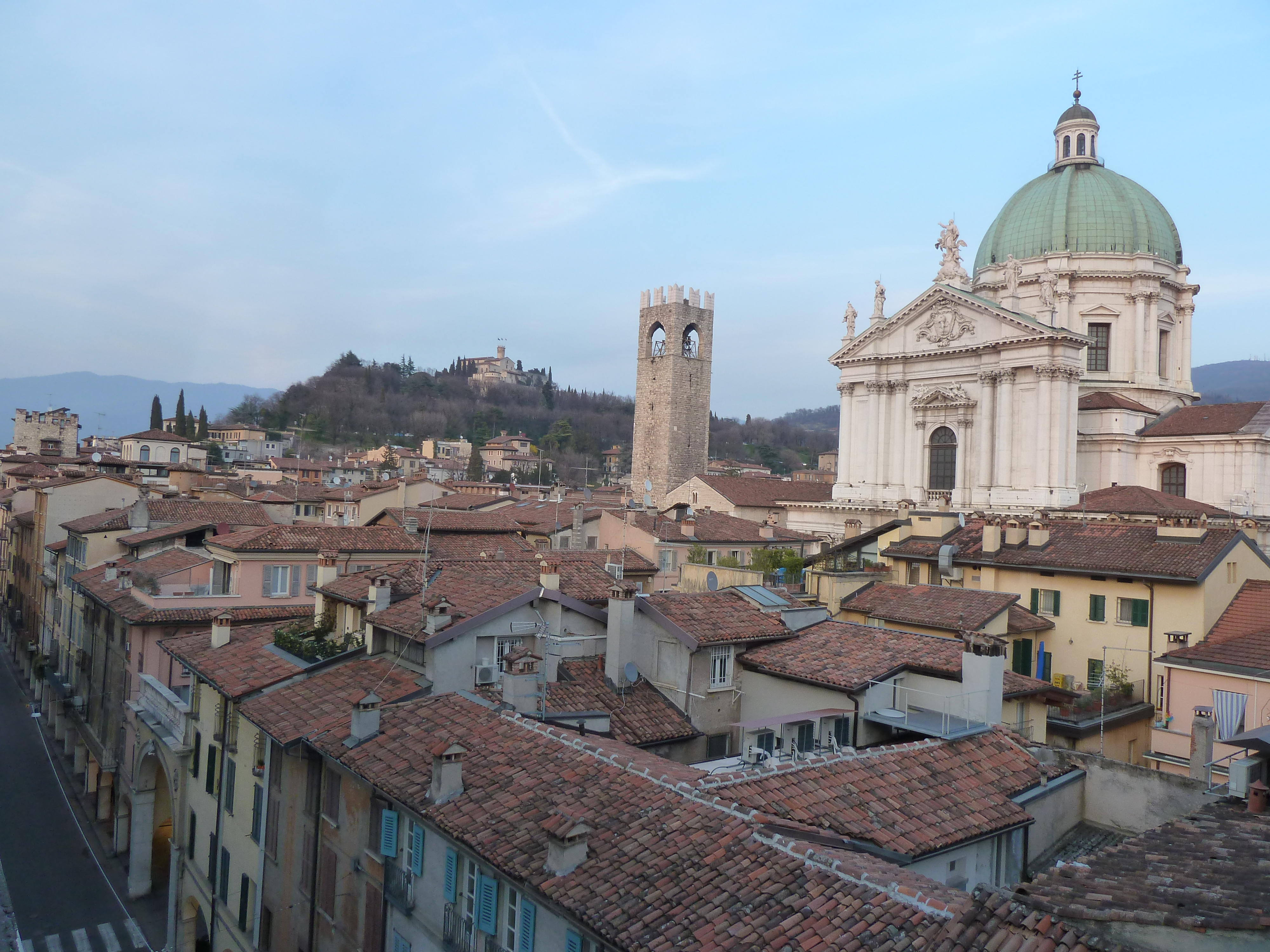
Veduta del centro storico

Il settore turistico sta diventando sempre più importante per l'economia cittadina. Brescia negli ultimi anni ha infatti accresciuto la propria attrattività turistica, grazie alla sua recente iscrizione nella lista dei Patrimoni dell'umanità e alla vicinanza con i laghi di Garda e d'Iseo, che distano non più di 30 km. In 10 anni il numero di visitatori è aumentato del 72%, passando da 146 171 nel 2005 a 251 232 nel 2015.
Tra le principali attrazioni di Brescia possiamo ricordare: il museo di Santa Giulia e le mostre ed iniziative da esso proposte, la zona archeologica del foro romano con il Capitolium e il castello di Brescia, oltre che la rinnovata pinacoteca Tosio Martinengo. Altri punti di interesse artistico-culturale della città sono le quattro piazze principali di Brescia – piazza Paolo VI di epoca medievale, con il duomo vecchio e il duomo nuovo, la rinascimentale piazza della Loggia, la piazza del Mercato e la razionalista piazza della Vittoria, inaugurata da Benito Mussolini e sormontata dal Torrione INA, considerato il primo grattacielo d'Europa costruito in cemento armato – collegate tra loro da portici, gallerie coperte e passaggi pedonali. Durante l'anno si svolgono diverse manifestazioni organizzate dalle varie associazioni del territorio (come, ad esempio, la Mille Miglia), che richiamano visitatori da fuori città.

## Infrastrutture e trasporti

### Strade

#### Autostrade

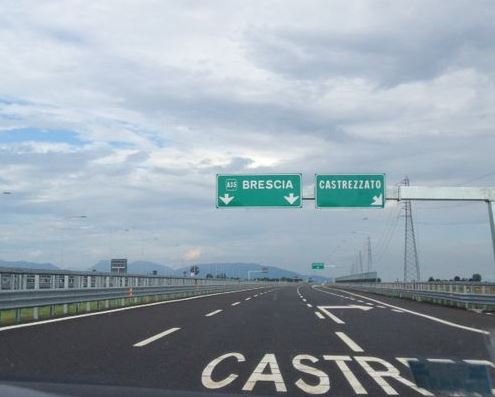
La BreBeMi, che collega Brescia a Milano

La città è attraversata dall'Autostrada A4, che la collega a Torino, Milano, Bergamo, Verona, Vicenza, Padova, Venezia e Trieste, ed è punto terminale dell'Autostrada A21, che la collega a Cremona, Piacenza e nuovamente Torino con un percorso più meridionale rispetto all'A4.
- Autostrada A4 Torino – Trieste – Strada europea: E55 – E64 – E70. (Caselli di Brescia Ovest, Brescia Centro e Brescia Est)
- Autostrada A21 Torino – Brescia – Strada europea: E70. (Caselli di Brescia Centro e Brescia Sud nonché il relativo raccordo corda molle)
- Autostrada A35 BreBeMi, aperta nel luglio 2014, che collega direttamente Brescia a Milano attraverso la A58 - TEEM. Da luglio 2014 a novembre 2017 la A35 (che prima prendeva avvio sulla SP19 nei pressi di Travagliato) era collegata alla tangenziale sud di Brescia tramite un raccordo gestito da Brebemi spa. Ora la A35 comincia nei pressi del "seppiolone", alla barriera di Castegnato (in uscita dalla A4), a ovest di Antezzate.

#### Tangenziali

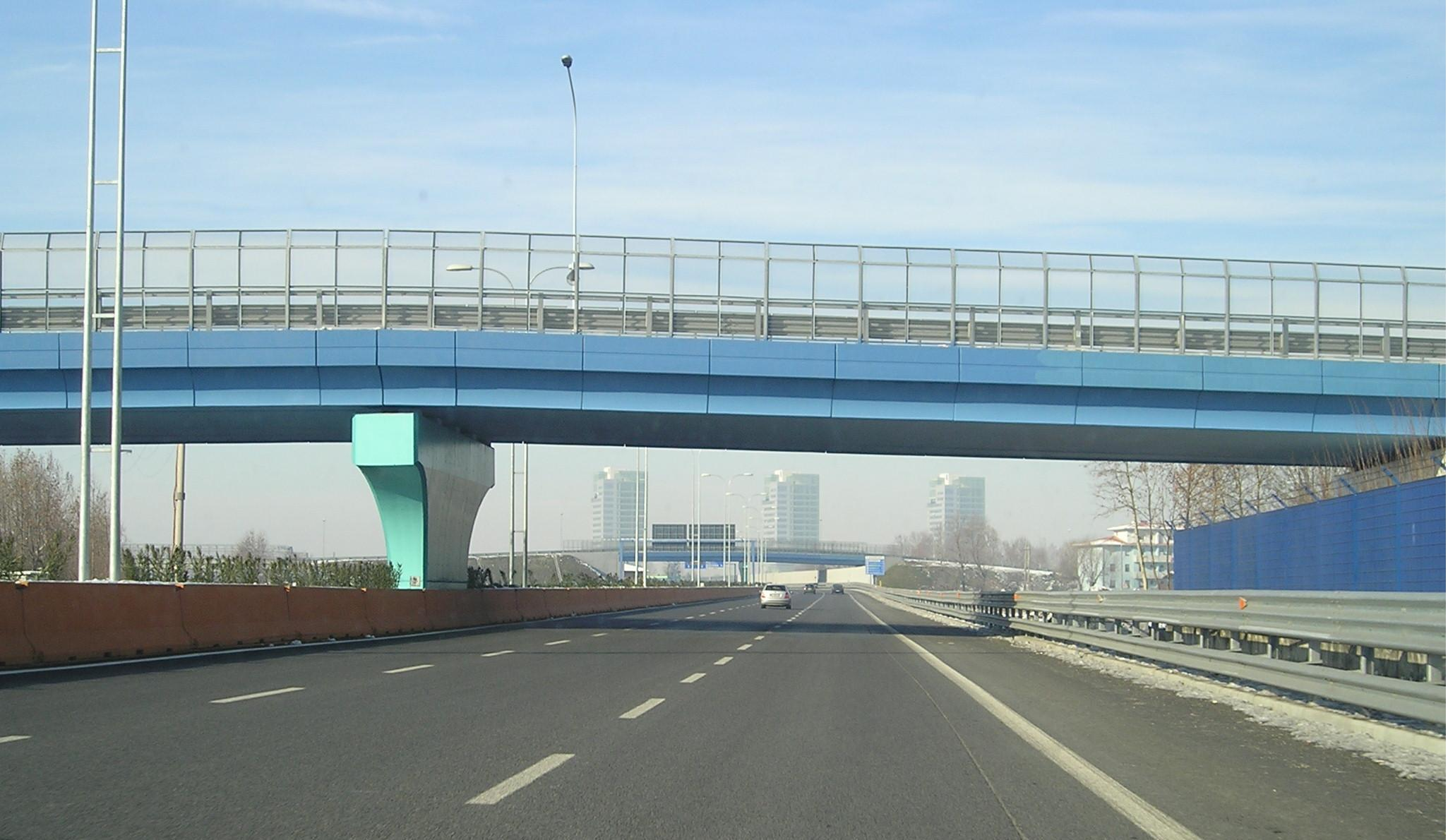
La Tangenziale Sud di Brescia

La città di Brescia è dotata di un sistema di tangenziali:
- la Tangenziale Sud, o tangenziale Alcide De Gasperi è la variante della ex Strada statale 11 Padana superiore, ora gestita dalla provincia, che aggira il centro abitato a meridione;
- la Tangenziale Ovest è una strada comunale, classificata come urbana, che aggira l'abitato a occidente.

Quest'ultima, unita ad un tratto di via Oberdan e alla Tangenziale Montelungo, permette al traffico proveniente dalla Val Trompia (ex Strada statale 345 delle Tre Valli e via Triumplina) e diretto alle autostrade A4 e A21 di evitare il passaggio all'interno dei quartieri settentrionali e occidentali della città. Il precedente raccordo verso l'autostrada A35, aperto nel luglio 2014 all'estremo ovest della tangenziale sud (ovvero quando cambia da SPBS 11 a SPBS 510), da novembre 2017 non esiste più in quanto ora la A35 comincia proprio nei pressi: dal "seppiolone" si stacca un brevissimo raccordo che porta alla vicina barriera A35.

#### Strade statali e regionali
La città è attraversata da numerose strade statali, che in base alla riforma del Codice della Strada del 1998 sono state riclassificate come regionali e affidate dalla Regione Lombardia all'amministrazione provinciale.
La Strada statale 11 Padana Superiore che collega Torino e Venezia è conosciuta, nel tratto cittadino, come Tangenziale Sud di Brescia.
Era punto di partenza della Strada statale 510 Sebina Orientale, che collega Brescia alla Val Camonica, più precisamente a Darfo Boario Terme, della 235 di Orzinuovi, che collega Brescia e Pavia, della 236 Goitese, asse Brescia-Mantova, della 237 del Caffaro, arteria di congiunzione tra il capoluogo lombardo e la provincia di Trento, della Strada statale 45 bis Gardesana Occidentale che collega Brescia con il Lago di Garda e con la Provincia di Trento e della 345 delle Tre Valli, terminante a Breno.
- Strada statale 11 Padana Superiore
- Strada statale 510 Sebina Orientale
- Strada statale 235 di Orzinuovi
- Strada statale 45 bis Gardesana Occidentale
- Strada statale 345 delle Tre Valli

### Ferrovie e tranvie

La stazione di Brescia

La stazione di Brescia fu aperta al servizio pubblico il 24 aprile 1854 assieme alla ferrovia Milano-Venezia, prima linea in esercizio nella provincia. È anche capolinea delle ferrovie per Iseo ed Edolo, Bergamo, Cremona e Parma. Da dicembre 2018 è in funzione anche la linea ad alta velocità proveniente da Treviglio.
Sulla ferrovia per Edolo si trovano altri tre impianti:
- la stazione di Brescia Borgo San Giovanni, presso il quartiere di Fiumicello;
- la fermata di Brescia Violino, tra i quartieri del Villaggio Violino e Villaggio Badia;
- la fermata della Mandolossa, a servizio dell'omonima frazione e priva di servizio viaggiatori dal 2008.

Nel quartiere di Chiesanuova si trova lo scalo merci a piccola velocità di Brescia Scalo.
In passato, la città fu servita da una rete di tranvie extraurbane:
- tranvia Brescia-Cellatica-Gussago
- tranvia Brescia-Gardone Val Trompia
- tranvia Brescia-Mantova-Ostiglia
- tranvia Brescia-Ostiano
- tranvia Brescia-Salò-Gargnano e diramazione Tormini-Vestone-Idro
- tranvia Brescia-Soncino

### Aeroporti
A circa 15 km dal centro della città si trova l'aeroporto di Brescia-Montichiari, dedicato a Gabriele D'Annunzio e per la maggior parte proprietà dell'ente di gestione del Valerio Catullo nel veronese.
La doppia denominazione Brescia-Montichiari è dovuta proprio alla vicinanza che questa aerostazione ha con il centro della città, pur mantenendosi in territorio della provincia.
A pochi chilometri dall'aeroporto di Brescia-Montichiari si trova l'aeroporto militare di Ghedi intitolato a Luigi Olivari.

### Mobilità urbana

#### Metropolitana

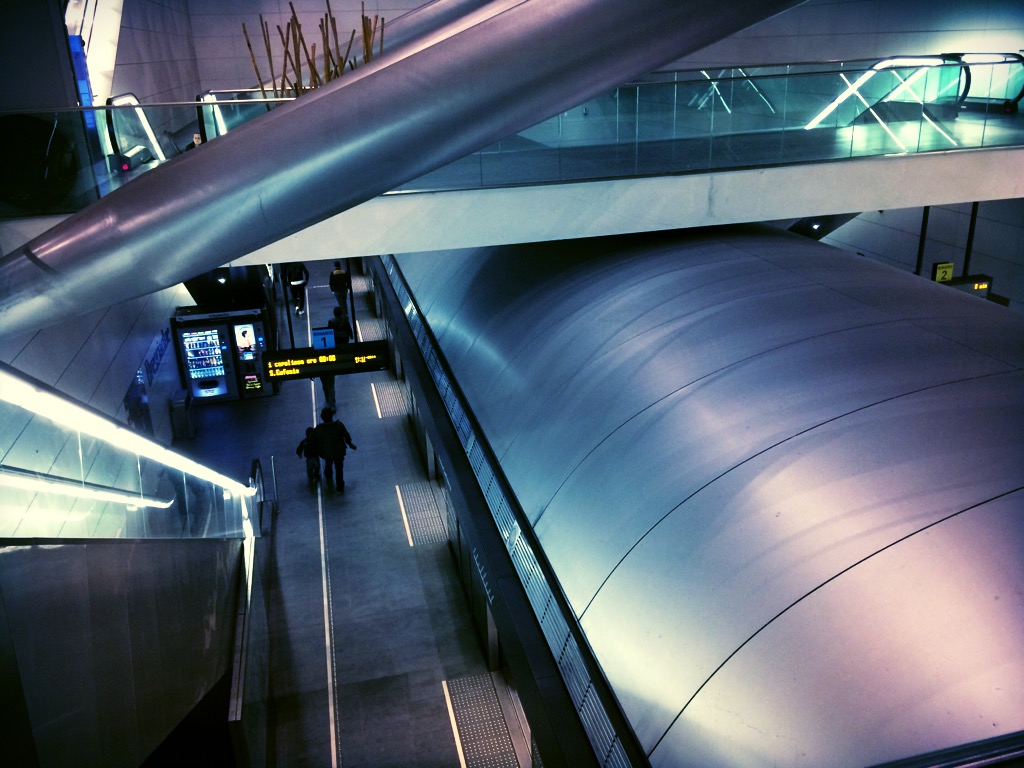
Tipica stazione della Metropolitana di Brescia.

Brescia è servita da una linea di metropolitana leggera che collega i quartieri nord a quelli della zona sud-est, passando per il centro storico.
La lunghezza complessiva della tratta funzionale, tra le stazioni capolinea Prealpino e Sant'Eufemia, è di 13,7 km, di cui:
- 6 km in galleria profonda, scavata con scudo meccanizzato (TBM), nella parte centrale del tracciato;
- 4,7 km in trincea coperta;
- 1,3 km a raso;
- 1,7 km in viadotto sopraelevato.

#### Autolinee

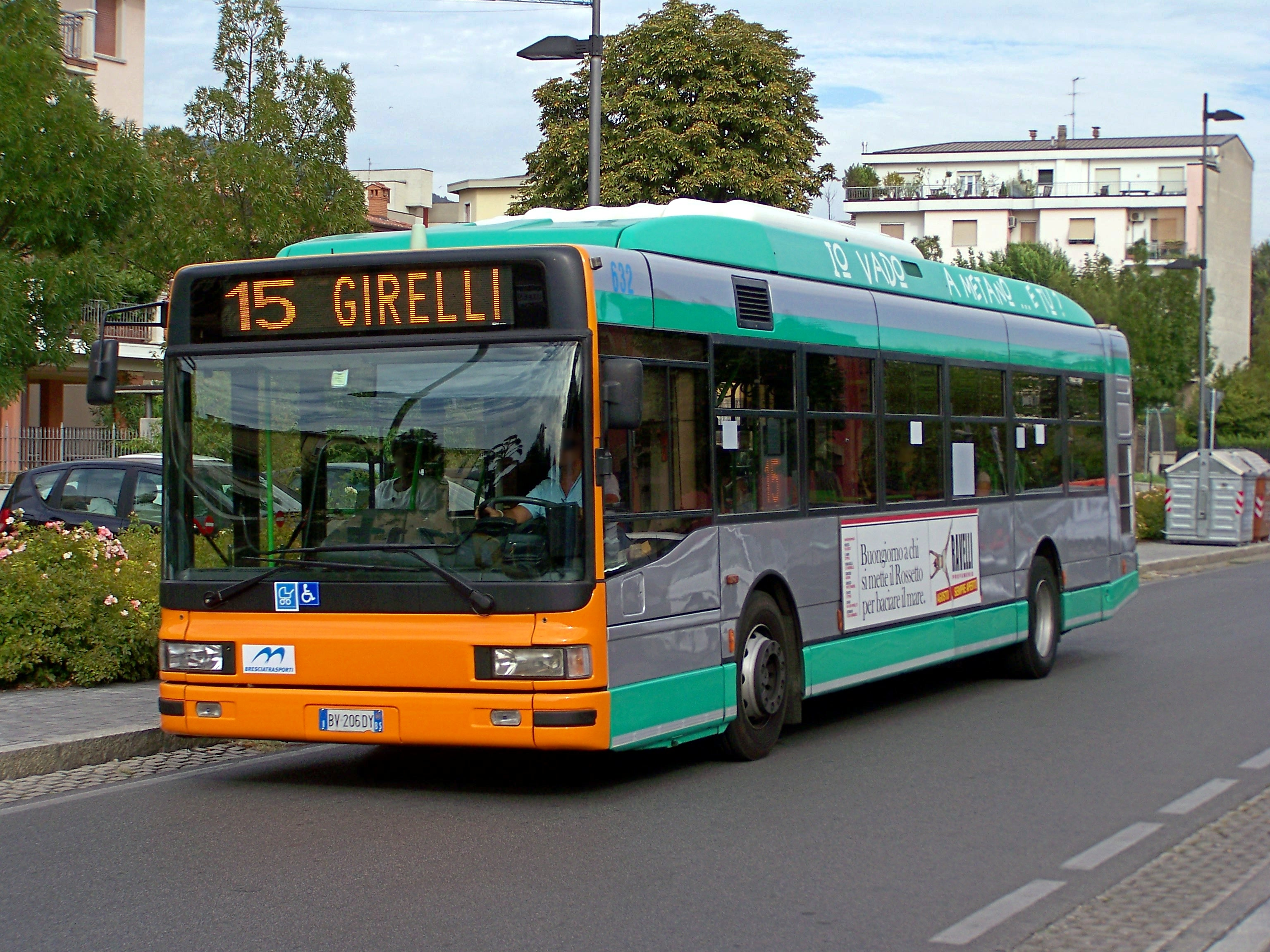
Iveco Cityclass di Brescia Trasporti.

La città è dotata anche di una rete di trasporti pubblici automobilistici composta da sedici autolinee a servizio anche dei quattordici comuni dell'hinterland cittadino per un bacino d'utenza di 360 000 abitanti. Nel 2019, il numero di viaggiatori annuo è stato pari a 39,5 milioni. Dal 2004, il servizio è svolto da un'ATI composta da Brescia Trasporti e da Arriva Italia che si è aggiudicata la gara indetta dall'amministrazione comunale.
Brescia ebbe anche una rete tranviaria urbana, funzionante dal 1882 al 1949, e una filoviaria, operativa tra il 1936 e il 1967.
La mobilità verso la provincia è garantita da due consorzi di trasporti automobilistici extraurbani:
- Trasporti Brescia Nord serve la zona della Val Sabbia, della Val Trompia e del Lago di Garda ed è composto da SIA Autoservizi, SAIA Trasporti, Brescia Trasporti e ATV[218];
- Trasporti Brescia Sud serve la zona della Bassa Bresciana, della Franciacorta e Iseo; è composto da SAIA Trasporti, SIA Autoservizi e APAM Esercizio Spa.[218]

Inoltre, il collegamento con la zona del Lago d'Iseo e con la Val Camonica è servito dalla società Ferrovie Nord Milano Autoservizi in regime di proroga provvisoria della concessione precedente.

## Amministrazione
Dal 20 maggio 2023 Laura Castelletti è ufficialmente sindaco di Brescia avendo prestato giuramento e insediandosi dopo aver vinto le elezioni il 15 maggio 2023 con una coalizione di centro-sinistra sostenuta da diverse liste civica e dal Partito Democratico, Azione-Italia Viva e Sinistra Italiana.

### Circoscrizioni e Quartieri

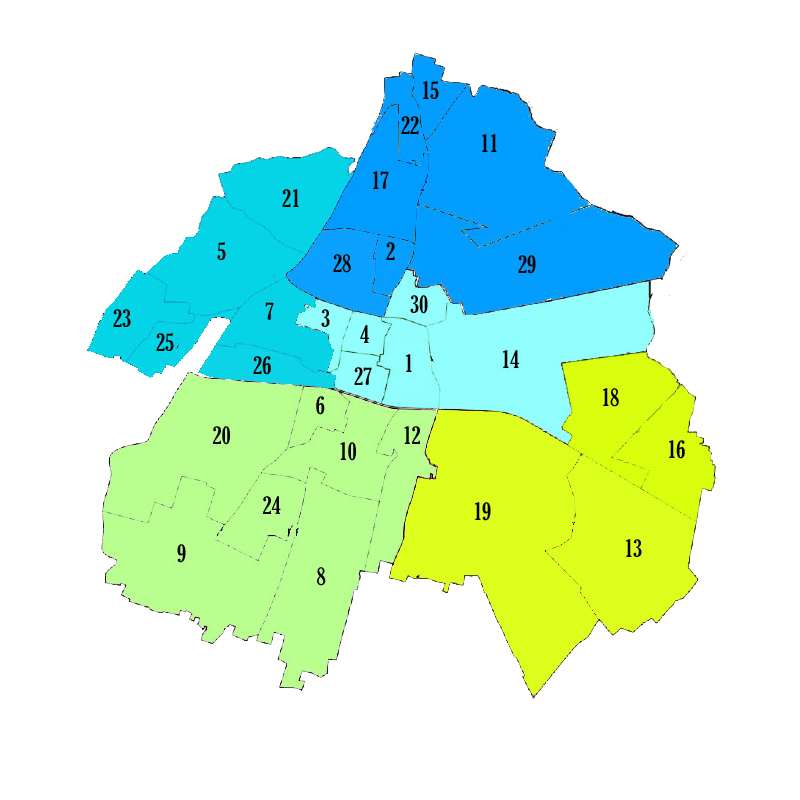
Le circoscrizioni di Brescia (2007-2013)

Recependo la legge 278/1976, nell'aprile del 1977 il Comune fu riorganizzato in nove circoscrizioni, mentre i quartieri vennero mantenuti come sottodivisioni con finalità puramente statistiche. I primi consigli di circoscrizione furono nominati dal Consiglio comunale e rimasero in carica fino alle amministrative del 1980, quando i nuovi furono eletti direttamente dai cittadini.
Nel 2007, la Giunta Corsini decise di ridurre il numero delle circoscrizioni portandole a cinque, con le seguenti denominazioni: Nord, Centro, Est, Ovest e Sud.
Con le modifiche apportate dalla legge 42/2010, il Comune di Brescia fu costretto a sopprimere le circoscrizioni. I cinque consigli circoscrizionali, eletti nel 2008, rimasero in funzione fino alla naturale scadenza del Consiglio comunale, avvenuta nel giugno 2013.
Per non privare la città di una forma di governo di prossimità, nell'ottobre 2013 la Giunta Del Bono manifestò l'intenzione di voler restituire alcune funzionalità ai quartieri dotandoli di consigli, eletti dai cittadini, e di assemblee a partecipazione diretta. Nel luglio 2014 il Consiglio comunale votò a favore della proposta ed attuò alcune rettifiche di confine. In quell'occasione fu soppresso il quartiere di San Polo che venne sostituito da quattro nuovi quartieri: San Polo Case, San Polo Cimabue, San Polo Parco e Sanpolino. A fini statistici, i 33 quartieri sono stati radunati in cinque Zone che riprendono la precedente suddivisione delle cinque circoscrizioni.
A partire dal dicembre 2014 ognuno dei 33 quartieri della città è rappresentato da un consiglio di quartiere eletto direttamente dai cittadini che resta in carica cinque anni con funzioni consultive nell'interlocuzione con la Giunta comunale.
Di seguito il prospetto dei quartieri e delle circoscrizioni di Brescia (2007-2013):

Piazzale Arnaldo, situato nel centro storico cittadino

Sant’Eufemia, quartiere periferico della città

| Nord                     | Ovest                  | Centro                  | Est               | Sud                      |
| Mompiano (11)            | Chiusure (5)           | Brescia Antica (1)      | Caionvico (16)    | Fornaci (9)              |
| Villaggio Prealpino (15) | Fiumicello (7)         | Porta Milano (3)        | Sant'Eufemia (18) | Chiesanuova (20)         |
| San Rocchino (29)        | Primo Maggio (26)      | Centro Storico Nord (4) | Buffalora (13)    | Villaggio Sereno (24)    |
| Borgo Trento (2)         | Urago Mella (21)       | Porta Venezia (14)      | San Polo (19)     | Don Bosco (6)            |
| San Bartolomeo (17)      | Villaggio Badia (23)   | Centro Storico Sud (27) |                   | Folzano (8)              |
| Sant'Eustacchio (28)     | Villaggio Violino (25) | Crocifissa di Rosa (30) |                   | Lamarmora (10)           |
| Casazza (22)             |                        |                         |                   | Porta Cremona-Volta (12) |

### Consolati
Brescia è sede dei seguenti consolati onorari:
- Albania
- Ghana
- Malta[227]
- Moldavia[228]
- Romania

### Gemellaggi
Brescia è gemellata con:
- Bouaké, dal 1966[229][230][231]
- Maringá, dal 1970[232]
- Darmstadt, dal 1991
- Shenzhen, dal 1991[233]
- Kaunas, dal 2002[234]
- Logroño, dal 2006
- Betlemme, dal 2007[235]
- Biancavilla, dal 2008[236]
- Pescara, dal 2010
- Troyes, dal 2016[237]
- Toluca[238]

## Sport

### Atletica

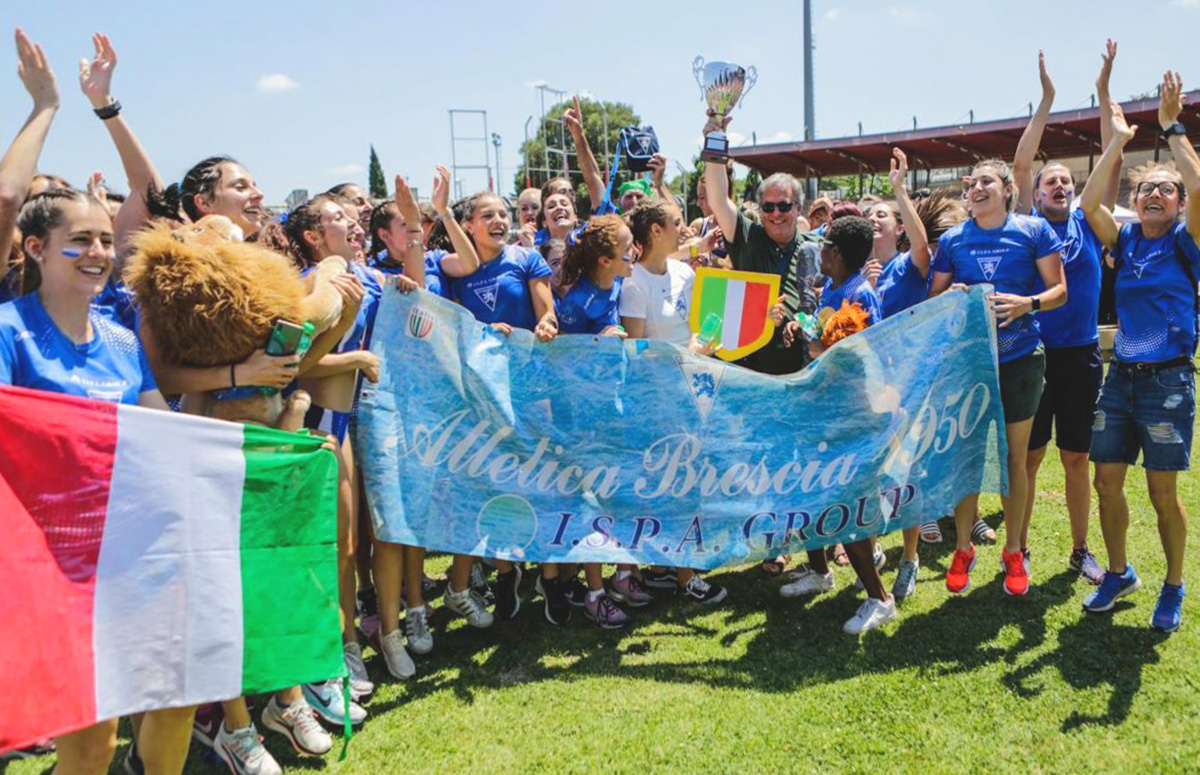
Atletica Brescia 1950 - campione d'Italia 2019

Ha sede nel comune la società di atletica femminile Atletica Brescia 1950. Nel 1988 la società fu premiata con la Stella d’argento al merito sportivo del C.O.N.I., ha vinto più volte i campionati italiani in numerose categorie.
In città si contano altre società di atletica leggera come il CSSR San Rocchino, la Brixia atletica 2014 e il CUS Brescia. in Città ha sede il comitato provinciale della FIDAL (Federazione Italiana di Atletica Leggera).
A Brescia Sara Simeoni nel 1978 stabilì il record mondiale di salto in alto con 2 metri e un centimetro.

### Calcio

Una formazione del nella stagione 1966-67

Ha avuto sede legale in città, per 114 anni, la società Brescia Calcio, sciolta alla conclusione della stagione agonistica 2024-25. A seguito dello scioglimento del Brescia, la squadra di calcio cittadina è diventata l'Union Brescia, fondata grazie al trasferimento della Feralpisalò nella città di Brescia.
A Capriolo ha sede la società Brescia Calcio Femminile, laureatasi campione d'Italia nelle stagioni 2013-2014 e 2015-2016. Il Brescia ha ceduto il proprio titolo sportivo per la partecipazione al campionato di Serie A 2018-2019 al neonato Milan, sezione femminile dell'A.C. Milan.

### Ciclismo
Giro d'Italia

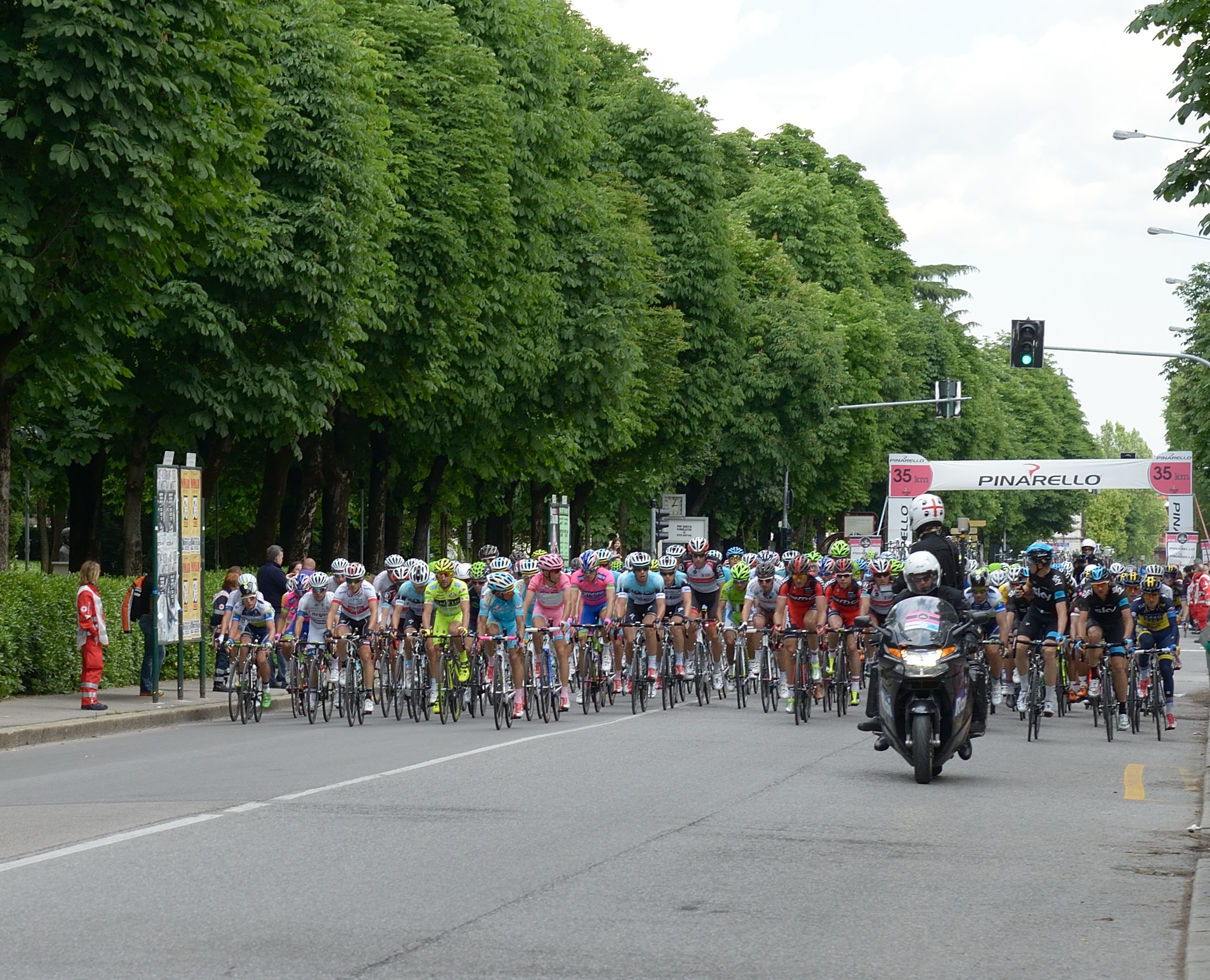
L'arrivo finale del Giro d'Italia 2013 a Brescia

Brescia è stata sede della cosiddetta "Grande Partenza" del Giro d'Italia nell'edizione del 1983, con il via ufficiale della corsa dato il 13 maggio da via Vittorio Emanuele II alla volta di Mantova, dove si concluse la prima tappa con la vittoria dello svedese Tommy Prim.
È stata sede di arrivo finale del Giro d'Italia nell'edizione del 2013, con il traguardo del 26 maggio posto sul piazzale Garibaldi, dove si concluse l'ultima tappa (proveniente da Riese Pio X) con la vittoria del britannico Mark Cavendish e successo finale di Vincenzo Nibali.
In totale, la città è stata sede di tappa della "Corsa Rosa" in trentasei occasioni (diciotto partenze e diciotto arrivi). Pertanto, Brescia si colloca al tredicesimo posto nella classifica delle sedi di tappa più ricorrenti nella storia della corsa.
Brescia è stata negli anni città di arrivo delle seguenti tappe del Giro d'Italia:
| Anno | Tappa | Partenza               | km  | Vincitore di tappa  | Maglia rosa          |
| ---- | ----- | ---------------------- | --- | ------------------- | -------------------- |
| 1930 | 14ª   | Asiago                 | 186 | Leonida Frascarelli | Luigi Marchisio      |
| 1947 | 17ª   | Trento                 | 114 | Adolfo Leoni        | Fausto Coppi         |
| 1948 | 18ª   | Trento                 | 239 | Elio Bertocchi      | Fiorenzo Magni       |
| 1950 | 7ª    | Locarno (CHE)          | 293 | Luciano Maggini     | Alfredo Martini      |
| 1951 | 14ª   | Bologna                | 220 | Adolfo Leoni        | Rik Van Steenbergen  |
| 1954 | 14ª   | Torino                 | 240 | Annibale Brasola    | Carlo Clerici        |
| 1964 | 2ª    | Riva del Garda         | 146 | Michele Dancelli    | Michele Dancelli     |
| 1965 | 21ª   | Bormio                 | 179 | Franco Bitossi      | Vittorio Adorni      |
| 1966 | 15ª   | Arona                  | 196 | Julio Jiménez       | Gianni Motta         |
| 1968 | 8ª    | San Giorgio Piacentino | 225 | Eddy Merckx         | Michele Dancelli     |
| 1969 | 1ª    | Garda                  | 142 | Giancarlo Polidori  | Giancarlo Polidori   |
| 1991 | 19ª   | Castelfranco Veneto    | 185 | Gianni Bugno        | Franco Chioccioli    |
| 2000 | 15ª   | Bormio                 | 180 | Biagio Conte        | Francesco Casagrande |
| 2002 | 18ª   | Rovereto               | 145 | Mario Cipollini     | Paolo Savoldelli     |
| 2006 | 15ª   | Mergozzo               | 182 | Paolo Bettini       | Ivan Basso           |
| 2010 | 18ª   | Levico Terme           | 156 | André Greipel       | David Arroyo         |
| 2013 | 21ª   | Riese Pio X            | 206 | Mark Cavendish      | Vincenzo Nibali      |

È stata inoltre sede di partenza delle seguenti tappe del Giro d'Italia:
| Anno | Tappa | Arrivo                         | km  | Vincitore di tappa  | Maglia rosa          |
| ---- | ----- | ------------------------------ | --- | ------------------- | -------------------- |
| 1930 | 15ª   | Milano                         | 280 | Michele Mara        | Luigi Marchisio      |
| 1947 | 18ª   | Lugano (CHE)                   | 180 | Giulio Bresci       | Fausto Coppi         |
| 1948 | 19ª   | Milano                         | 231 | Fiorenzo Magni      | Fiorenzo Magni       |
| 1950 | 8ª    | Vicenza                        | 214 | Hugo Koblet         | Hugo Koblet          |
| 1951 | 15ª   | Venezia                        | 188 | Rik Van Steenbergen | Rik Van Steenbergen  |
| 1964 | 3ª    | San Pellegrino Terme           | 193 | Franco Bitossi      | Enzo Moser           |
| 1965 | 22ª   | Firenze                        | 295 | René Binggeli       | Vittorio Adorni      |
| 1966 | 16ª   | Bezzecca                       | 143 | Franco Bitossi      | Gianni Motta         |
| 1968 | 9ª    | Lido di San Cristoforo al Lago | 210 | Julio Jiménez       | Michele Dancelli     |
| 1969 | 2ª    | Mirandola                      | 180 | Davide Boifava      | Davide Boifava       |
| 1983 | 1ª    | Mantova (cron. a squadre)      | 70  | Bianchi-Piaggio     | Tommy Prim           |
| 2000 | 16ª   | Meda                           | 102 | Fabrizio Guidi      | Francesco Casagrande |
| 2010 | 19ª   | Aprica                         | 195 | Michele Scarponi    | Ivan Basso           |

Brixia Tour
Oltre al Giro d'Italia, a Brescia e provincia dal 2001 è organizzato il Brixia Tour, una gara a tappe che si svolge ogni anno.

### Cricket
La passione per il cricket, sport prediletto dagli inglesi, è cosa recente nel bresciano ed è dovuta all'immigrazione soprattutto di origine asiatica, pakistana e indiana. Dal 2014 è attiva la Janjua Cricket Club Brescia asd, un'associazione sportiva che conta oltre 50 iscritti ed affiliata alla FCrI Federazione Cricket Italiana e partecipa ai campionati nazionali. La prima squadra milita in serie A e nel 2018 ha vinto la Coppa Italia.

### Ginnastica artistica
La società di Brixia Gym milita in Serie A1 da anni e detiene numerosi scudetti, di cui 8 vinti consecutivamente tra il 2003 e il 2010; è una tra le società più di spicco nel panorama della ginnastica artistica femminile, sia a livello italiano che europeo: ha annoverato tra le sue file le azzurre olimpioniche Francesca Morotti, Monica Bergamelli, Erika Fasana, Vanessa Ferrari. Ad oggi la squadra può vantare ben 20 scudetti. Tra le ginnaste parte del team vi sono Martina Maggio, Asia D'Amato, Alice D'Amato (membri della squadra che ha rappresentato l'Italia ai giochi olimpici si Tokyo 2021), Giorgia villa (campionessa olimpica giovanile), Angela andreoli (medaglia di bronzo al corpo libero agli europei del 2022) ma anche altre tra le ginnaste più rilevanti della nazione come Veronica Mandriota e Giorgia Leone.

### Pallacanestro
Dopo l'addio nel 1996 dello storico Basket Brescia, nel 2009 la città è tornata ad avere una squadra con la fondazione del Basket Brescia Leonessa, iscritta al campionato dilettanti Divisione Nazionale A - Girone Est. Nel 2011 la squadra si è laureata Campione d'Italia Dilettanti e ha conquistato la promozione nel campionato di Legadue. Nel 2016 vince il campionato ed entra a fare parte dei 16 team della Serie A dove nel 2018 ha raggiunto, dopo un ottimo terzo posto, la semifinale scudetto perdendo contro Olimpia Milano; nella stessa stagione ha perso la finale di Coppa Italia contro Torino. Nel 2020 ha cambiato denominazione in Pallacanestro Brescia. Nel 2023 ha vinto la Coppa Italia battendo in finale la Virtus Bologna.

### Pallanuoto
La compagine cittadina di pallanuoto è la società Associazione Nuotatori Brescia, che partecipa alla Serie A1 è vincitrice di due scudetti (2002-03, 2020-21), tre coppe Italia, quattro coppe LEN (2002 - 2003 - 2006 - 2016); fa capo alla medesima associazione altresì la società Brescia Waterpolo, militante nel campionato di Serie A2.

### Pallavolo

La Pallavolo Brescia neopromossa nel campionato di Serie A1 1991-1992

Volley Millenium Brescia e Atlantide Pallavolo Brescia sono le due rappresentative principali che militano nel campionato di serie A2 di pallavolo, la prima femminile e la seconda maschile.

### Rugby
Si contano due società che militano nei campionati seniores:
- il Brescia Rugby (in Serie B dalla stagione 2019-2020);
- il Marco Polo CUS Brescia, nato dalla fusione tra Marco Polo RFC e CUS Brescia.

C'è inoltre il Rugby Club Fiumicello, società giovanile fondata nel 1984 da alcuni appassionati dell'omonimo quartiere dell'Oltremella.

### Scherma
La società Schermabrescia opera sul territorio bresciano dal 1987. Il bresciano Andrea Cassarà ha vinto l'oro nel fioretto individuale ai Mondiali 2011.

### Mille Miglia

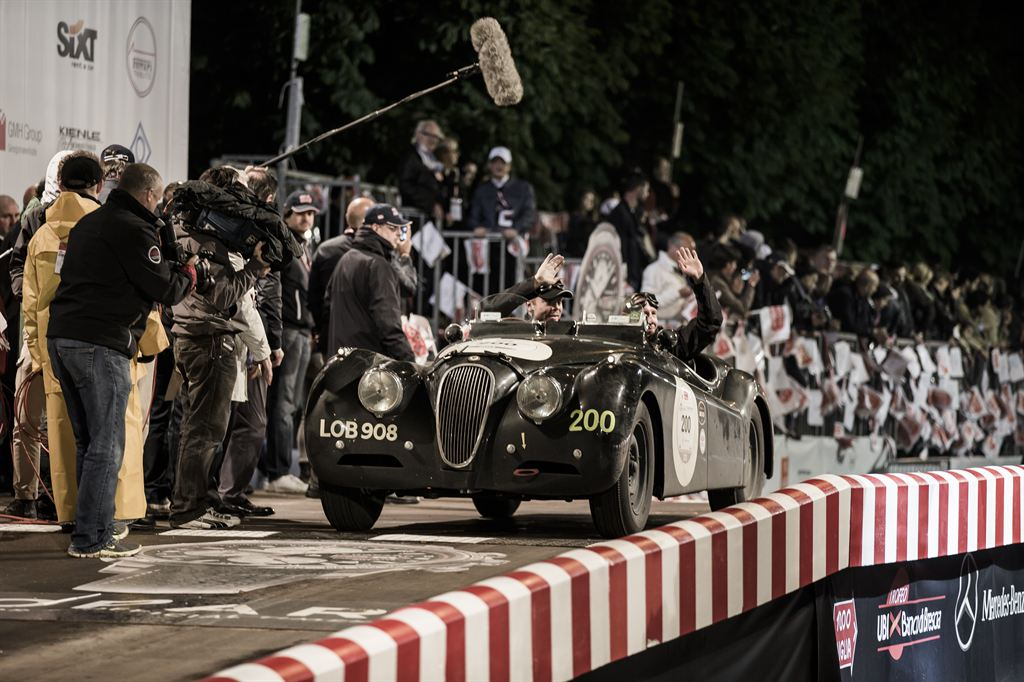
La Mille Miglia a Brescia (2013)

Punto di partenza e di arrivo della storica competizione d'auto d'epoca Mille Miglia, gara storica che si tiene normalmente nel mese di maggio su un tracciato variabile tra Brescia e Roma. Sono ammesse alla competizione le vetture prodotte prima del 1957, anno in cui, per motivi di sicurezza, fu sospeso lo svolgimento della versione originale delle Mille Miglia gara di velocità.

### Altri sport
La città è sede della Cavallerizza Bettoni, una fra le più antiche società sportive equestri italiane.
Il CUS Brescia Baseball, unica squadra di baseball su tutto il territorio bresciano. Fondata nel 1987 e affiliata in seguito al Centro Universitario Sportivo. Dal 2015 militante nel campionato di Serie A federale.
I Bengals Brescia militano nella serie A del campionato di football americano e vincitori del Superbowl 2009, 2011 e 2012. Sono l'unica squadra di football americano della città; eccezion fatta per la breve parentesi dei Terminators Brescia nel 2013, ch'eppure nel loro unico anno di vita riuscirono a conquistare il Superball.
Esiste anche una società di tennistavolo, l'Associazione sportiva tennistavolo Brescia che milita in serie B1 del campionato nazionale.
Da alcuni anni la città ospita anche una squadra di ultimate frisbee, B.u.b.b.a. Brescia. Sono ospitati dall'associazione CUS Brescia e per l'anno 2012 militeranno nella serie B del campionato italiano open di ultimate frisbee.
Due campi da golf, uno vicino al centro cittadino il Brescia golfclub ed un secondo, nato negli anni ottanta, nel complesso sportivo Mario Rigamonti.
Oltre alla Mille Miglia, Brescia è coinvolta nell'automobilismo sportivo grazie alla Scuderia Italia, team che ha partecipato in Formula 1 dal 1988 al 1993, anno in cui è stata fusa alla Minardi.

### Impianti sportivi
Lo stadio Mario Rigamonti è il principale stadio di Brescia, terreno di gioco interno del Brescia. La sua capienza, nel 2010, fu portata a 23 072 posti, grazie all'effettuazione delle opere di adeguamento dello stadio ai requisiti previsti dalla normativa vigente per gli incontri del campionato di Serie A 2010-2011. Fu così chiamato in memoria del giocatore bresciano Mario Rigamonti, militante nel Grande Torino e morto nella tragedia di Superga del 1949.
Lo stadio Aldo Invernici è un impianto sportivo sito nel quartiere San Polo, adibito al rugby. Ha una capienza di 5.000 posti a sedere. Lo stadio è intitolato ad Aldo Invernici, ex commissario tecnico della Nazionale ed ex presidente della Federazione Italiana Rugby.

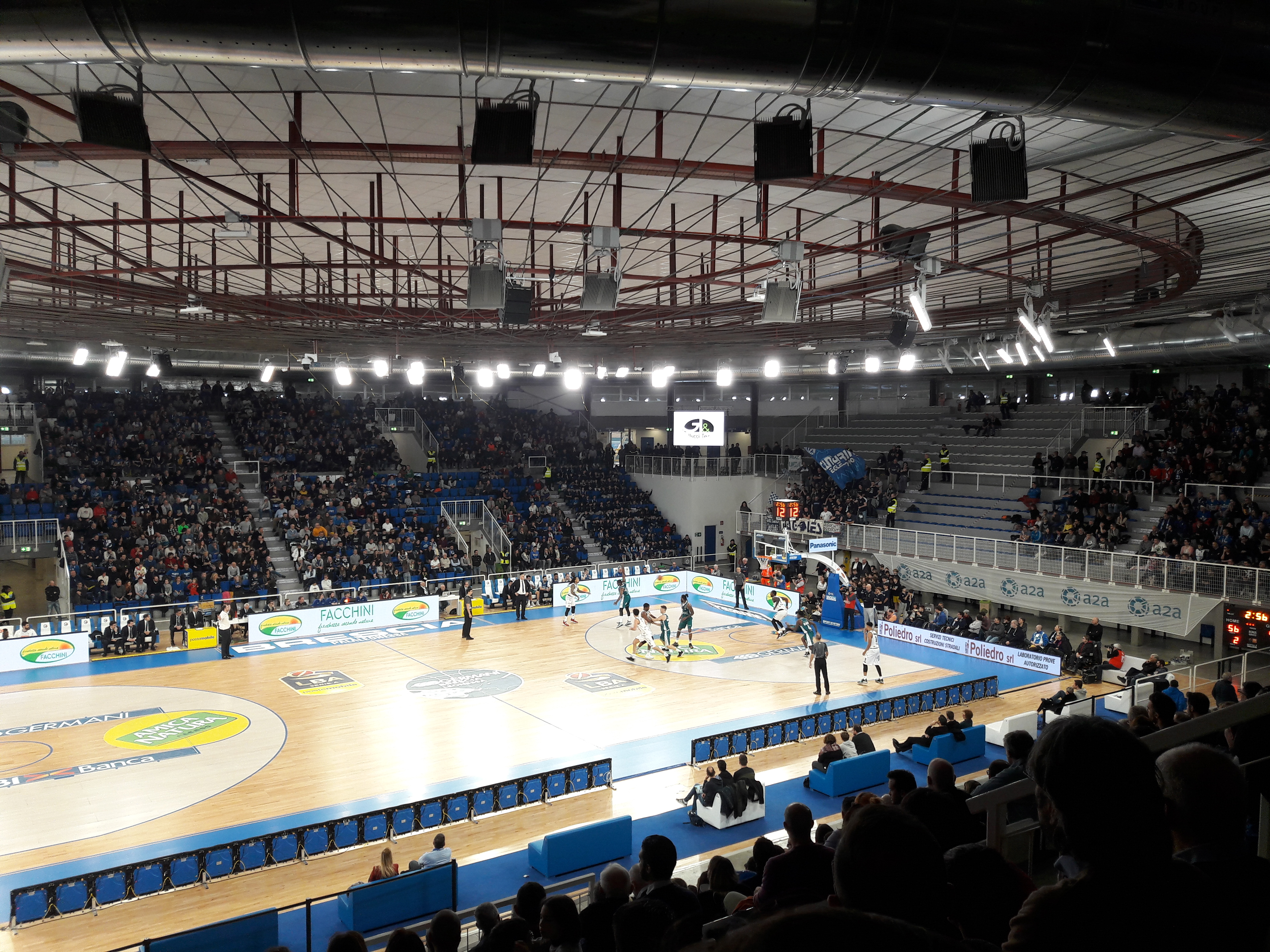
Il PalaLeonessa

Il centro sportivo San Filippo è una struttura polifunzionale a Brescia, che comprende un Palazzetto dello sport, 3 campi da calcio a 11, 2 Campi da calcio a 7, 1 Campo da calcio a 6, 1 Campo da calcio a 5, 3 Campi da tennis in sintetico, 1 Campo da tennis in terra battuta, piscina coperta, piscina estiva all'aperto e altre strutture minori.
Il centro inoltre ospita la sede del Brescia Calcio, del Pallacanestro Brescia, del CONI, e di 17 Federazioni Sportive.
In passato ha ospitato le gare casalinghe del Basket Brescia e della Pallavolo Brescia, mentre nel ventunesimo secolo ospita quelle del Basket Brescia Leonessa, Pallamano Leonessa Brescia, e della Icaro Basket Brescia, società che partecipa alla Serie B di Pallacanestro in carrozzina.
Da tempo è in progetto la realizzazione di un nuovo polo sportivo cittadino. Durante la giunta comunale guidata da Adriano Paroli viene illustrato un progetto per la creazione di una "cittadella dello sport" situato presso il Parco delle Cave a San Polo, che comprende la costruzione di un nuovo stadio di calcio e di un palazzetto polifunzionale per pallacanestro e pallavolo. Quest'idea è stata successivamente abbandonata con l'insediamento della giunta Del Bono che ha optato per la sistemazione definitiva dell'ex impianto sportivo situato presso l'Ente Industriale Bresciano, meglio conosciuto come "Eib", nel quartiere di Chiesanuova, in passato utilizzato per le partite casalinghe del Basket Brescia e della Pallacanestro Cantù tra gli anni settanta ed ottanta. La ristrutturazione del "ciambellone", così soprannominato per la sua forma rotonda, terminò nel Maggio 2018 dal nome di PalaLeonessa da 5.200 posti, capace di ospitare sia competizioni nazionali di pallacanestro e pallavolo, sia concerti musicali.
Gli impianti natatori dove si pratica la pallanuoto sono il Centro Natatorio Lamarmora, per gli allenamenti e il Centro Natatorio Mompiano è il campo gara con 800 posti.
Gli impianti dedicati all'atletica Leggera sono il celebre 8 corsie Sandro Calvesi di via Morosini dove Sara Simeoni il 4 agosto 1978, conquistò il record del mondo (2,01 m) durante il meeting di atletica tra le nazionali di Italia e Polonia, L'altro impianto è il recentissimo campo di atletica 'Sanpolino' dedicato a Gabre Gabric 8 corsie in tartan situato in via Don Luigi Barberis nel quartiere di Sanpolino e gestito dalla FIDAL, Federazione Italiana di Atletica Leggera. Vi è inoltre in previsione la realizzazione di impianto indoor, il terzo in Italia dopo Ancona e Padova. Sarà realizzato nel quartiere di Sanpolino in adiacenza alla pista outdoor in modo da ottimizzare l'area a servizi del polo sportivo. Il palazzetto ospiterà un anello a 6 corsie da 200 metri e pista di velocità da 60 metri a 8 corsie e sarà in grado di accogliere fino a 480 persone, capienza che potrà essere ampliata portandola a circa 1000 spettatori. Il nuovo centro sarà destinato a più discipline sportive: atletica leggera, arrampicata e arti marziali.